# 伊吹山

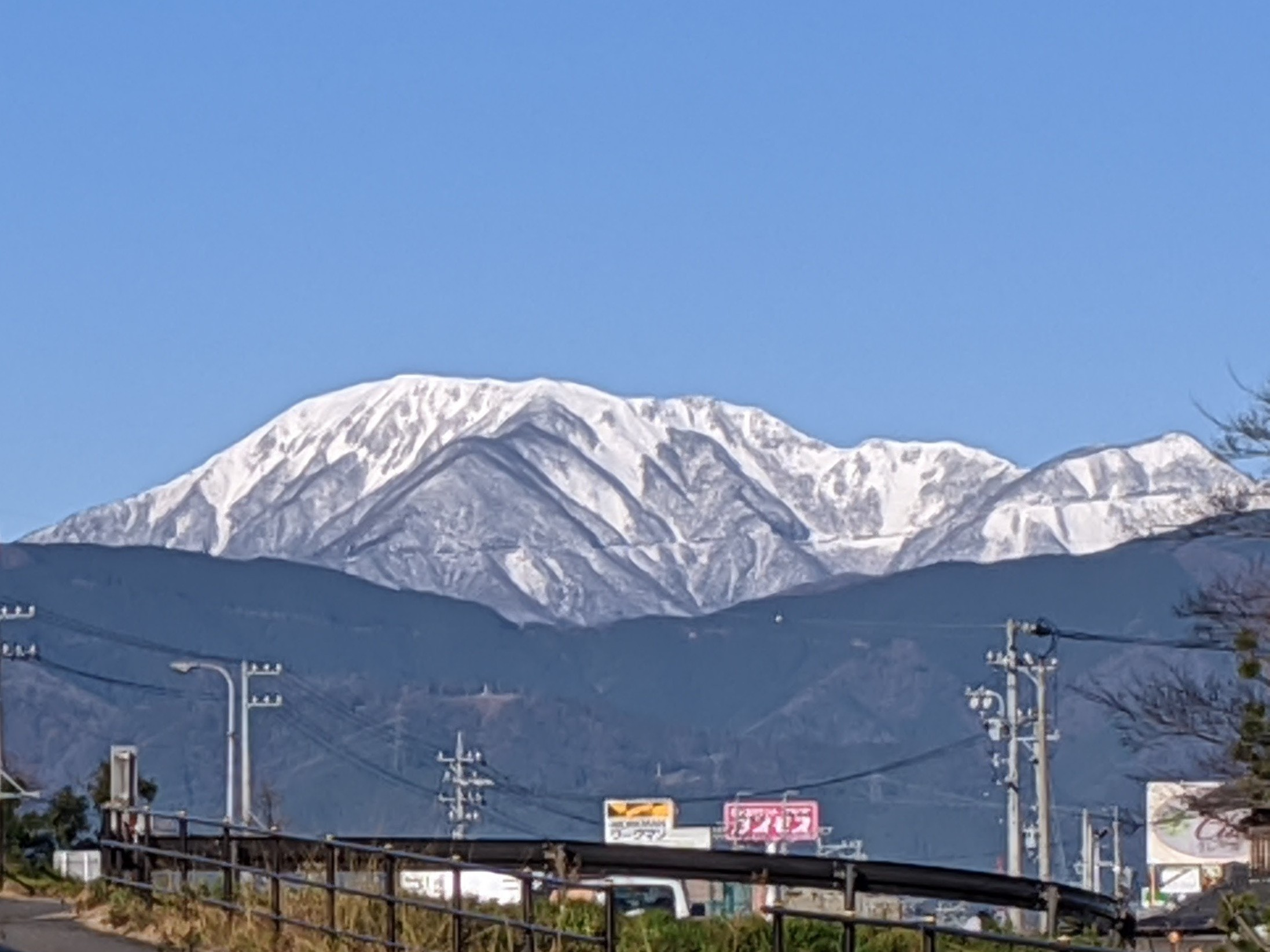
岐阜県大垣市から望む冬の伊吹山

伊吹山（いぶきやま、いぶきさん）は、滋賀県と岐阜県の県境を南北に走る伊吹山地の主峰（最高峰）である、標高1,377 mの山。伊吹山自体は滋賀県側は米原市、岐阜県側は揖斐郡揖斐川町と不破郡関ケ原町に属し、一等三角点が置かれている山頂部は米原市域にある。滋賀県の最高峰であり、山域は琵琶湖国定公園に指定されている。

## 概要

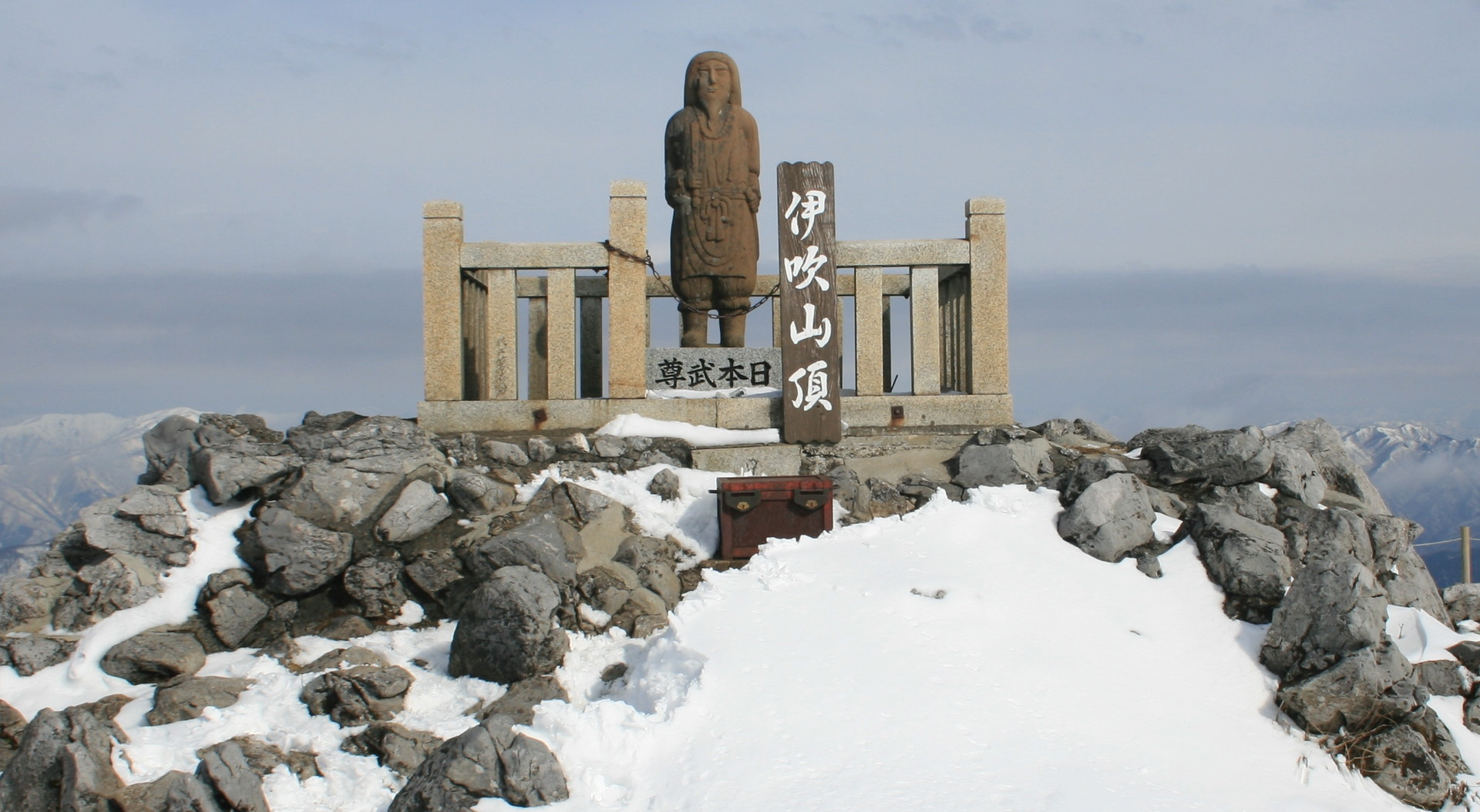
山頂にある日本武尊の石像

古くから霊峰とされ、『古事記』『日本書紀』においてはヤマトタケル（日本武尊）が東征の帰途に伊吹山の神を倒そうとして返り討ちにあったとする神話が残されている。日本百名山、新・花の百名山、一等三角点百名山、関西百名山、近畿百名山、ぎふ百山の1つに選定されている。滋賀県、岐阜県、愛知県、三重県の多くの学校の校歌で「伊吹山」に関する語句が歌われている。

### 山名
『日本書紀』では「五十葺山」、『古事記』では「伊服阜能山」と記されている。ほかにも「伊吹山」や「伊吹」の別表記として「膽吹山」「伊服阜山」「伊夫阜山」「伊福貴」「異吹」「伊布貴」「伊夫伎」などがある。また、かつて修験道においては「大乗峰」と呼ばれていた。
「伊吹山」は一般的に「いぶきやま」と読まれ、国土地理院に登録されている山名も同様であるが、一部では「いぶきさん」とも呼ばれる。滋賀県内では伊吹山に近い地域（米原市の旧伊吹町など）では「いぶきやま」、伊吹山から遠い地域になるほど「いぶきさん」と呼ぶ傾向があるとされ、美濃地方（岐阜県南部）や尾張地方（愛知県西部）でも「いぶきさん」と呼ばれることがある。

## 人間とのかかわり

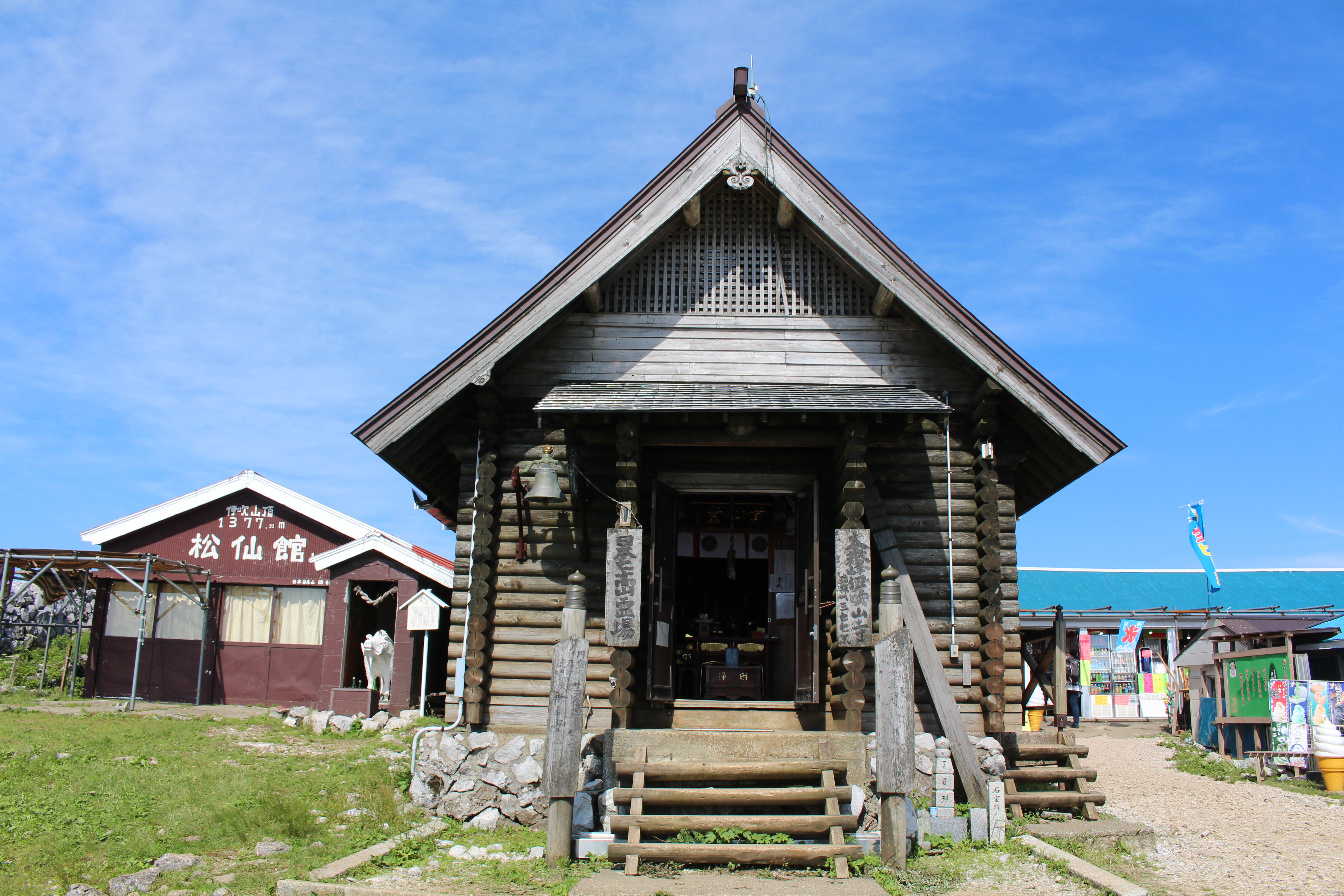
山頂の伊吹山寺山頂本堂、その左に伊吹山之神「白猪」の像

古くから神が宿る山として山岳信仰の対象であった。室町時代後期には織田信長により、山上に野草園が造られたとされている。明治以降に近代登山の対象となった。大正時代には中山再次郎により、関西からスキーに訪れる山として注目されるようになった。1964年（昭和39年）に深田久弥により日本百名山に選定されると、百名山ブームもあり全国的に登山対象の山として知名度も高まった。1965年（昭和40年）に伊吹山ドライブウェイが開通すると、9合目まで容易に上がれるようになり山頂部は観光地化した。

### 伊吹神の信仰
| 年     | 伊夫伎神社 （近江国坂田郡） | 伊富岐神社 （美濃国不破郡） |
| ------ | --------------------------- | --------------------------- |
| 850年  | 従五位下                    |                             |
| 852年  |                             | 官社指定                    |
| 859年  | 従五位下 →従五位上          |                             |
| 865年  |                             | 従五位下 →従四位下          |
| 877年  | 正四位下 →従三位            | 従四位下 →従四位上          |
| 神名帳 | 小                          | 小                          |
| 一宮制 |                             | 美濃国二宮                  |

伊吹山の神は「伊吹大明神」とも呼ばれ、『古事記』では「牛のような大きな白猪」、『日本書紀』では「大蛇」とされていた。『古事記』にはヤマトタケル（日本武尊）がこの伊吹大明神と戦って敗れる物語がある。伊吹山の神に苦しめられて敗れたヤマトタケルは病に冒されて山を下り、居醒の泉（米原市醒井の平成の名水百選の一つに選定されている「居醒の清水」）で少し回復したものの、のちに悪化して亡くなったとする伝説が伝えられている。山頂部にはその日本武尊の石像と、伊吹山の神の白猪の像が設置されている。表登山道の三合目西側の「高屋」と呼ばれる場所はヤマトタケルが山の神に出会った場所とされていて、大正時代に石の祠が建立され、その中に木造の日本武尊が祀られた。
また文献によれば、古代には近江国・美濃国の両国で伊吹神が祀られたことが知られる。国史では両神に対する神階奉叙の記事が散見され、中央にも知られる神であった。両神は、『延喜式』神名帳においてもそれぞれ「伊夫伎神社」「伊富岐神社」として記載されて式内社に列しているほか、美濃の伊富岐神社は美濃国内において南宮大社（一宮）に次ぐ二宮に位置づけられた。現在も近江の神社は伊夫岐神社（滋賀県米原市伊吹）として、美濃の神社は伊富岐神社（岐阜県不破郡垂井町岩手）として祭祀が継承されている。
創祀については美濃地方の豪族の伊福部氏との関係を指摘する説があるが、複雑な創祀の事情を想定する説もある。『日本書紀』において伊吹山の神は龍蛇体とされるが、伊夫岐神社では八岐大蛇を祭神とする説があり、酒吞童子を伊吹山の八岐大蛇の子とする物語もある。また、『近江国風土記』において伊吹山の神である多多美彦命は霜速比古命の子であるとされる。

### 山岳宗教と伊吹山寺

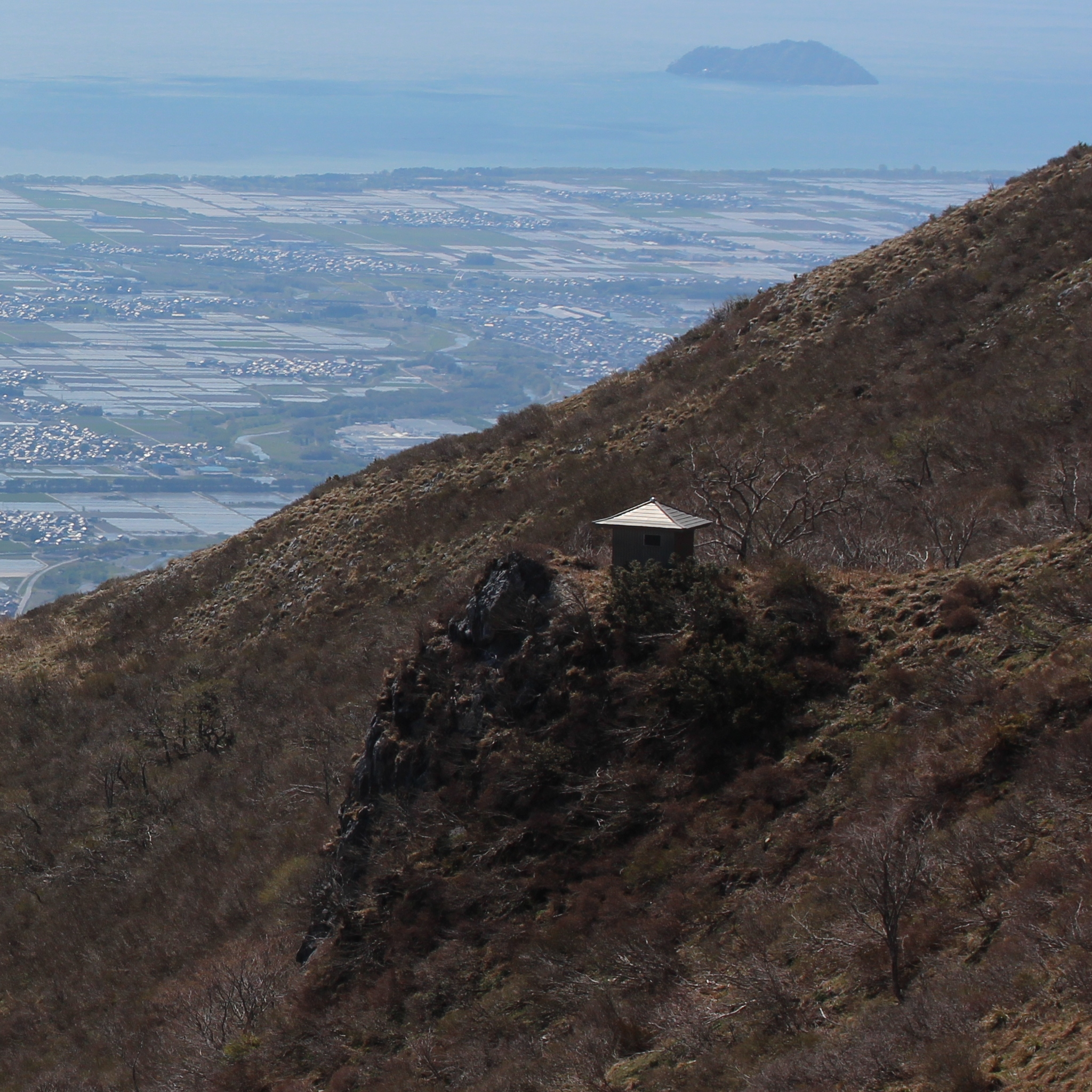
伊吹山8合目西にある伊吹山寺を開いた三修が修行を行った行導岩

神道だけでなく、日本の仏教や修験道においても、信仰の対象や修行の場とされた。役小角が伊吹山に登り、弥高寺と大平寺を建立したと伝えられている。白山を開山した泰澄は、この山に分け入り白山信仰を伝えた。9世紀に伝わった密教と結びついて修験の場として、多くの寺院が山中に建立されるようになった。851-854年（仁寿年間）に僧三修により、伊吹山の南側の中腹の尾根上に山岳寺院の弥高寺が建立されたことが『日本三代実録』に記録されている。三修（さんじゅ）により山上と山麓に山岳寺院が建立され、江戸時代まで山岳修行の山とされていた。弥高寺は伊吹山寺と呼ばれる定額寺の中心となる一つで、伊吹四大寺として他に大平寺、長尾寺、観音寺が建立され、のちに伊吹護国寺となった。鎌倉時代には修験者が多く入山して一時は数百の堂房が山中に建ち隆盛したが、戦国時代に兵火でほとんどが焼失し、現存せずその地名が残されている。弥高寺は戦国時代に京極氏や浅井氏により城郭の一部として改造され、1512年（永正9年）に兵火に遭い、その後、麓に坊舎が移された。円空は伊吹山の太平寺に暮らし、平等石（行道岩）で修行を行い、木彫仏を残している。大平寺集落は1963年（昭和38年）のサンパチ豪雪（昭和38年1月豪雪）で交通が断絶するなどの被害を受けたため、集落全14戸の総意で廃村を選択し、土地を大阪セメントに売却して麓に移住、円空作の十一面観音も移住先に建てられた大平観音堂に移された。大平寺の中之坊跡などがまだ削られずに残っているが、住友大阪セメントの社有地であるため立ち入りはできない。「弥高寺跡」は2004年（平成16年）2月27日に、国の史跡に指定された。

### 年表
- 673年：天武天皇により麓に三関の一つである不破関が置かれる。
- 平安時代：日本七高山（近畿地方にある7つの霊山）の一つに数えられる[4]。
- 712年（和銅5年）：『古事記』の景行天皇記に、伊吹山にまつわる日本武尊の伝説が記される[6]。
- 851-854年（仁寿年間）：伊吹山の南側中腹の尾根上に山岳寺院の弥高寺が建立された[29]。
- 1558年（永禄元年）：この年から1570年（永禄13年）の間に、織田信長が南蛮人から入手した薬草を栽培する菜園を伊吹山に作らせる[7]。その菜園には、ポルトガル人が自国で用いていた約3,000種のハーブが移植されたといわれている[33]。
- 明治末年：川崎義令が千種類に及ぶ薬草を採取する。
- 1912年（大正元年）10月 - 山頂の弥勒堂近くに礎石を築き、現代にも残る日本武尊の石像が供養される。

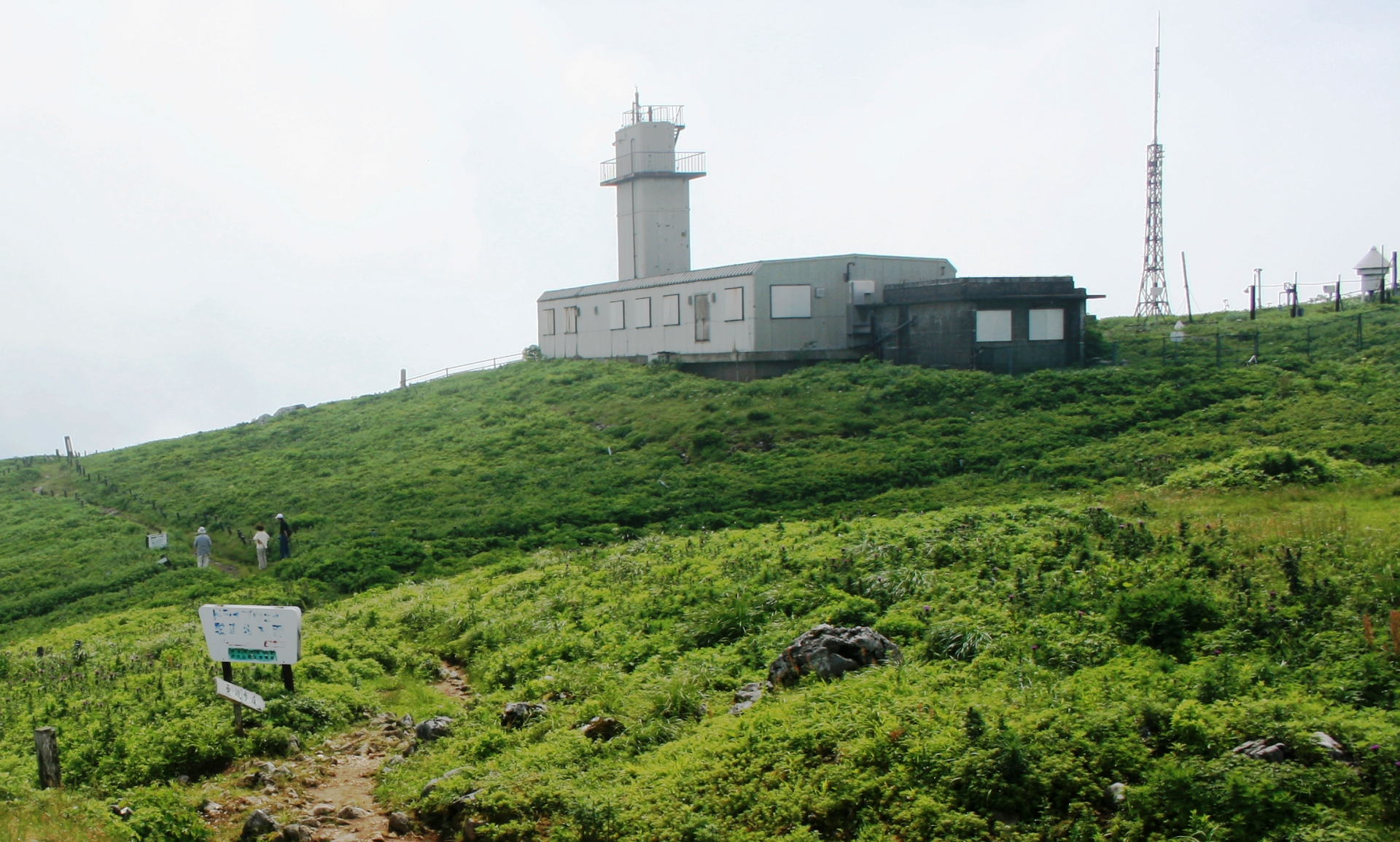
2010年まで山頂にあった伊吹山観測所

- 1919年（大正8年）8月1日：山頂に設置された伊吹山観測所が気象観測を開始。この観測所の建設時には、周辺で古刀や古銭が発掘された[4]。
- 1927年（昭和2年）2月14日：昭和2年豪雪により11.82mの積雪量が観測され、世界山岳気象観測史上1位となる。
- 1929年（昭和4年）5月1日：山頂の観測所が国営の気象庁付属伊吹山測候所となる。
- 1950年（昭和25年）7月24日：山腹周辺が琵琶湖国定公園の特別保護地区に指定される[5][34]。
- 1952年（昭和27年）6月：大阪セメント伊吹工場が石灰岩の伊吹鉱山の操業を開始。
- 1957年（昭和32年）1月11日：近江鉄道が伊吹山スキー場を開業[35]。
- 1965年（昭和40年）7月1日：伊吹山ドライブウェイが全線の供用を開始し、以降はマイカー利用による観光客が増加する[14]。
- 1967年（昭和42年）3月17日：岐阜県が、岐阜県側の山域を県立伊吹自然公園に指定[36]。
- 1998年（平成10年）3月：伊吹山文化資料館が開設された[37]。
- 2001年（平成13年）3月31日：伊吹山測候所の観測が終了（跡地は2010年に撤去されて更地化された）。
- 2003年（平成15年）7月25日：伊吹山頂草原植物群落が、国の天然記念物に指定される[38][39][40][38]。
- 2009年：伊吹山スキー場が、積雪量の減少と運営会社の都合を理由に営業を休止。

- 2010年（平成22年）

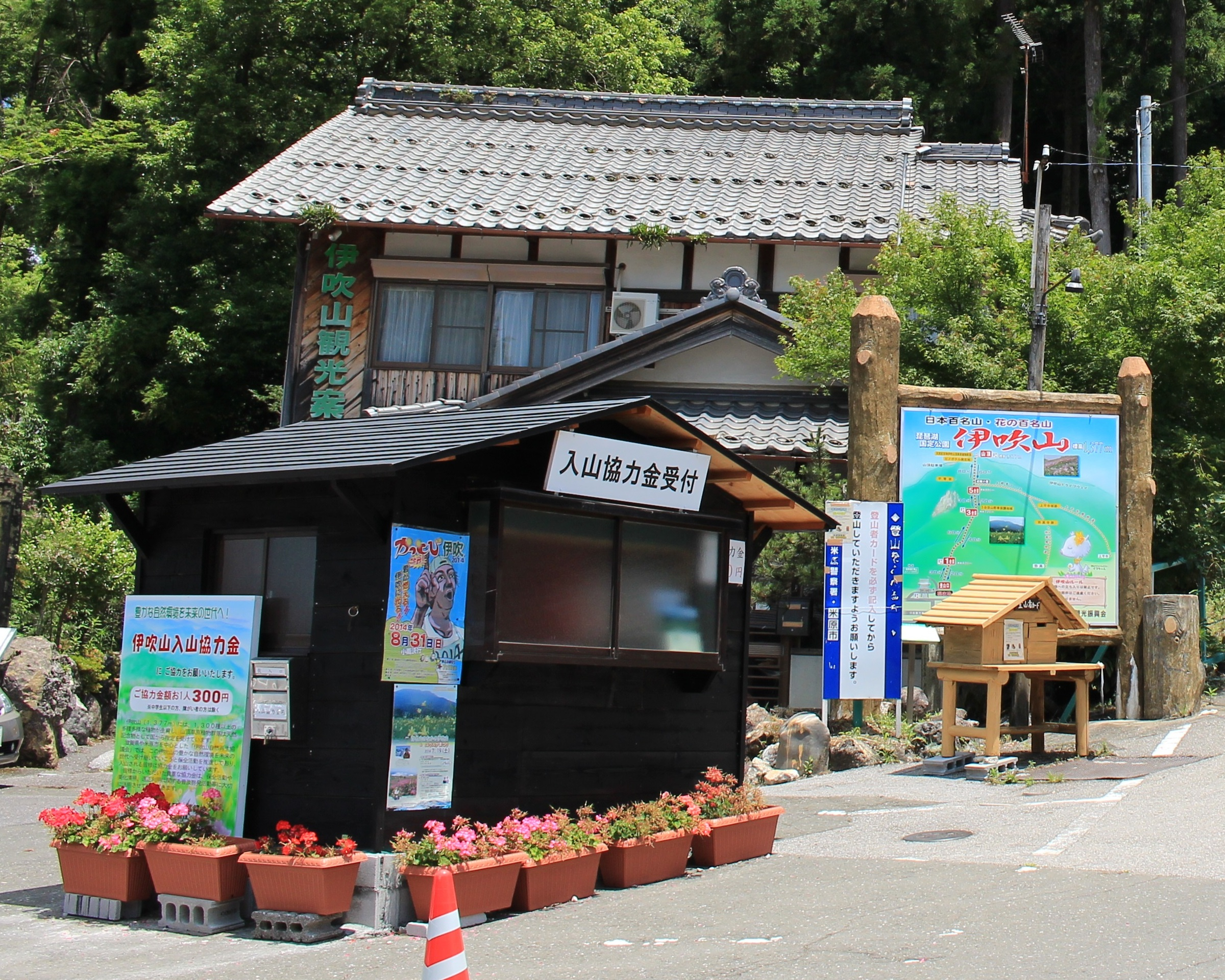
伊吹山表登山道の登山口（米原市上野）に設置された入山協力金受付

  - 7月1日：日本郵政公社が、オリジナルフレーム切手「Mt.IBUKI 2010」および「伊吹山からの花便り」を発売する[41]。
  - 7月24日：伊吹山ゴンドラが廃業[42]。
  - 10月13日：皇太子徳仁親王が麓の上野登山口から登頂。
  - 伊吹山スキー場のスキー用リフトなどが撤去され、スキー場が閉鎖される[43]。
- 2014年（平成26年）5月1日：入山料金制度を試験導入（1人300円）[注釈 2][44][45]。
- 2022年（令和4年）：資生堂が伊吹山保護活動を開始[46]。同社は2018年より、伊吹山山麓に原料開発を目的とした薬草園を設立している。
- 2023年（令和5年）7月12日：令和5年7月豪雨により登山道（上野登山口ルート）が崩落。13日より通行止となる[47]。

## 気候
伊吹山は冬に日本海側からの季節風の通り道となり、濃尾平野では、冬季に北西の方角から吹く季節風を「伊吹おろし」と呼ぶ。亜寒帯湿潤気候で雪も非常に多く、1927年2月14日には世界最深積雪記録となる積雪量1182cmを記録しており、現在でもこの記録は破られていない。また、旧平年値（1971-2000）における月別平均気温は北海道稚内市とほぼ同じ値となっている。以下、データは2001年3月31日に観測を終了した伊吹山測候所の記録である。
| 伊吹山（標高1375.8m、平年値1971-2000年）の気候 | 伊吹山（標高1375.8m、平年値1971-2000年）の気候 | 伊吹山（標高1375.8m、平年値1971-2000年）の気候 | 伊吹山（標高1375.8m、平年値1971-2000年）の気候 | 伊吹山（標高1375.8m、平年値1971-2000年）の気候 | 伊吹山（標高1375.8m、平年値1971-2000年）の気候 | 伊吹山（標高1375.8m、平年値1971-2000年）の気候 | 伊吹山（標高1375.8m、平年値1971-2000年）の気候 | 伊吹山（標高1375.8m、平年値1971-2000年）の気候 | 伊吹山（標高1375.8m、平年値1971-2000年）の気候 | 伊吹山（標高1375.8m、平年値1971-2000年）の気候 | 伊吹山（標高1375.8m、平年値1971-2000年）の気候 | 伊吹山（標高1375.8m、平年値1971-2000年）の気候 | 伊吹山（標高1375.8m、平年値1971-2000年）の気候 |
| 月                                             | 1月                                            | 2月                                            | 3月                                            | 4月                                            | 5月                                            | 6月                                            | 7月                                            | 8月                                            | 9月                                            | 10月                                           | 11月                                           | 12月                                           | 年                                             |
| ---------------------------------------------- | ---------------------------------------------- | ---------------------------------------------- | ---------------------------------------------- | ---------------------------------------------- | ---------------------------------------------- | ---------------------------------------------- | ---------------------------------------------- | ---------------------------------------------- | ---------------------------------------------- | ---------------------------------------------- | ---------------------------------------------- | ---------------------------------------------- | ---------------------------------------------- |
| 最高気温記録 °C （°F）                         | 9.9 (49.8)                                     | 10.8 (51.4)                                    | 14.6 (58.3)                                    | 22.1 (71.8)                                    | 23.5 (74.3)                                    | 25.4 (77.7)                                    | 27.6 (81.7)                                    | 29.2 (84.6)                                    | 28.8 (83.8)                                    | 21.4 (70.5)                                    | 18.3 (64.9)                                    | 13.8 (56.8)                                    | 29.2 (84.6)                                    |
| 平均最高気温 °C （°F）                         | −2.8 (27)                                      | −2.6 (27.3)                                    | 1.2 (34.2)                                     | 8.6 (47.5)                                     | 13.3 (55.9)                                    | 16.3 (61.3)                                    | 20.0 (68)                                      | 21.1 (70)                                      | 17.5 (63.5)                                    | 12.2 (54)                                      | 6.5 (43.7)                                     | 0.2 (32.4)                                     | 9.3 (48.7)                                     |
| 平均最低気温 °C （°F）                         | −7.4 (18.7)                                    | −7.8 (18)                                      | −4.7 (23.5)                                    | 1.3 (34.3)                                     | 6.2 (43.2)                                     | 11.1 (52)                                      | 15.1 (59.2)                                    | 15.9 (60.6)                                    | 12.2 (54)                                      | 6.1 (43)                                       | 0.7 (33.3)                                     | −4.6 (23.7)                                    | 3.7 (38.7)                                     |
| 最低気温記録 °C （°F）                         | −16.3 (2.7)                                    | −16.5 (2.3)                                    | −15.9 (3.4)                                    | −10.0 (14)                                     | −5.6 (21.9)                                    | 0.3 (32.5)                                     | 6.5 (43.7)                                     | 7.6 (45.7)                                     | 3.2 (37.8)                                     | −3.6 (25.5)                                    | −9.9 (14.2)                                    | −14.7 (5.5)                                    | −16.5 (2.3)                                    |
| 降水量 mm （inch）                             | -                                              | -                                              | -                                              | 134.6 (5.299)                                  | 166.2 (6.543)                                  | 279.7 (11.012)                                 | 315.2 (12.409)                                 | 217.1 (8.547)                                  | 253.7 (9.988)                                  | 142.3 (5.602)                                  | 90.4 (3.559)                                   | -                                              | -                                              |
| 出典1：伊吹山気温                              |                                                |                                                |                                                |                                                |                                                |                                                |                                                |                                                |                                                |                                                |                                                |                                                |                                                |
| 出典2：気象庁                                  |                                                |                                                |                                                |                                                |                                                |                                                |                                                |                                                |                                                |                                                |                                                |                                                |                                                |

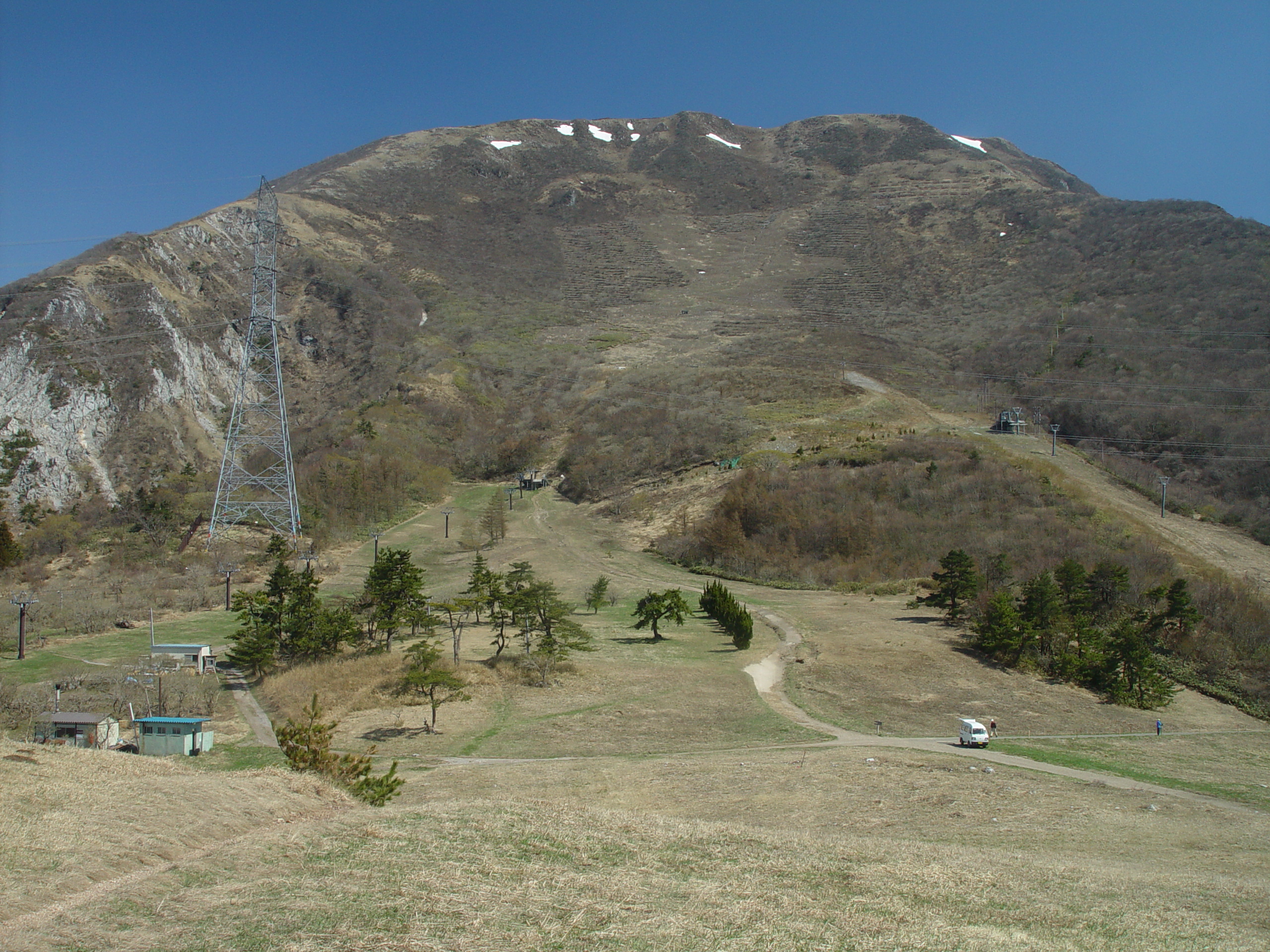
春 （2012年4月4日） 登山道3合目から望む伊吹山
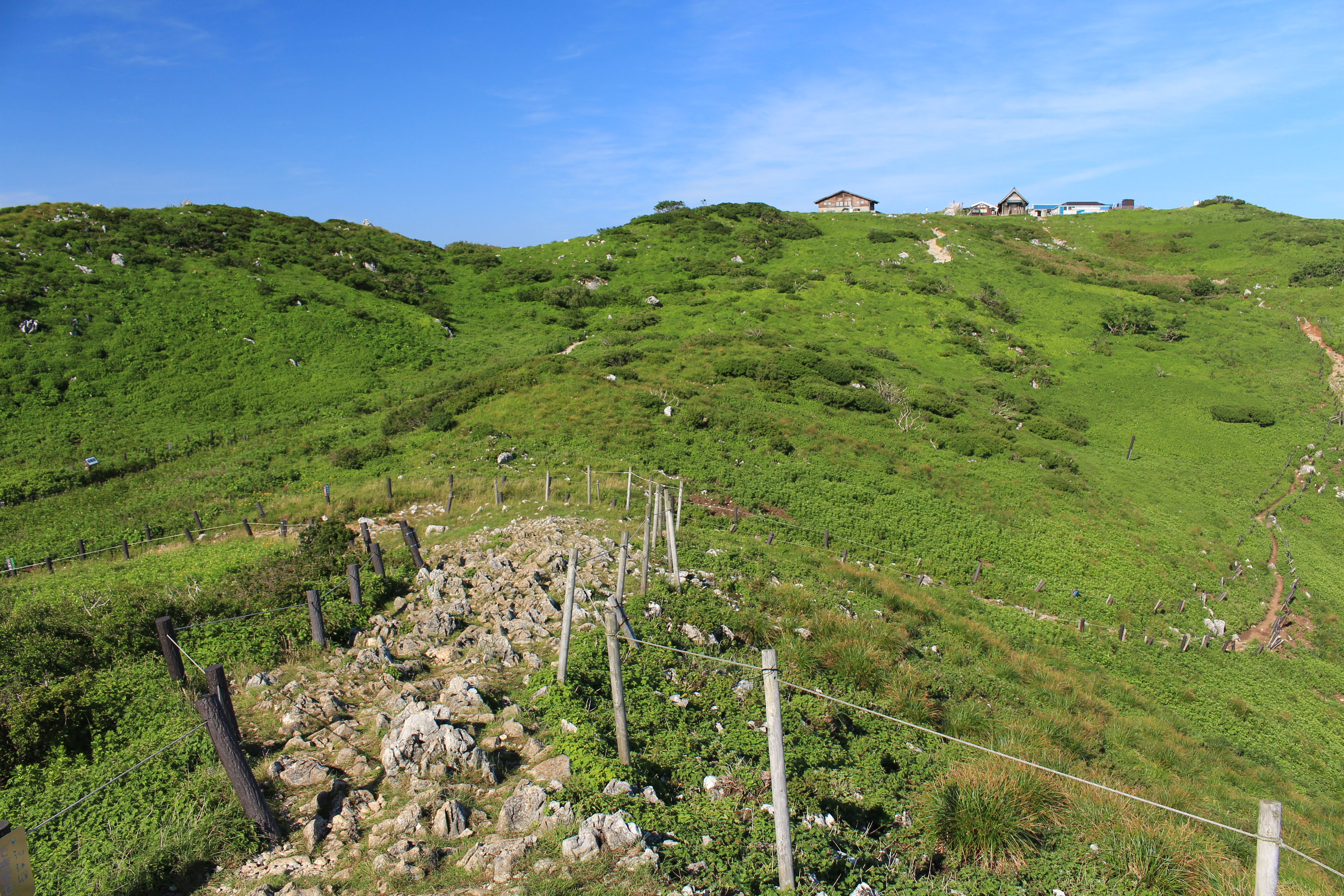
夏 （2014年7月15日） お花畑をめぐる西遊歩道からの山頂部
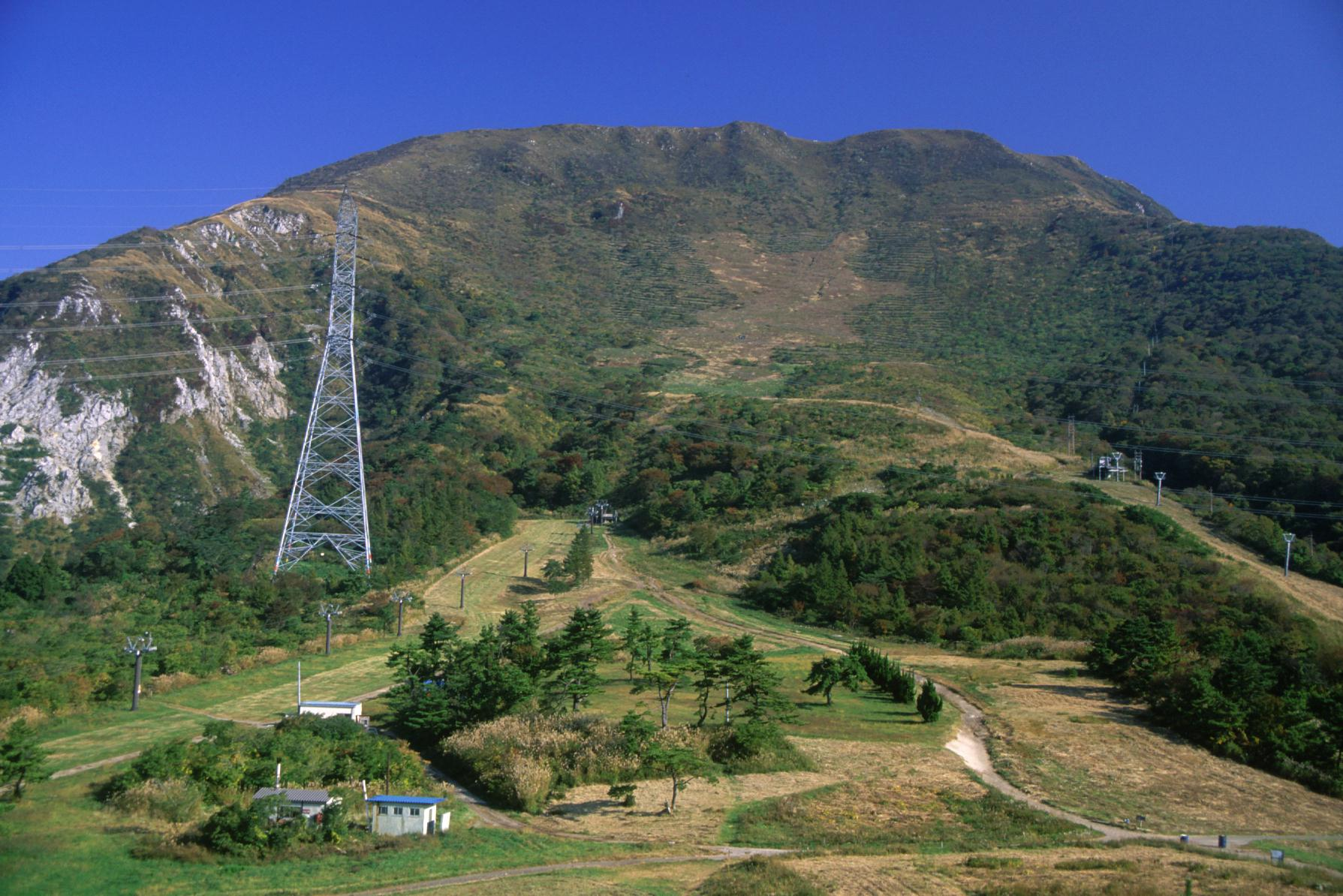
秋 （2001年10月25日） 登山道3合目から望む伊吹山
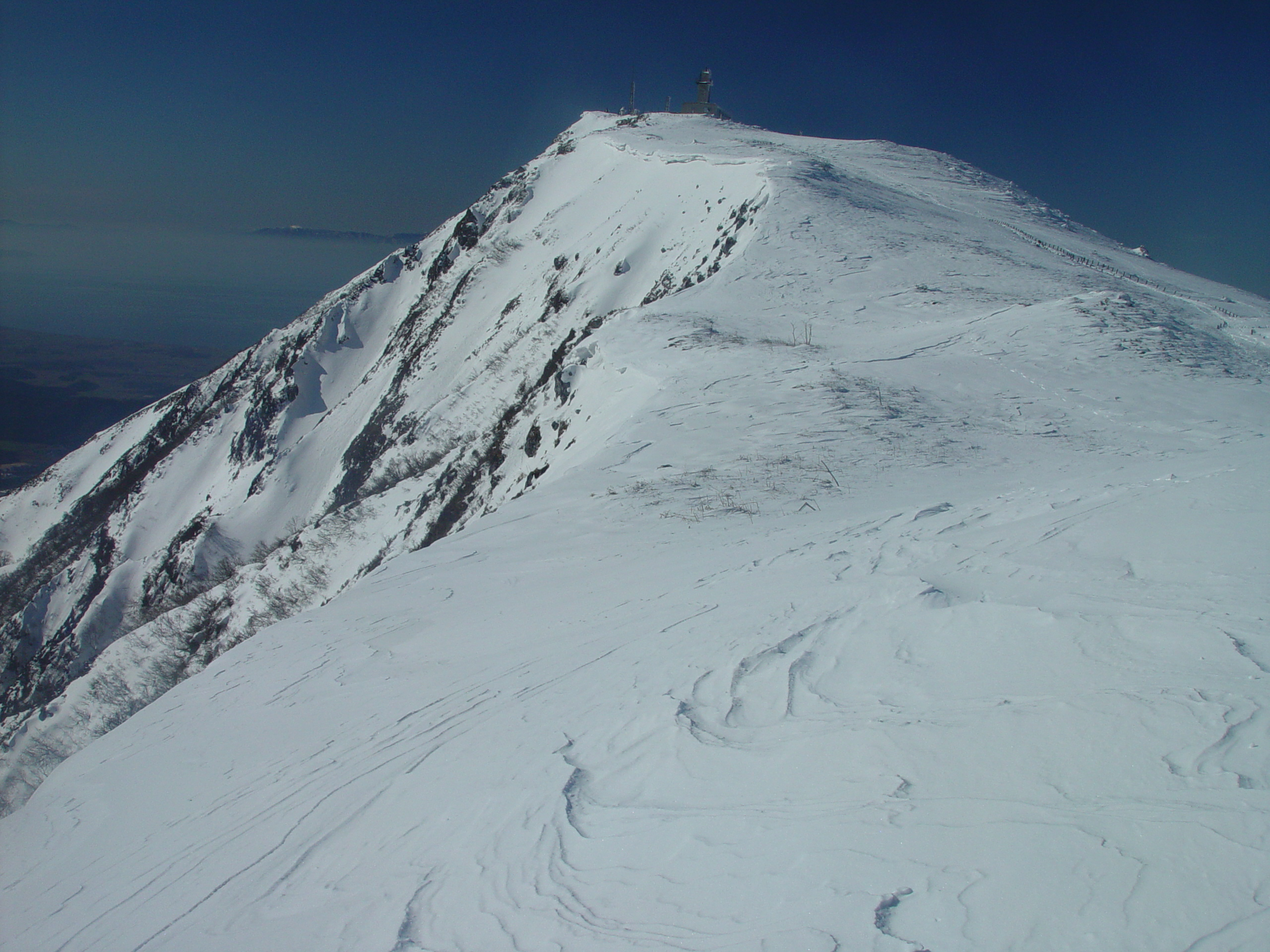
冬 （2004年1月12日） 東遊歩道から望む山頂部の雪景色

## 地質

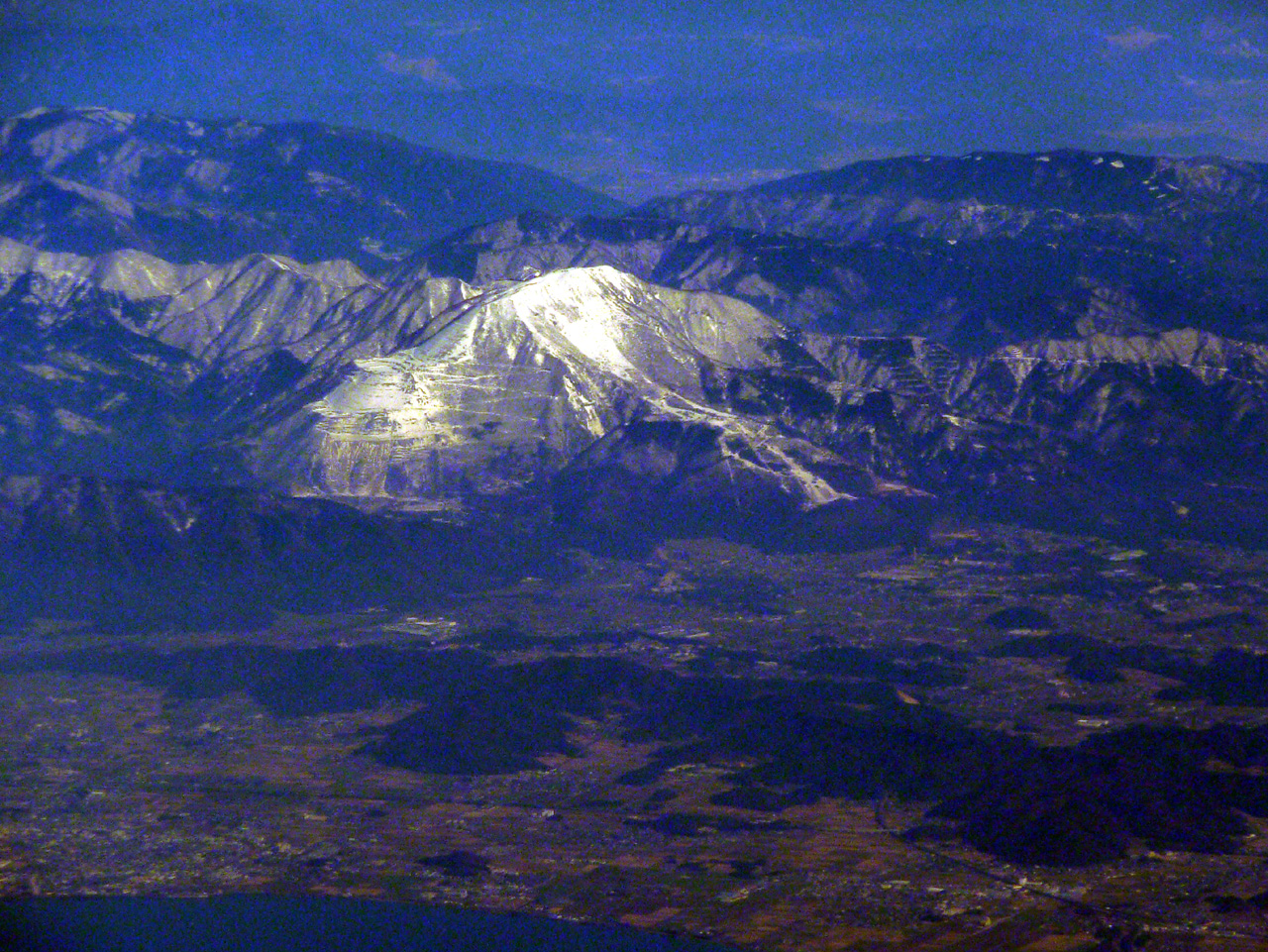
西側の琵琶湖上空方面から望む伊吹山

伊吹山は約3億年前に噴火した海底火山であったとされている。ウミユリやフズリナの化石が発見されたことから、地層には約2億5千年前の古生代に海底に堆積した層が含まれていると考えられている。その時期にサンゴ礁が形成されたことで石灰質の地層が堆積した。中腹より上部は、古生代二畳紀に形成された石灰岩が広く分布している。山頂部では、カレンフェルトや巨大な石灰露岩などのカルスト地形が見られる。石灰岩には塊状の亀裂が多く、水透しが良く表土は乾燥し易い。現在は良質の石灰岩が採掘される山として知られている。
山麓は湧水の里としても知られている。石灰岩層は山肌に降った雨などを浸透させ、伊吹山の山麓には石灰岩層から抽出されたカルシウム分などミネラルを多く含む湧水が豊富である。このうち、泉神社 (米原市)の湧水は名水百選の一つに選ばれている。醒井宿にある居醒の水が平成の名水百選に選ばれたほか、「春照の泉（臼谷の湧水）」が知られている。南西山麓にある米原市上野の伊吹山の登山口には「ケカチの水」と呼ばれる湧水がある。山頂の弥勒堂へ向かう山岳行者が身を清めた場所とされていた。

## 生物
高山植物を含めて植生豊かな山であるが、ニホンジカによる食害が深刻化しており、土砂崩れも誘発している。

### 植物
標高が低い山であるが、石灰岩層の山であることと地理的な環境条件などの要因で植物相が豊かで植物研究に貴重な山とされ、牧野富太郎らの多くの植物学者や採薬師により調査がなされている。日本では高尾山に次いで、藤原岳と共に2番目に植物の種類が多い山であるとする調査結果がある。山麓から山頂にかけて様々な野草の群生地があり、コイブキアザミ Cirsium confertissimum などの9種の固有種がある。高山の高茎草原に見られる種も自生していて、おもなものとしてオオバギボウシ、カノコソウ、キバナノレンリソウ、クガイソウ、シシウド、シモツケ、シモツケソウ、ニッコウキスゲ、ハクサンフウロ、メタカラコウ、ユウスゲ、ルリトラノオなどがある。頂上の残雪表面では雪氷藻類が確認されている。

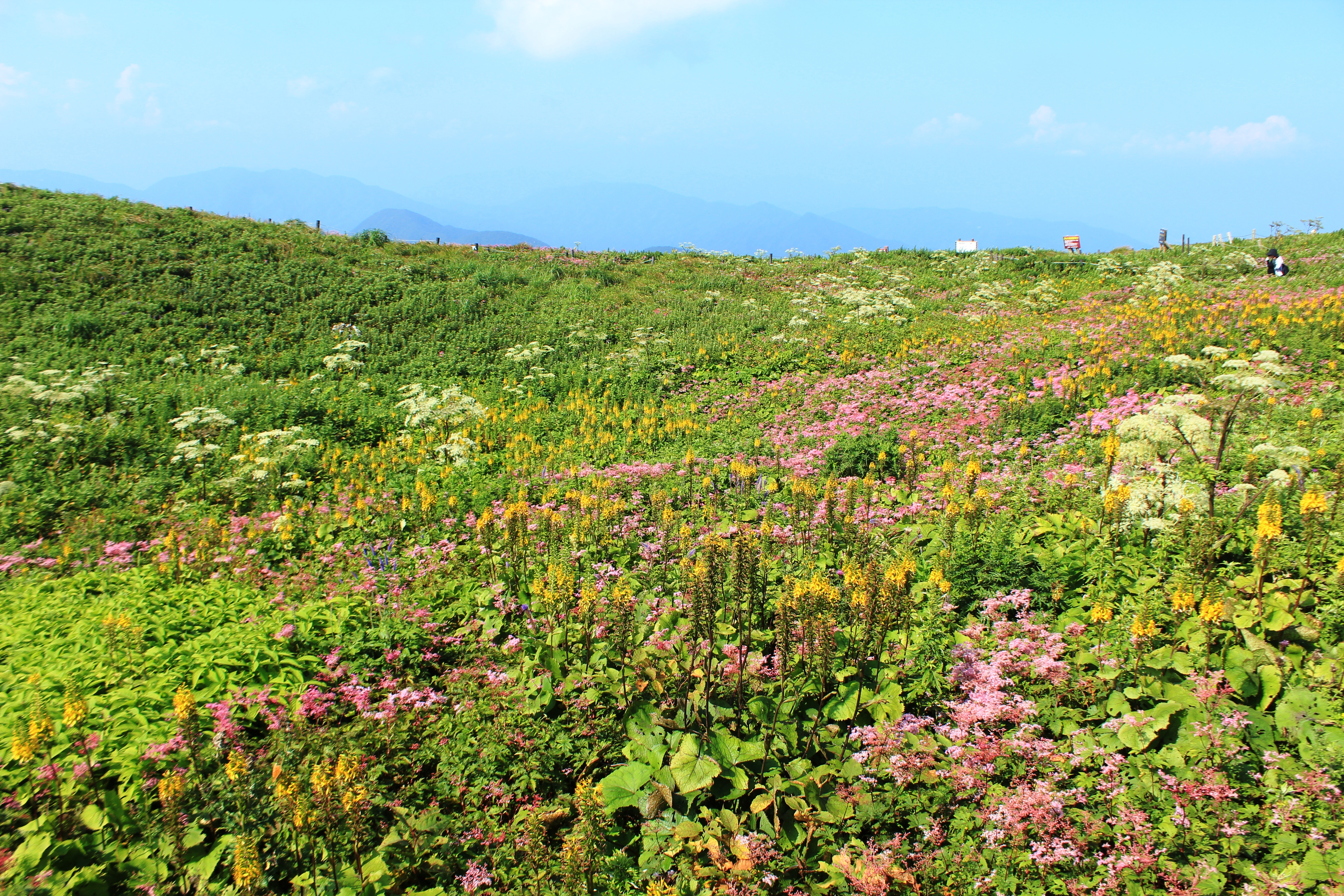
伊吹山頂草原植物群落（シモツケソウとメタカラコウなどが開花した夏）

山頂部では樹木の生育が抑えられて高木が少なく、日本では数少ない北方性の高山植物または亜高山性植物の植物が分布する山地草原が発達している。約300種の温帯性および亜高山性の草木の群生地となっていて、近畿地方以南では他に例がない。地層形成年代が古いことと高山的な気象条件になることから、伊吹山の固有種を産出している。日本で分布の西南限となっている種が多数ある。日本海要素の植物が多い。石灰岩地を好んで生育する植物が多い。西日本に分布する南方要素（襲速紀要素）の植物が北上してきている。多くの薬草（民間薬草が230種ほど、局方薬草19種）が分布し、イブキカモジグサ、キバナノレンリソウ、イブキノエンドウのように、ヨーロッパを原産とする雑草が生育しているが、これらは、織田信長がポルトガル人宣教師の希望を聞き入れ、伊吹山に土地を与えてハーブガーデンを作ったときに、ヨーロッパから持ち込まれたハーブに紛れて入ってきたと推測されている。オオバギボウシとメラカラコウ群落、オウバギボウシとショウジョウスゲ群落、サラシナショウマ群落、フジテンニンソウ群落、シモツケソウ群落、アカソ群落、岩場のイブキジャコウソウ群落、チシマザサ群落などが草本植物群落の季節ごとのお花畑となる。2003年（平成15年）7月25日に、「伊吹山頂草原植物群落」が、代表的高山植物帯、特殊岩石地植物群落、著しい植物分布の限界地であることなどにより、国の天然記念物に指定された。周囲の木本植物群落としては、イブキシモツケ群落、オオイタヤメイゲツとミヤマカタバミ群落、ブナとオオバクロモジ群落などがある。
上野からの登山道の3合目の草原にはユウスゲの群生地があり、ニホンジカなどによる食害対策として防護ネットが設置され、観察路などが整備されている。2013年（平成25年）から7月下旬に、その群生地で「ユウスゲ祭り」が開催されている。このユウスゲの群生地付近はオカメガハラと呼ばれ、春から秋にかけて70種ほどの草花が生育している。またその北側の3合目公衆トイレ周辺では100種ほどの草花が生育している。2009年（平成21年）から西山麓の姉川左岸の米原市大久保地区周辺にはセツブンソウ、キバナノアマナなどの群生地があり、春先に「セツブンソウふれあい祭り」が開催されている。
山麓は針葉樹と広葉樹地帯で、三合目から上部は草地となり、1,700種を超える多くの植物が分布している。

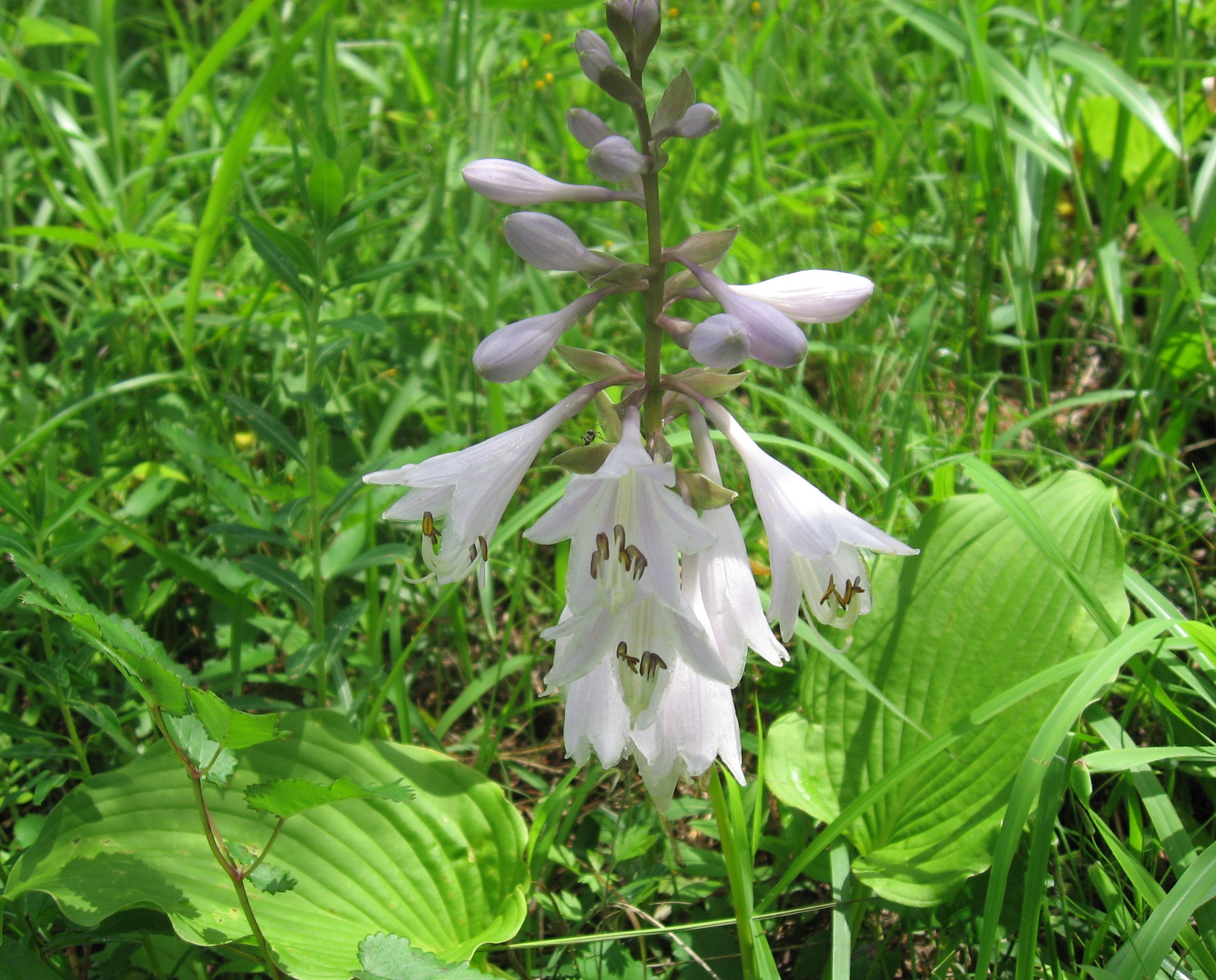
オオバギボウシ
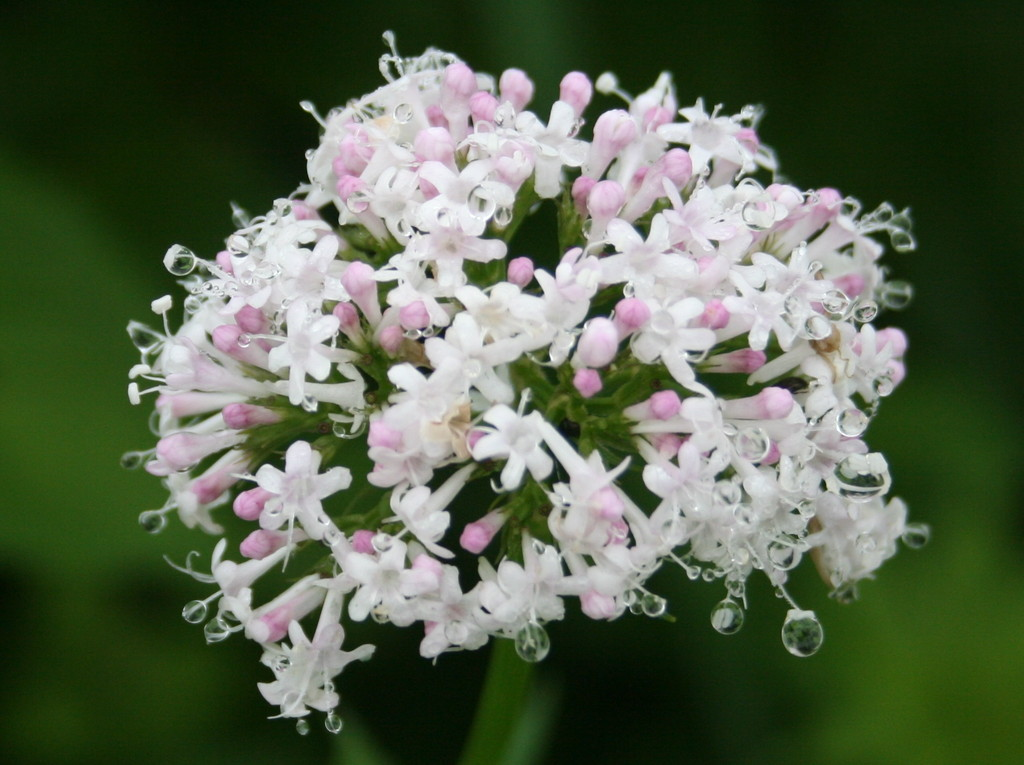
カノコソウ
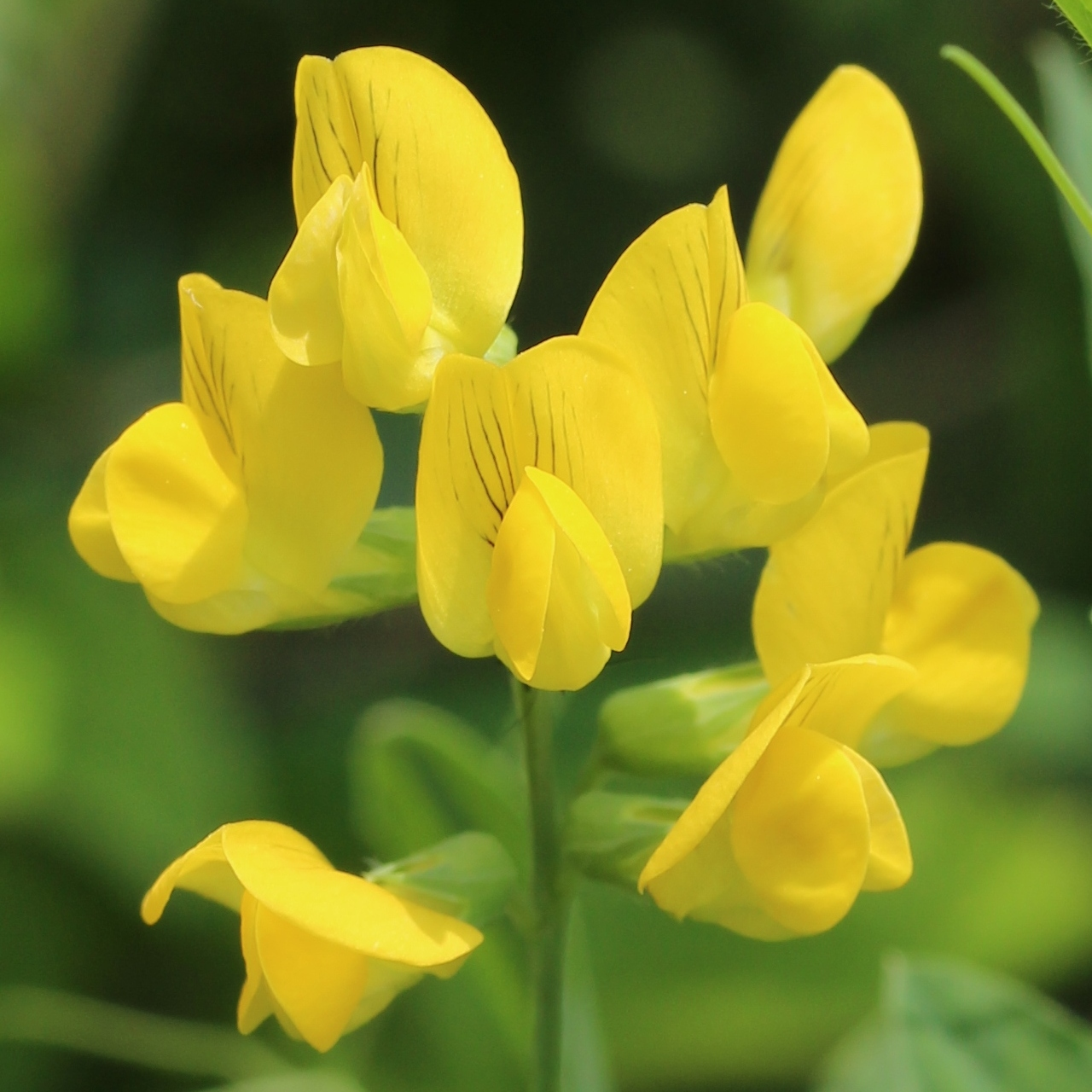
キバナノレンリソウ
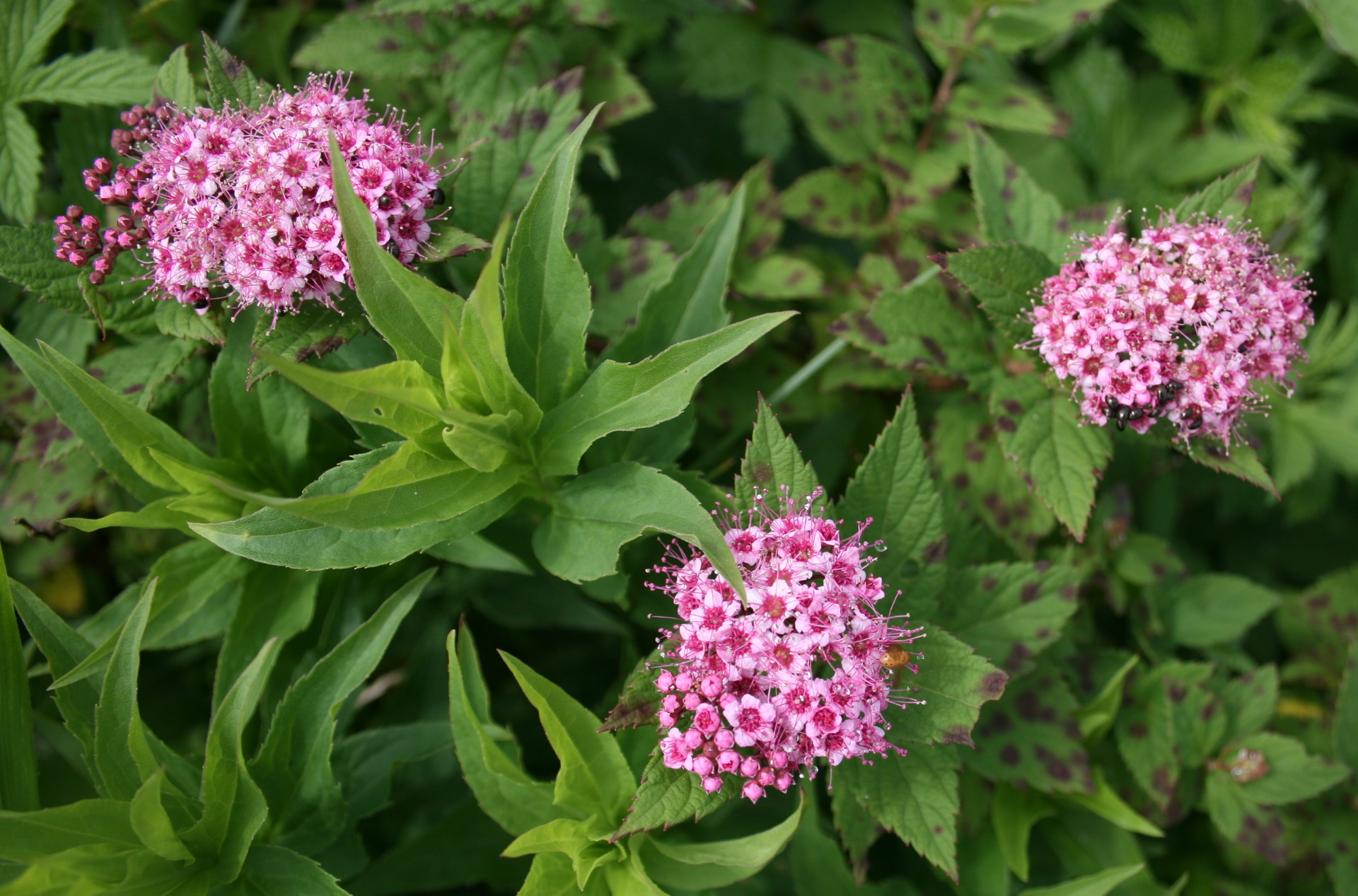
シモツケ
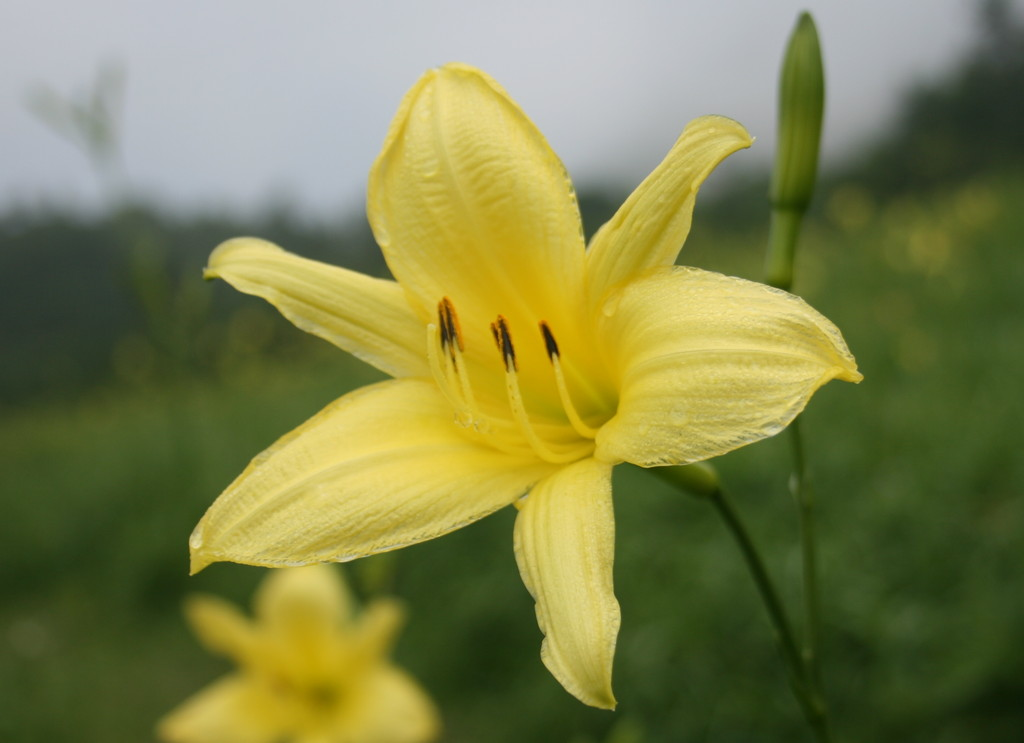
ユウスゲ

山頂部の高山植物または亜高山性植物
イブキトラノオ、メタカラコウ、マルバダケブキ、ニッコウキスゲ、サンカヨウ、キオン、コキンバイ、ノビネチドリなど
分布の西南限となっている種：イブキフウロ、エゾフウロ、グンナイフウロ、ハクサンフウロ、キンバイソウ、イワシモツケ、ヒメイズイ、イブキソモソモなど
日本海側要素の植物
イブキトリカブト、オオカニコウモリ、オオヨモギ、スミレサイシン、ザゼンソウ、ハクサンカメバヒキオカコシ、ミヤマイラクサ、エゾユズリハ、ハイイヌガヤ、タムシバなど
伊吹山の固有種
コイブキアザミ、イブキアザミ、ルリトラノオ、イブキコゴミグサ、イブキレイジンソウ、コバノミミナグサ、イブキヒメヤマザミ、イブキハタザオ、イブキタンポポ
石灰岩地を好んで生育する植物
イチョウシダ、クモノスシダ、ヒメフウロ、イワツクバネウツギ、イブキコゴメグサ、キバナハタザオ、クサボタンなど
南方要素の植物
ギンバイソウ、ミカエリソウ、カキノハグサなど

### 「イブキ」を冠する和名の種
イブキトラノオのように最初に伊吹山で発見されたことから、和名に「イブキ」を冠する種が多数ある。イブキアザミ、コイブキアザミ、イブキコゴメグサ、イブキジャコウソウ、イブキスミレ、イブキトラノオ、イブキフウロ、イブキトリカブト、イブキレイジンソウといった20種以上のイブキを冠する種の植物が自生している。田中澄江が著書『新・花の百名山』で伊吹山を代表する花の一つとして、イブキジャコウソウを紹介した。

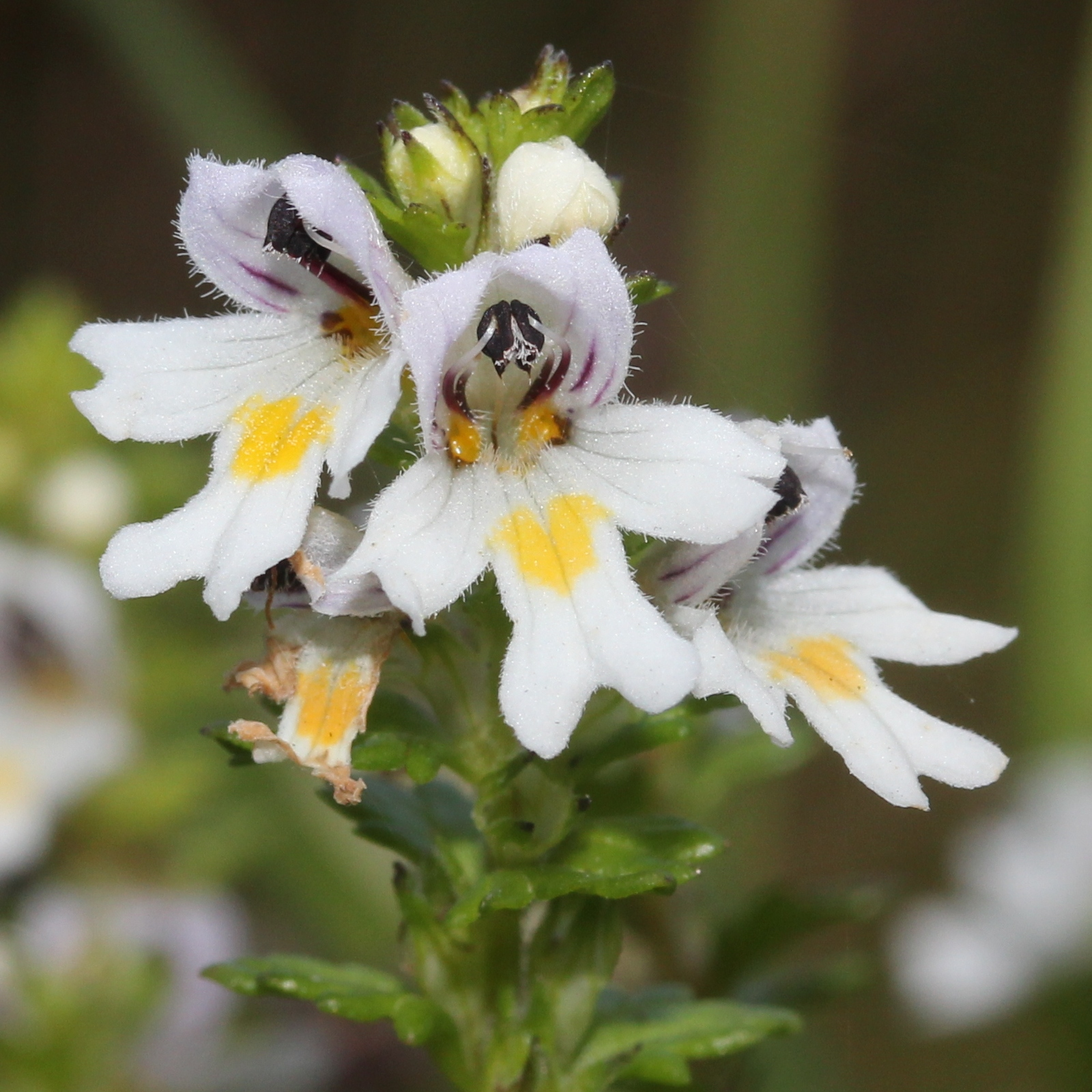
イブキコゴメグサ
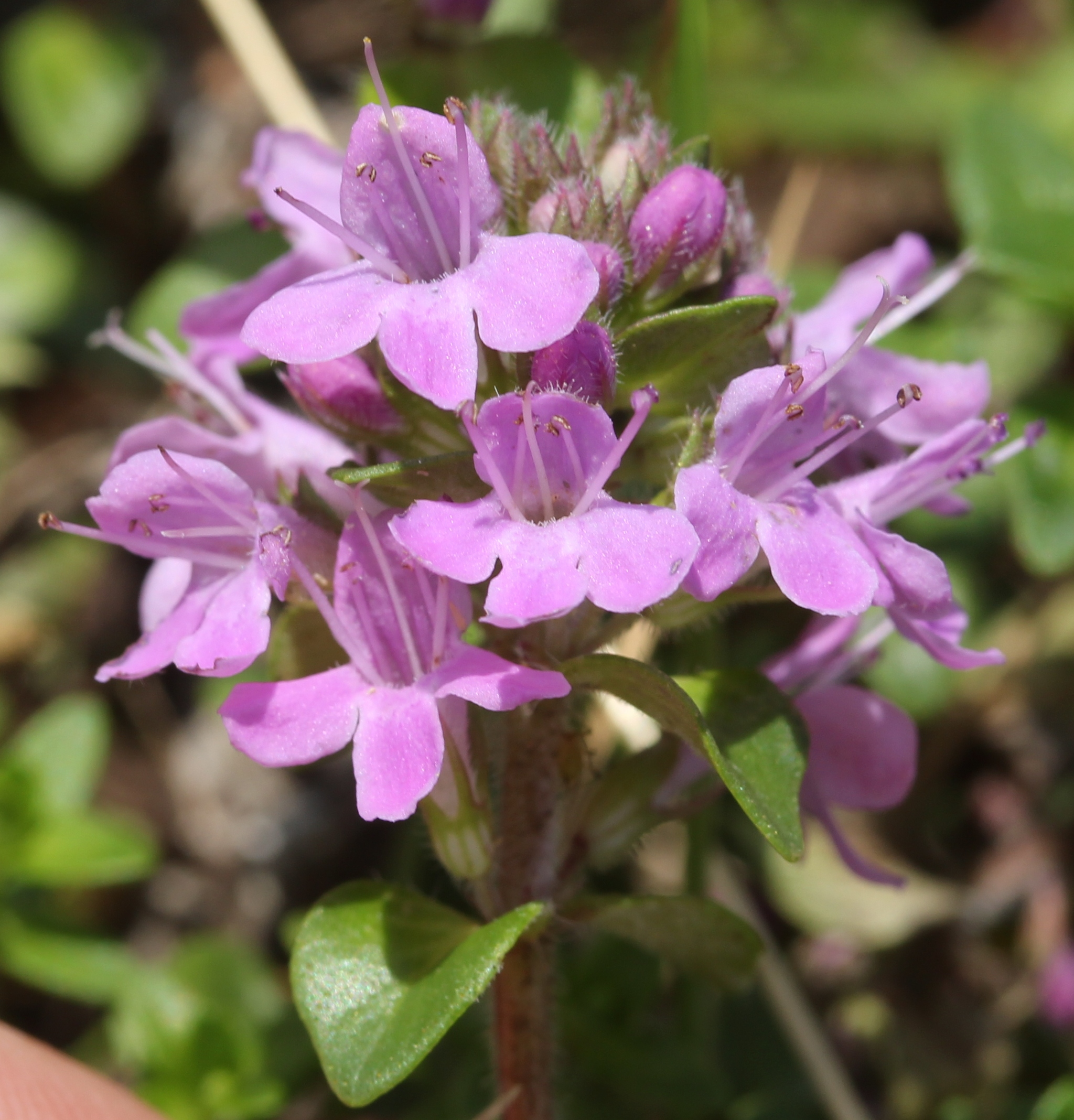
イブキジャコウソウ
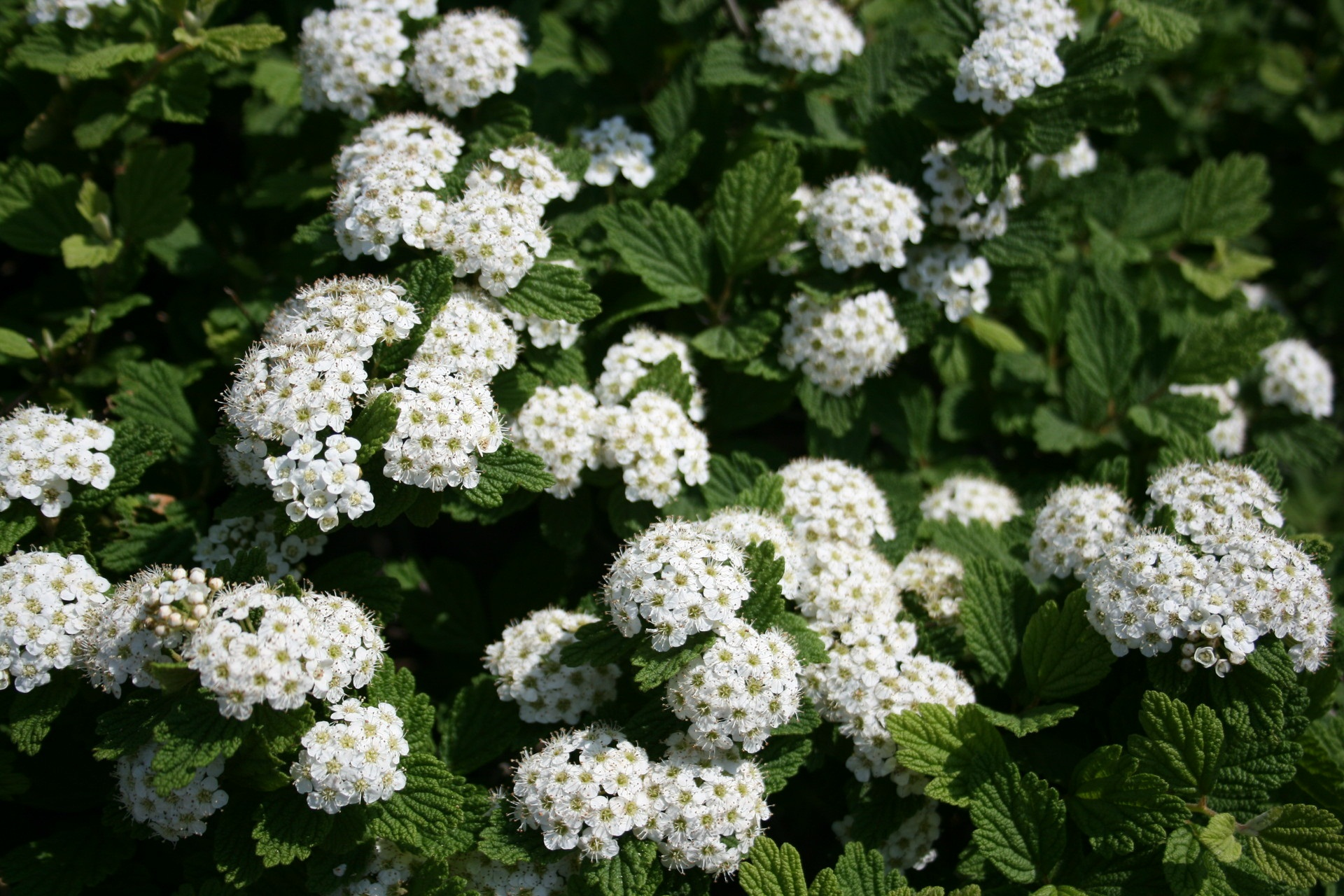
イブキシモツケ
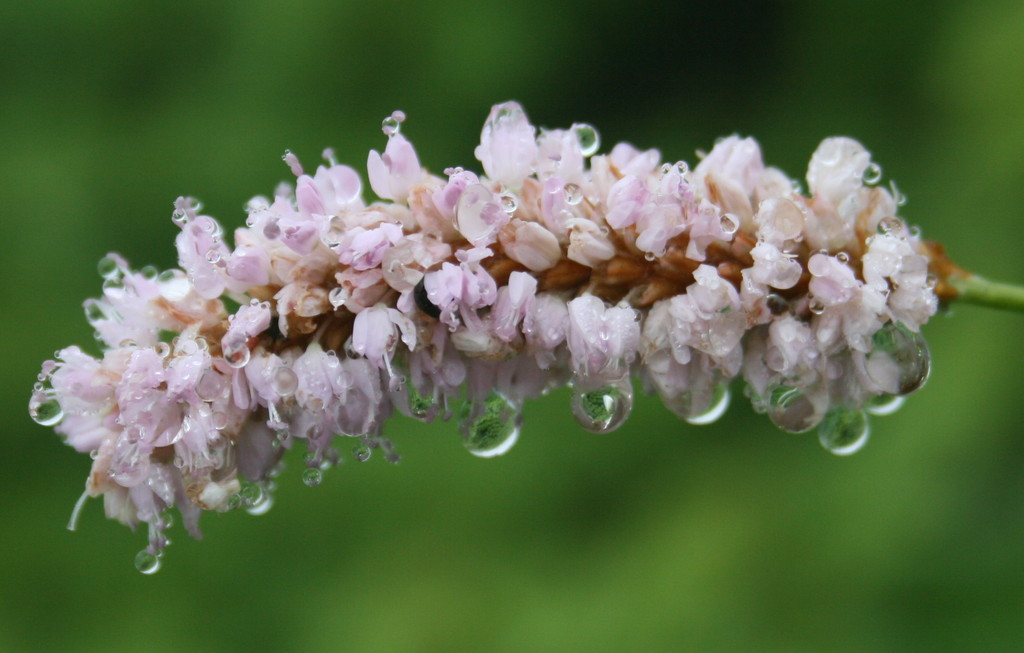
イブキトラノオ
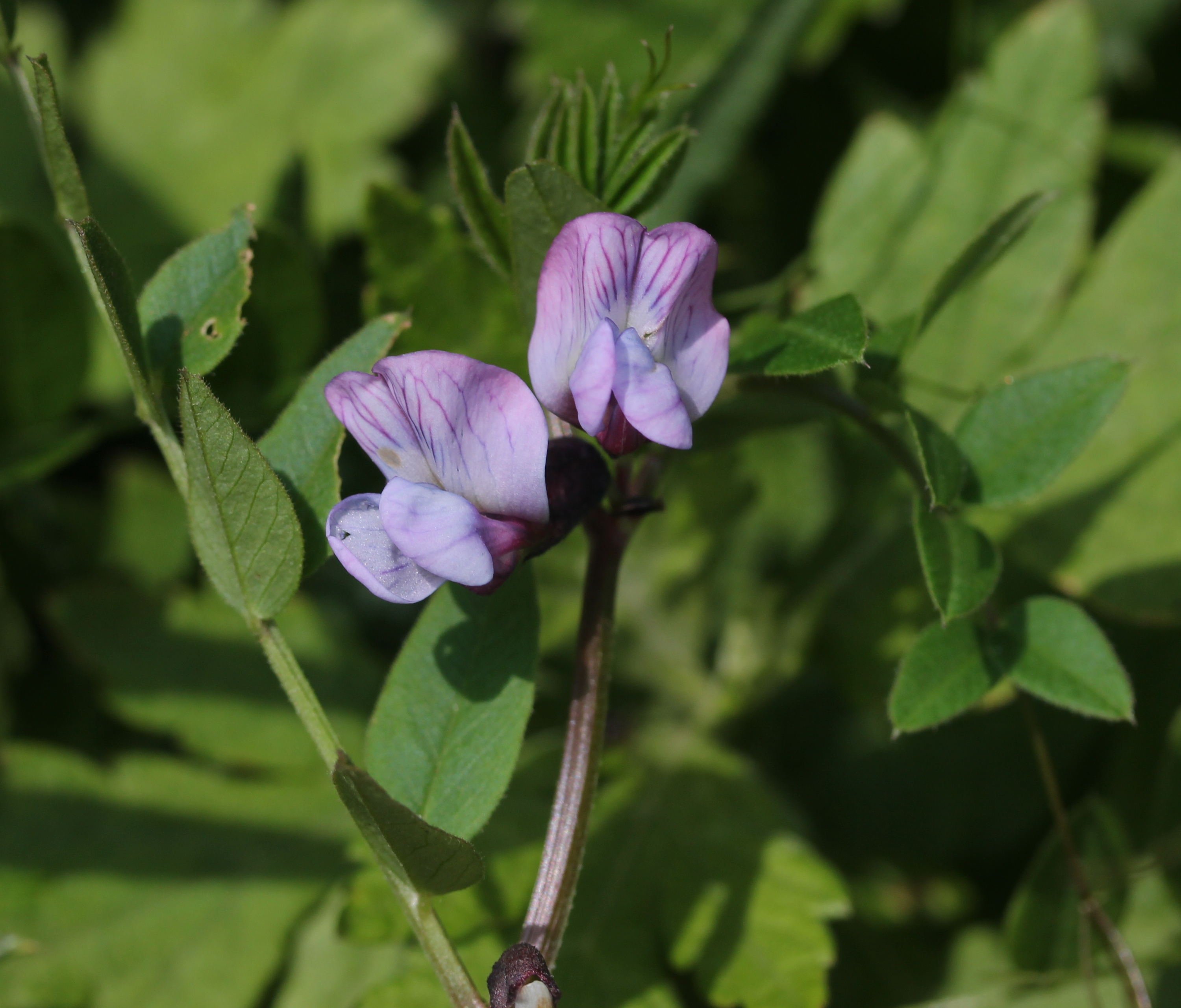
イブキノエンドウ
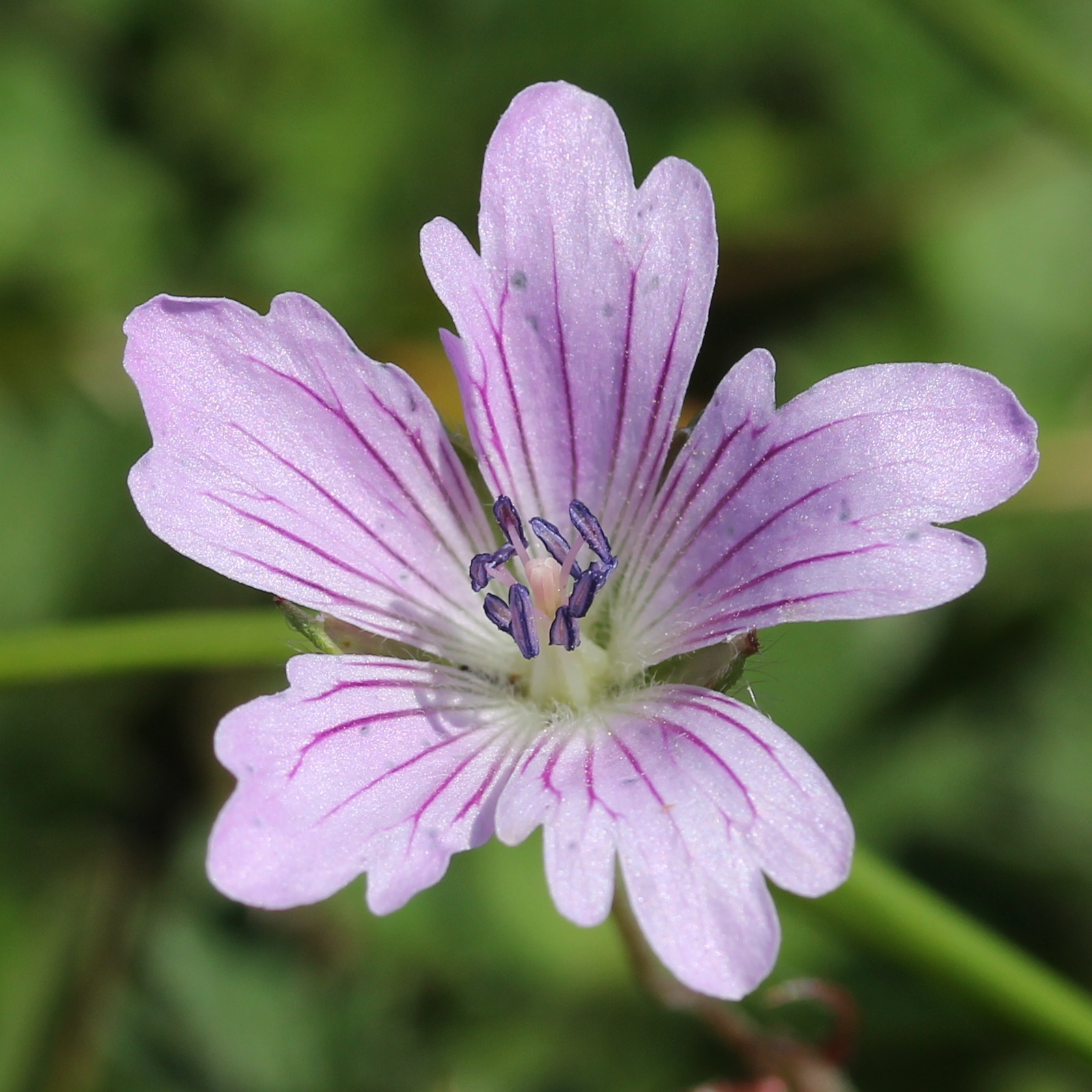
イブキフウロ
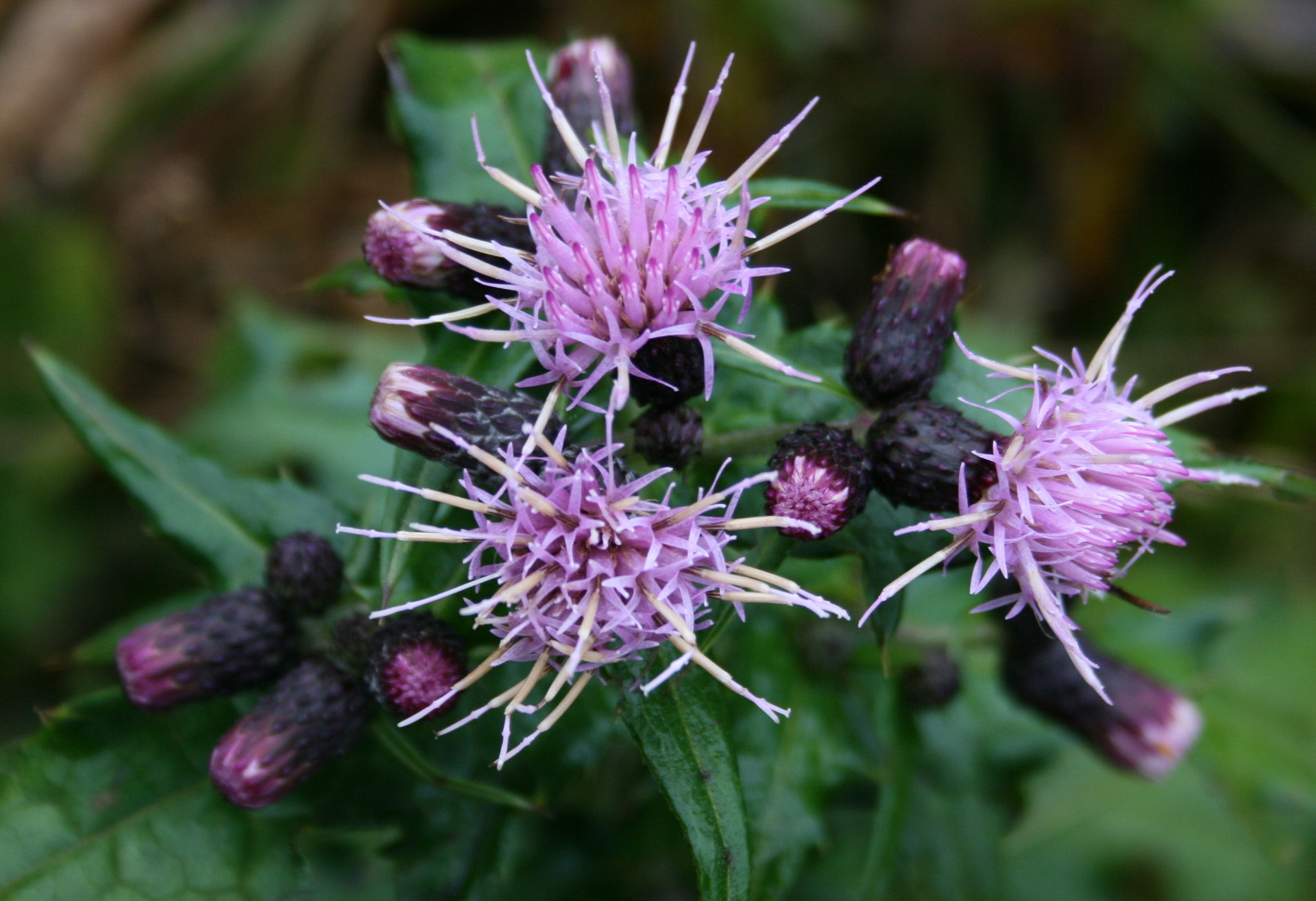
コイブキアザミ

このうち、以下の種は環境省ならびに岐阜県庁、滋賀県庁で、レッドリストに絶滅危惧II類（Vulnerable, VU）あるいは準絶滅危惧（Near Threatened, NT）に指定されている。
- 絶滅危惧II類・VUの種
  - 環境省：イブキコゴメグサ、イブキトボシガラ、コイブキアザミ
  - 岐阜県：イブキコゴメグサ、イブキフウロ、イブキレイジンソウ
  - 滋賀県：イブキスミレ、イブキレイジンソウ
- 準絶滅危惧・NTの種
  - 環境省：イブキレイジンソウ
  - 岐阜県：イブキアザミ、イブキジャコウソウ、イブキボウフウ、コイブキアザミ
  - 滋賀県：イブキボウフウ

### 動物
石灰岩の山であることからカタツムリが多い。哺乳類では、ツキノワグマ、ニホンジカ、ニホンカモシカ、イノシシ、ニホンアナグマ、ニホンノウサギなどが生息する。鳥類では、草原などに生息するカッコウ、ツツドリ、ウグイス、ホオジロや、ヤマドリ、キジ、アオゲラ、アカゲラ、カケス、オオルリ、キビタキ、シジュウカラ、ヤマガラ、トビとイヌワシなどの猛禽類などが生息する。花にはイチモンジセセリ、ウスバシロチョウ、ウラギンヒョウモン、キアゲハ、スジボソヤマキチョウなどの蝶を含む多くの昆虫が集まる。

## 産業

### 鉱業
伊吹山の石灰岩は、古くは漆塗りの原材料に用いる消石灰として1661年ごろには開発されていたが、近代はコンクリート・セメント需要の急増により大量に採掘されてきた。1949年に近江鉱業が伊吹山に弥高採鉱場を開き、1951年に住友大阪セメント伊吹工場が開発工事に着手するなど、大規模に採掘が進められ、南西の稜線は山容が変貌するまでに大きく削り取られた。1971年からは住友大阪セメント伊吹工場によって南西斜面の緑化活動が始められ、2003年に同社が滋賀鉱産株式会社に事業を引き継いだ現在も続けられている。鉱山としては現在も近江鉱業および滋賀鉱産が稼行している。

### 薬草

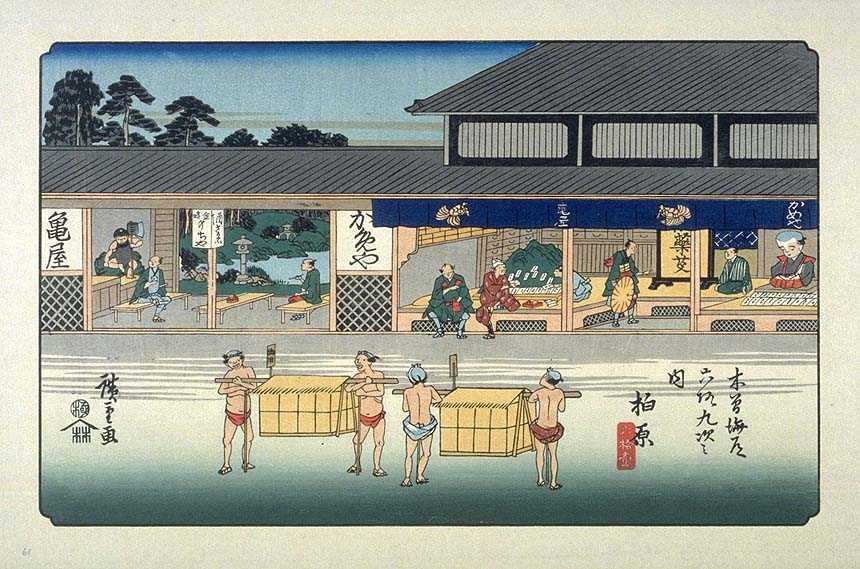
歌川広重『木曽海道六十九次之内 柏原』。亀屋左京の店が描かれている。

伊吹山は薬草の宝庫として、古くから利用されていた。ヨモギ、トウキ、センキュウが「伊吹三大薬草」とされている。さらに多くの植物を配合して「伊吹百草」の名で百草茶や入浴剤などが周辺の山麓で生産されていた。
山麓では約280種の薬草が生え、揖斐川町春日川合の古屋地区では昔から薬草を生活の糧にして生きてきた。薬草仲買人の小寺甚五郎により薬草の買入帳と売上帳が残され、売買された薬草の品目と取引量などが記録されている。
お灸で用いられるもぐさとして「伊吹もぐさ」が知られている。滋賀・岐阜県境の伊吹山は記紀にも登場するが、モグサあるいはヨモギとの関連で記述されるようになるのは織田信長の時代のこととされる。『南蛮寺物語』（1768年）や『本朝医談』（1822年）によれば、信長は永禄あるいは元亀年間（1570年前後）にポルトガル宣教師フランソワー・カブラルの請願により江州（近江国）の伊吹山に薬草園を開いたという。なお、古典文学でヨモギの古名またはもぐさのことを指す「さしもぐさ」「させもぐさ」の枕詞として数多く登場する伊吹山の場所については議論がある。諸説あるが、多数説によると和歌に詠まれたこれらの伊吹山は下野国の伊吹山（栃木市）であるとされ、能因法師は『坤元儀』で、契沖は『勝地吐懐編』で下野国の伊吹山であるとしている。区別のために滋賀・岐阜県境の伊吹山は近江伊吹山あるいは江州伊吹山、栃木県の伊吹山は下野伊吹山と称されたが、いずれも近隣に「しめじが原」という名の土地があり山岳仏教など何らかの宗教的介在の存在（修験者によって下野から近江に伝えられた）があるとする見方もある。滋賀県と岐阜県にまたがる伊吹山がヨモギの産地となるのは江戸時代からとされる。
元禄4年（1691年）の磯貝舟也『日本賀濃子（日本鹿子）』は近江の産物として「伊吹蓬艾」を記している。
貝原益軒の『大和本草』は近江と下野の両方のものを取り上げており、江州膽吹山と下野標茅原の艾を挙げている。また、近松門左衛門の浄瑠璃『狩剣本地』には伊吹モグサの功能を述べる条がある。
江戸時代後期には近江商人の亀屋左京が艾を商い、江戸吉原の遊女に「江州柏原、伊吹山の麓の亀屋左京の切り艾」と言う歌を教え込み、歌の流行につれ伊吹艾（いぶきもぐさ）の名が全国に広まるようになった。滋賀県米原市柏原宿には、最盛期には10軒以上の艾屋があった。文化2年（1805年）刊行の『木曽路名所図会』にも柏原宿の説明として「此駅は伊吹の麓にして名産伊吹艾の店多し」との記述がみられる。歌川広重の「中仙道（木曽海道）六十九次」の六十一次柏原宿はモグサ屋の店頭風景の画だが、この店は合名会社亀屋佐京商店として営業を続けている。
滋賀県米原市の山麓には、薬草を利用した温泉施設がある。
また、山麓には薬草に関する以下の施設がある。
- ジョイ伊吹（伊吹薬草の里文化センター）：滋賀県米原市春照37
- 伊吹山文化資料館 - 滋賀県米原市春照77
- かすがモリモリ村：揖斐川町春日六合3429番地[100]
- 春日森の文化博物館：揖斐川町春日美束1902−183[101]

知られている薬草に以下の植物がある。
イブキジャコウソウ、ウツボグサ、オオヨモギ、オトギリソウ、カキドオシ、カワミドリ、ゲンノショウコ、シシウド、センブリ、ドクダミ、ミヤマトウキ、リンドウなど。
1998年（平成2年）、伊吹山麓周辺の自治体により「伊吹山薬草サミット」が設立された。薬草のヤクの語呂合わせとして毎年8月9日に、サミット会議およびオープンサミットが開催されている。会場周辺において構成市町村の薬草を利用した物産販売を実施するなどの事業が行われている。参加自治体は、岐阜県大垣市、養老町、上石津町、関ヶ原町、揖斐川町、大野町、池田町および滋賀県米原市、長浜市で、伊吹山薬草サミット実行委員会の事務局は、大垣市経済部農務課内に置かれている。初回は1998年に、伊吹山の東山麓の薬草の生産地である揖斐川町春日六合の「さざれ石公園」で開催された。

## 登山

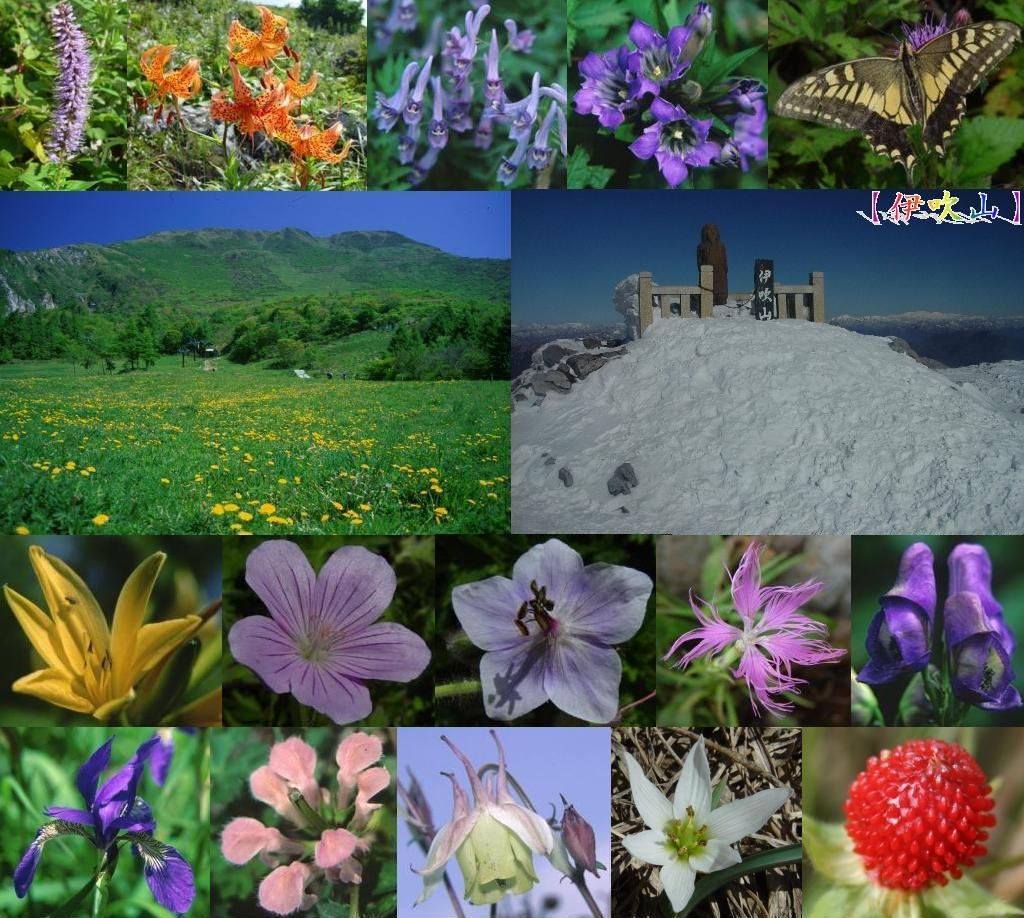
伊吹山の風景と植物

明治以降に近代登山の対象となった。伊吹山の麓は古くから交通の要衝であったため交通の便が良く、中京圏や京阪神からも日帰り登山が行われている。1965年には伊吹山ドライブウェイが開通してバスや自家用車で9合目まで訪れることができるようになり、山頂を訪れる観光客が増加した。7-8月には山頂でご来光を迎える夜間登山者もある。登山適期は4月から11月中旬頃までで、冬は積雪量が多くラッセルが必要となり、強風で厳しいルートとなる場合がある。1915年（大正4年）3月に、中山再次郎が積雪期に登頂した。2014年には、伊吹山入山協力金徴収施設が設置された。2023年7月12日の大雨により、6合目付近の登山道が崩落し、米原市側の麓からの登山が不可能になった。また伊吹山の土地所有者が立ち入りを禁止しているため、伊吹山登山道、弥高登山道、上平寺登山道、その他バリエーションルートについても、麓からの登山は許可されていない。

### 登山ルート

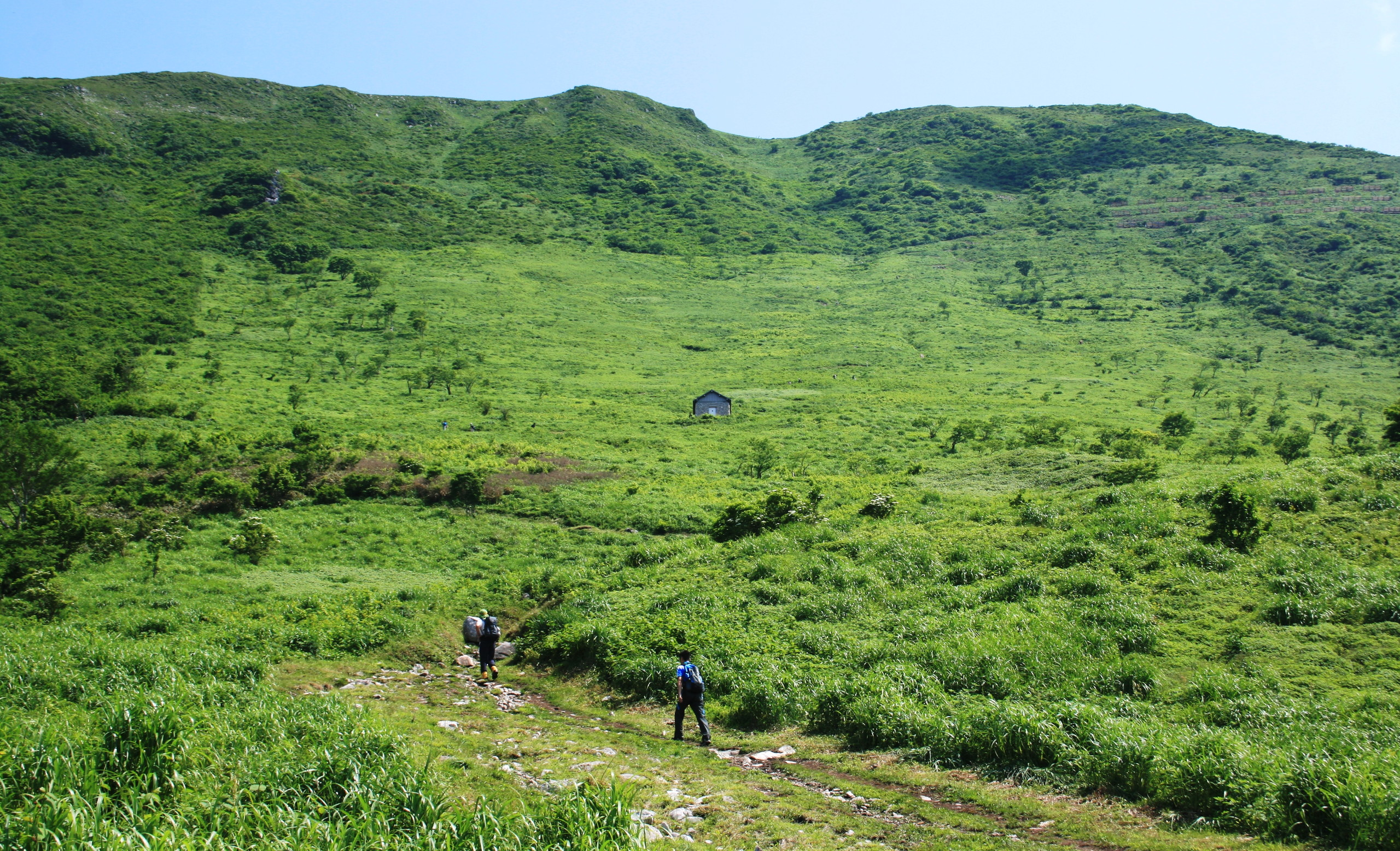
5合目から山頂へと続く上野登山道

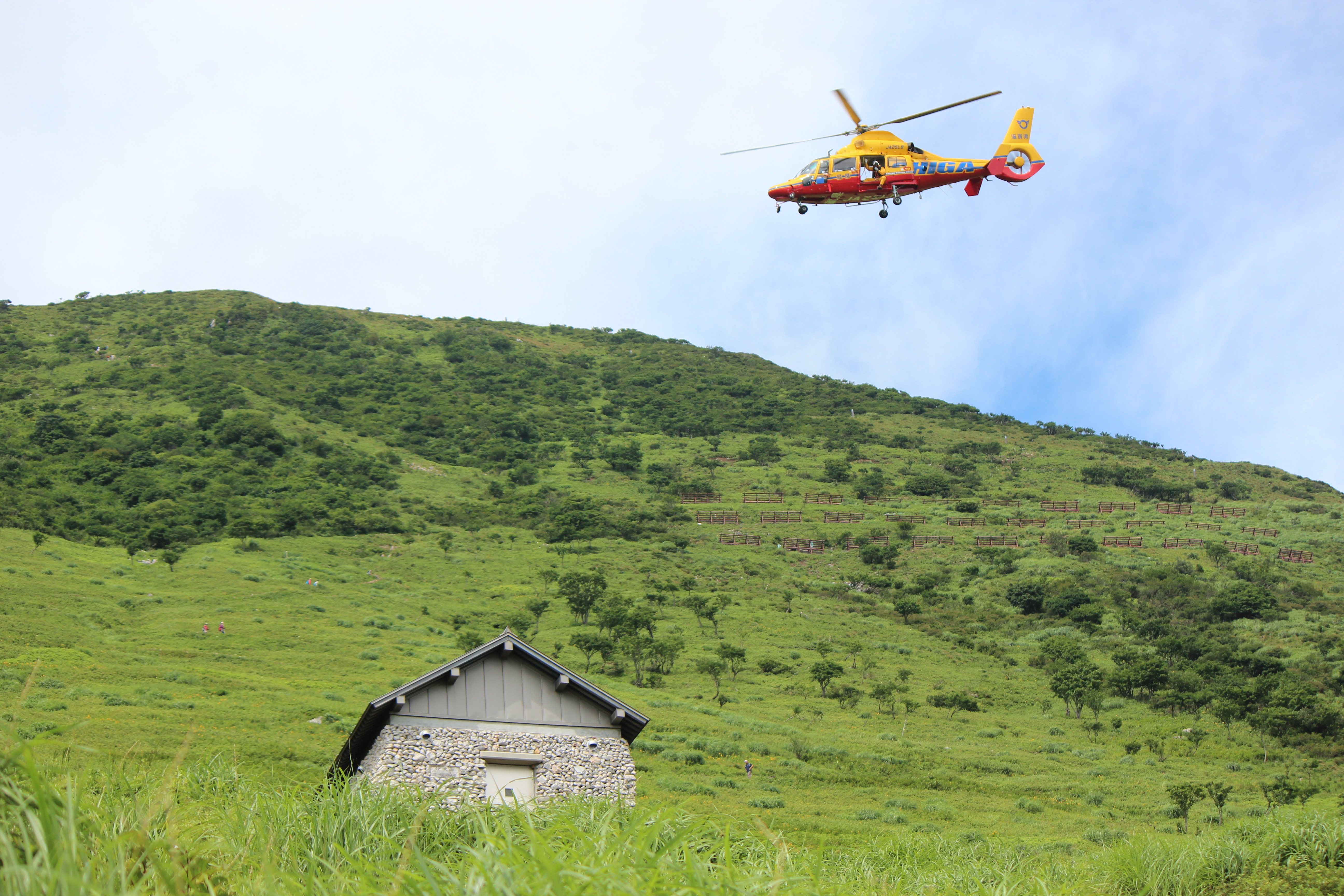
6合目避難小屋と訓練中の滋賀県防災ヘリコプター（琵琶、AS365）

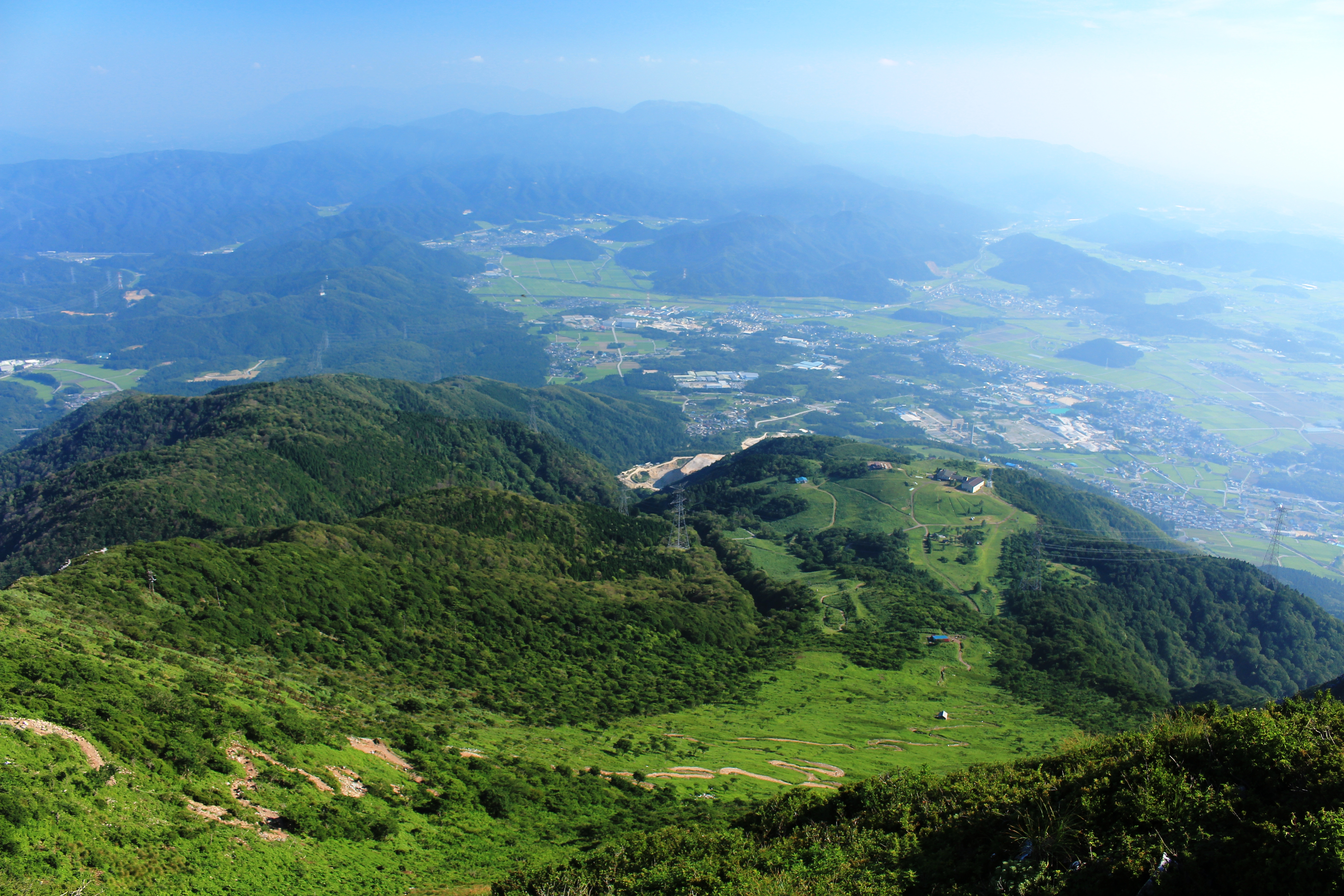
9合目から望む弥高尾根と上平寺尾根（左）、上野登山道（右）、遠景は鈴鹿山脈

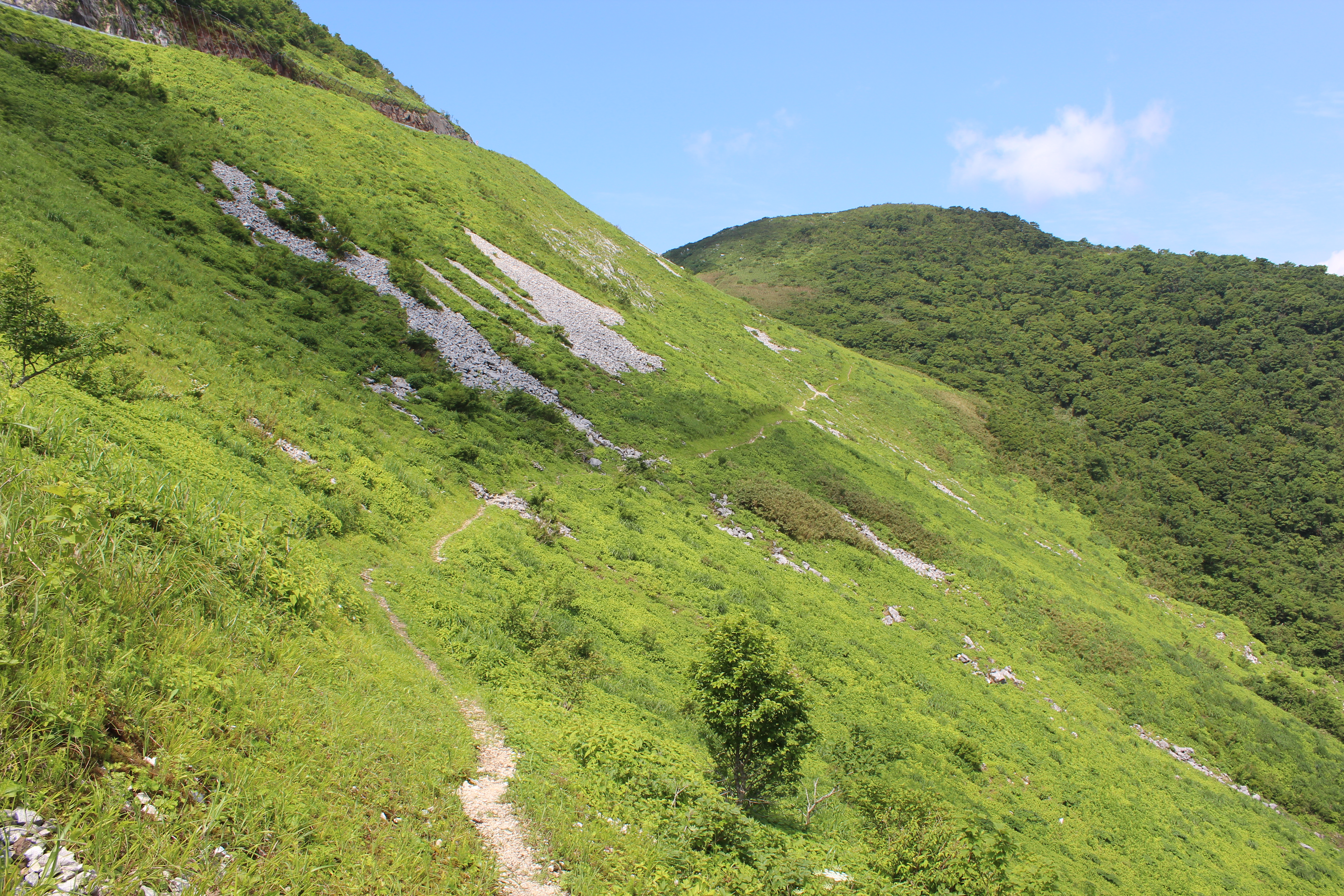
笹又から静馬ヶ原へ向かう登山道

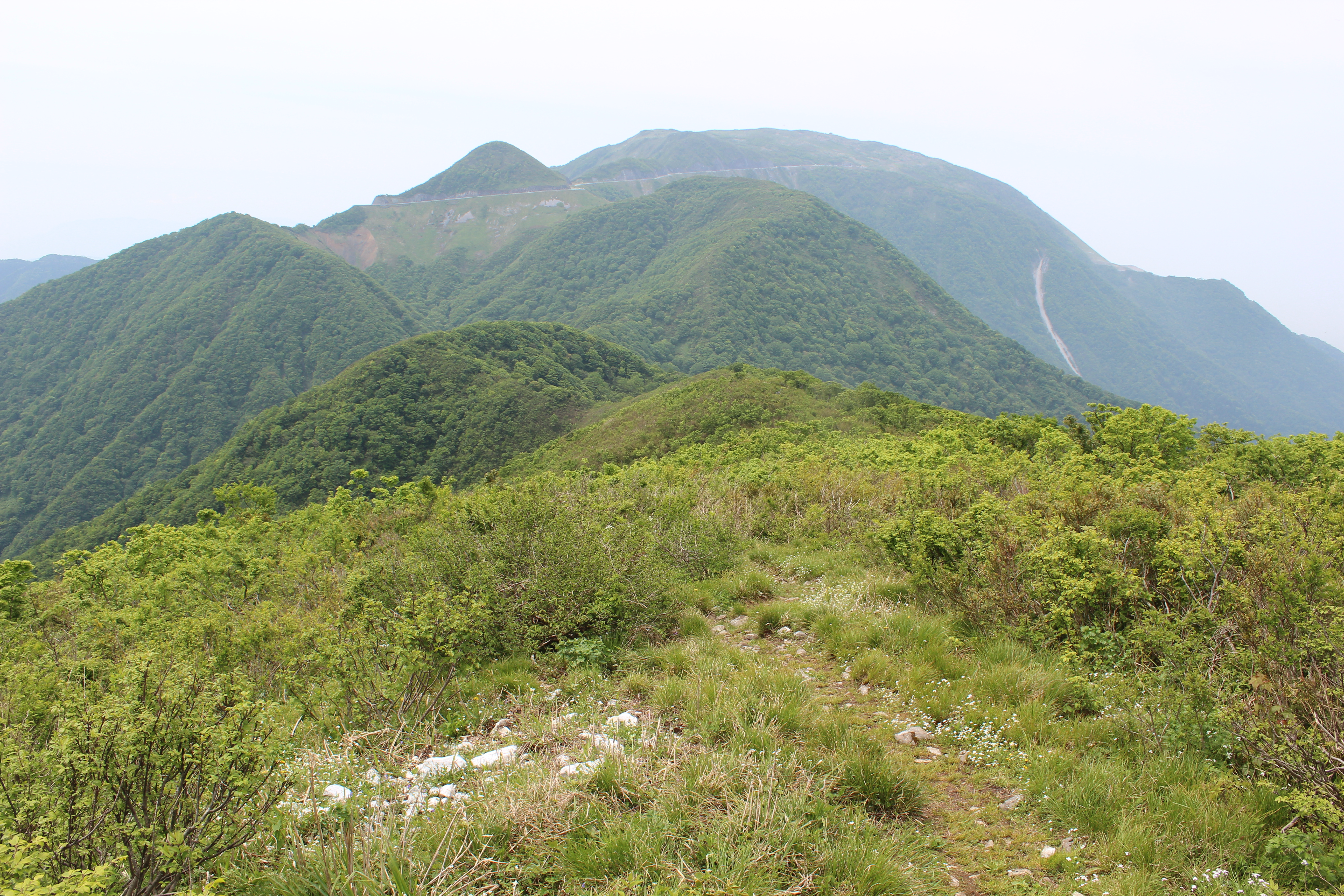
御座峰から望む伊吹北尾根の登山道、右奥に伊吹山

表登山道
南東山麓の米原市上野から南西斜面のスキー場跡地を経由して山頂に至るルートである。年間、約30,000人の利用者がある。登山口のすぐ近くにバス停があり、登山届記入提出場所がある。かつては伊吹山ゴンドラを利用してロープウェイで3合目まで上がることもできたが、2010年にて廃業されたため、現在ロープウェイの利用は不可能である。このルートの一部にもなっている滋賀県道268号伊吹山上野線は3合目まで自動車が通行できるように整備されているが、一般車両の通行は禁止されている。3合目から5合目まではスキー場跡地を登り、夏期はキャンプ施設や休憩施設、売店小屋が営業している。5合目から9合目にかけては次第に急勾配となり、つづら折れの登山道が続く。このルートは下部の植林地の樹林帯を除き全般的に谷間や森を通らないため、展望は開けるが日差しを遮るものがない。9合目から山頂部にかけてはロープが張られたお花畑の遊歩道が整備されている。
弥高尾根（やたかおね）道
米原市弥高から南の尾根を登るルートで、三角点「城跡」（標高838.7 m）から先は、はっきりしない道となる。標高900m付近からトラバースして上野登山道の5合目に合流する。
上平寺尾根（じょうへいじおね）道
米原市上平寺から弥高尾根の東にある尾根を上り、三角点「城跡」で弥高尾根に合流する。登道上には上平寺城本丸跡の草地の広場がある。弥高尾根と上平寺尾根が合流した先は、山頂まで延びる中尾根と呼ばれる尾根があり、かつては山頂に至る道があったとされている。中尾根の途中から川戸谷を横切って南東尾根から笹又に至る横がけ道があったことが『伊吹町史』に記録されている。
北尾根コース（伊吹北尾根縦走路）
伊吹山山頂の北側で岐阜県と滋賀県の県境をなす尾根は伊吹北尾根と呼ばれている。笹藪と雑木に覆われていて歩行困難であったが、大垣山岳協会の延べ1,000人程の会員により、1960年（昭和35年）から3年がかりで藪などが切り開いて伊吹山ドライブウェイの北尾根登山口から国見峠に至る、伊吹北尾根縦走路が開設された。大垣新道と呼ばれることもあり毎年麓の揖斐川町春日の人々による整備が行われている。御座峰の山頂にはこの縦走路開削を記念して、1999年（平成11年）10月に大垣山岳協会により記念の案内板が設置された。ただし、伊吹山ドライブウェイは自動車専用道であるため、伊吹山の山頂へ歩いて行くことはできない。
笹又登山道
岐阜県揖斐川町春日川合のさざれ石公園から静馬ヶ原で伊吹北尾根に合流するルートである。薬草などが栽培されている農地の周囲には鹿などによる害獣対策として防護柵が設置され、登山者用の出入り口の扉がある。上部は伊吹山ドライブウェイと並行するトラバース道となり、北尾根で「静馬ヶ原」と呼ばれるコルに至る。伊吹山ドライブウェイと交差するルートであり、伊吹山ドライブウェイが自動車専用道であるために頂上に至るための合法的な登山道ではない。

### 山小屋と施設

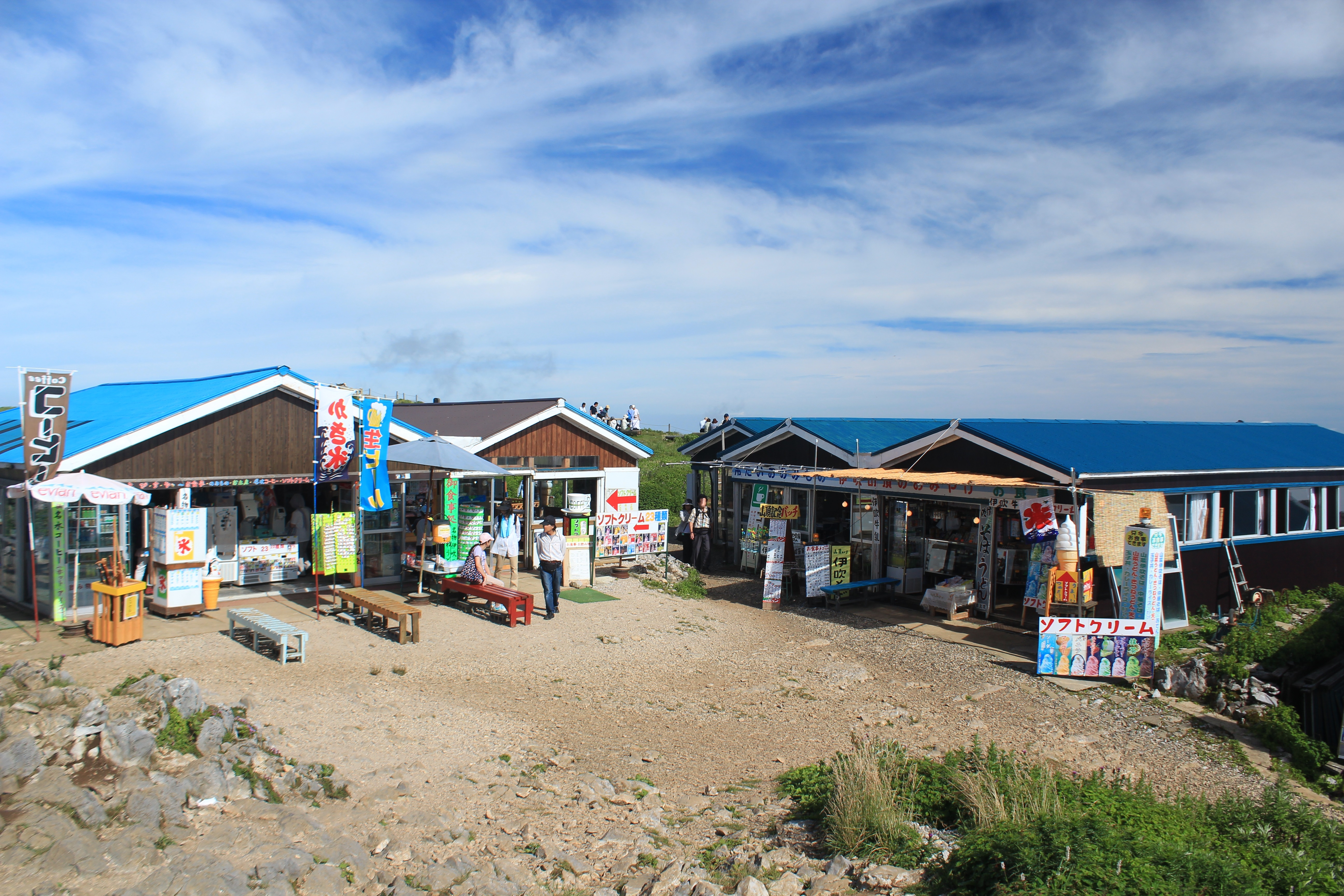
山頂の売店を兼ねた山小屋

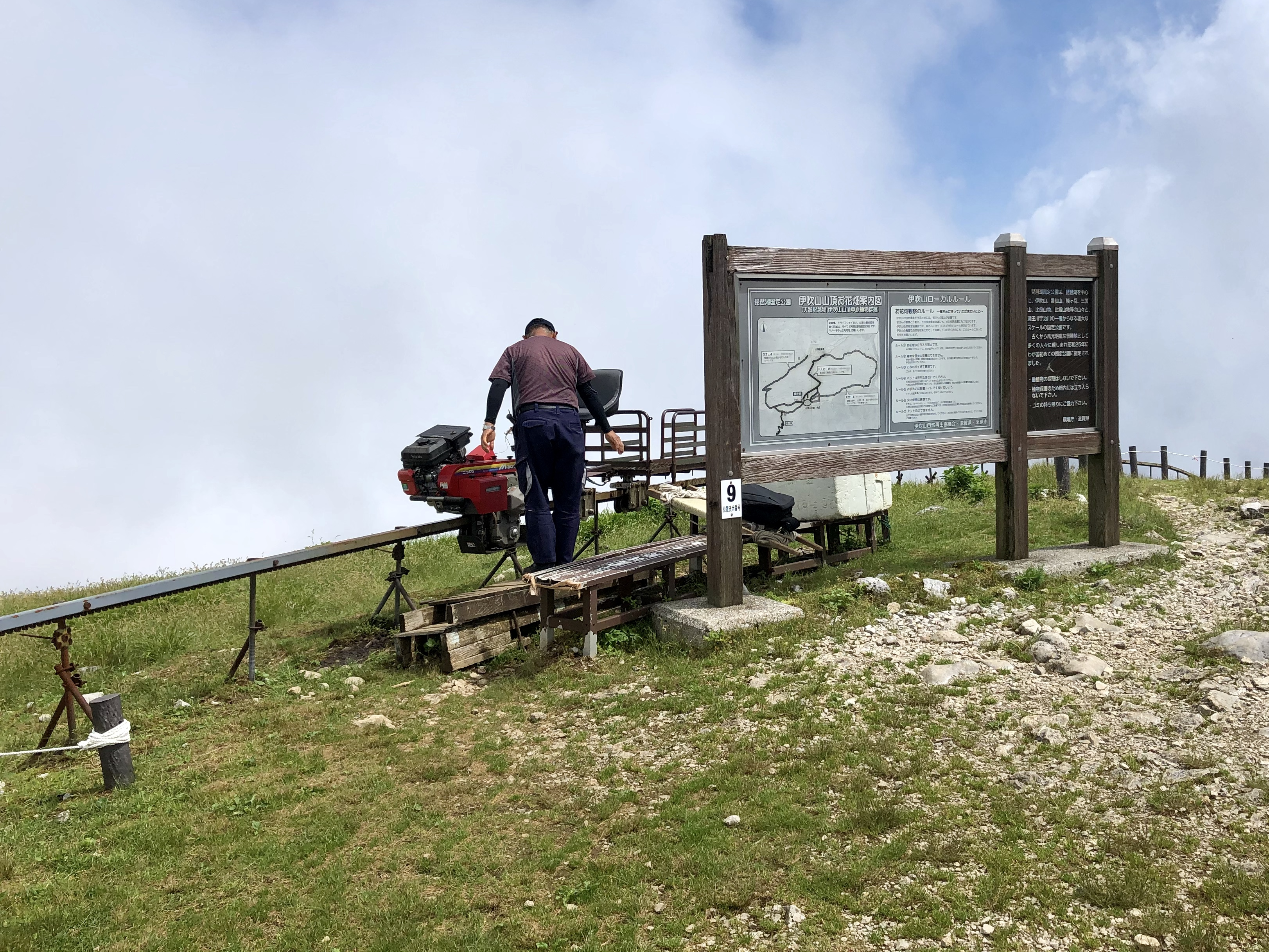
商品、生活必需品を運ぶトロッコ

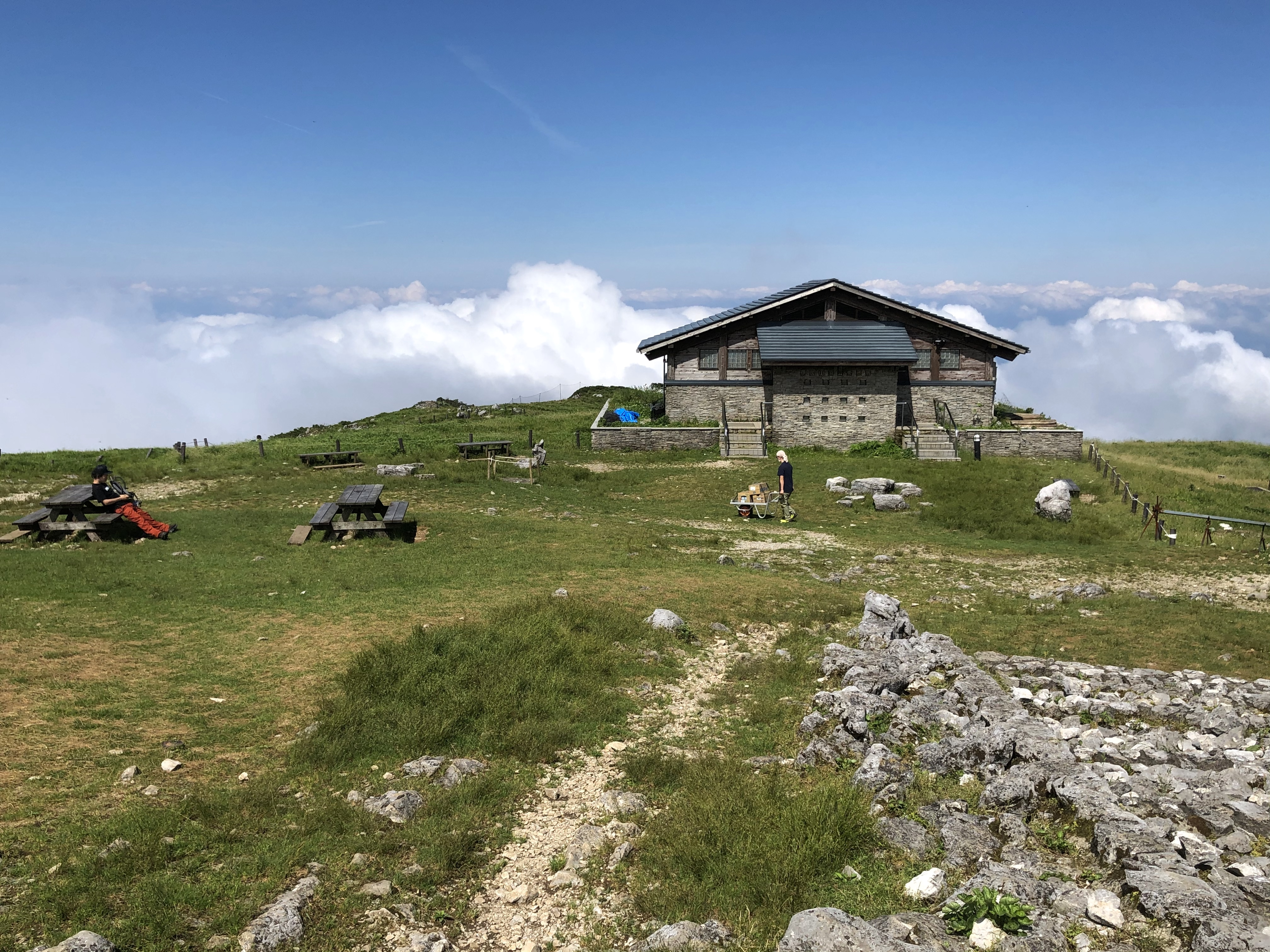
山小屋

山頂には5軒の売店が営業していて、季節によっては一部の店が日中の売店営業だけでなく夜間登山の仮眠所（収容人数350人）として開いている。営業期間外は閉鎖される。山頂から日の出を迎えるために夜間登山も盛んに行われ、週末の深夜などは登山者が携行する電灯が山肌に列をなして見られることがある。上野からの登山道の3合目には自生する山野草の観察路が設置され、5合目には売店、自動販売機、休憩所があり、6合目には米原市により避難小屋が設置されている。3合目には、伊吹高原ホテルの建物があるが営業されていない。山頂部にある伊吹山寺のお堂は、冬期に緊急避難場所として一部が開放されることがある。山頂一帯はテント泊などのキャンプが禁止されている。山頂の一等三角点の近くには伊吹山測候所があったが、2001年に観測業務を終了し、2010年に撤去された。

## 観光

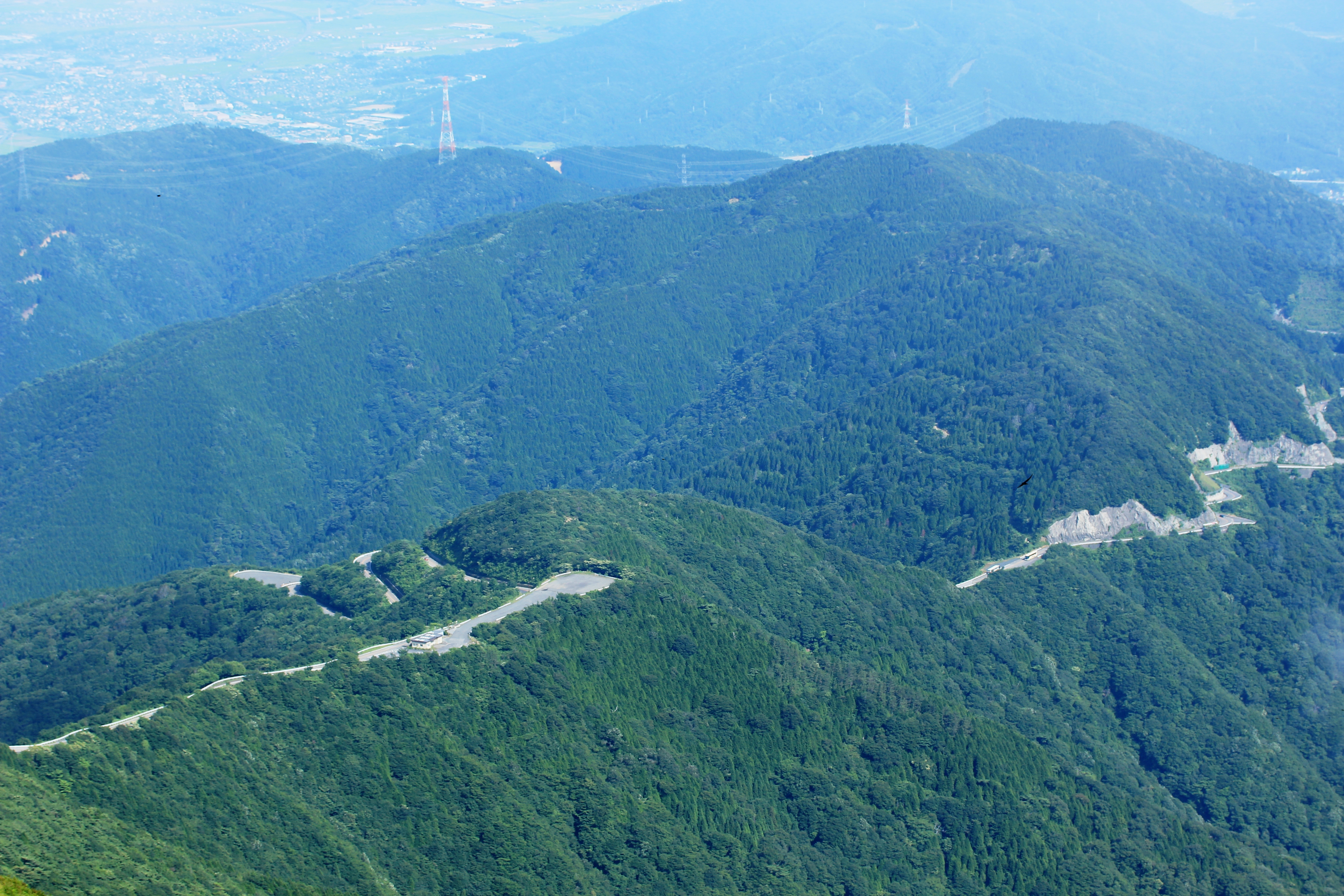
山頂部から望む伊吹山ドライブウェイとその上平寺越駐車場

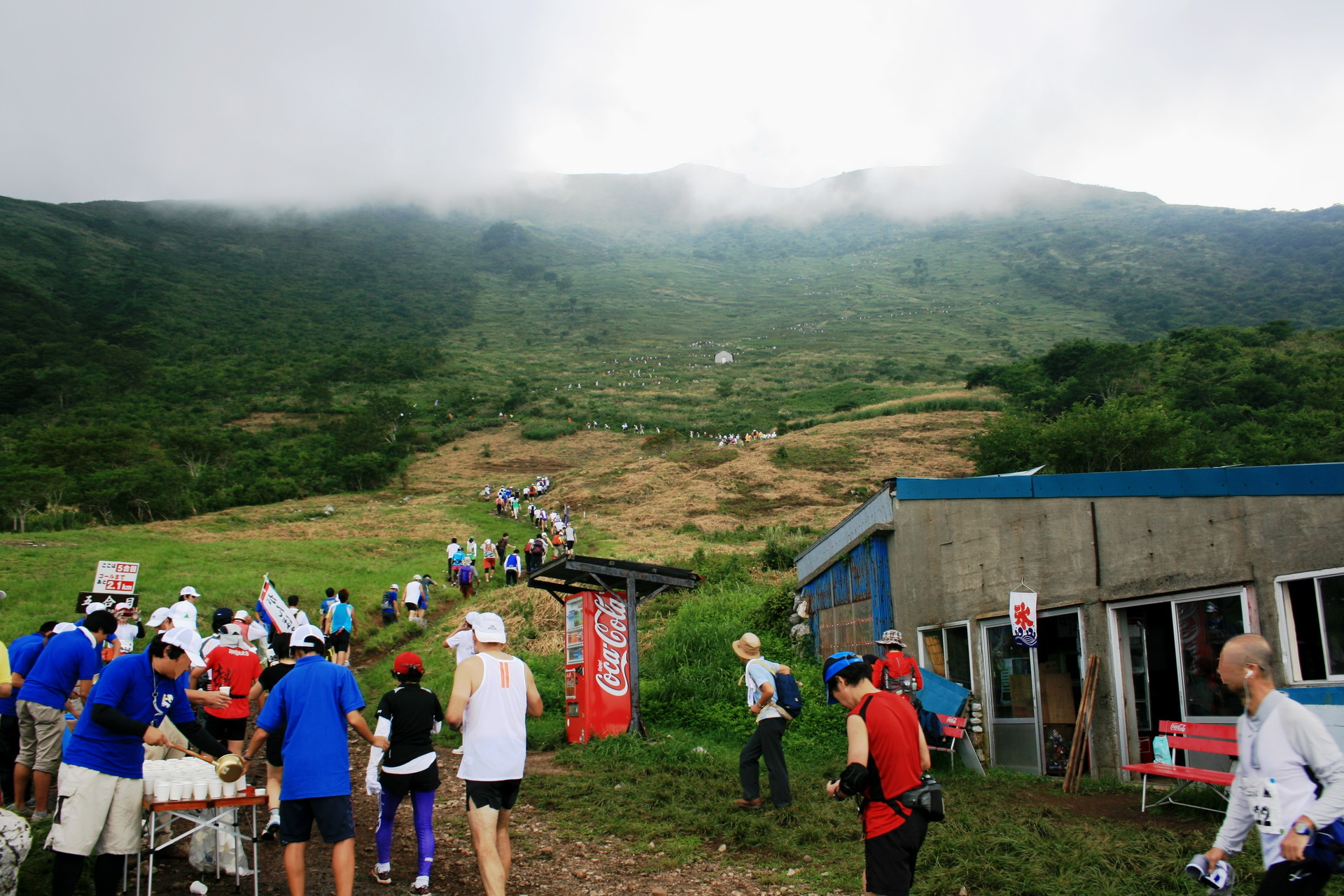
毎年開催されている山岳マラソンの夢高原かっとび伊吹（5合目登山道の様子）

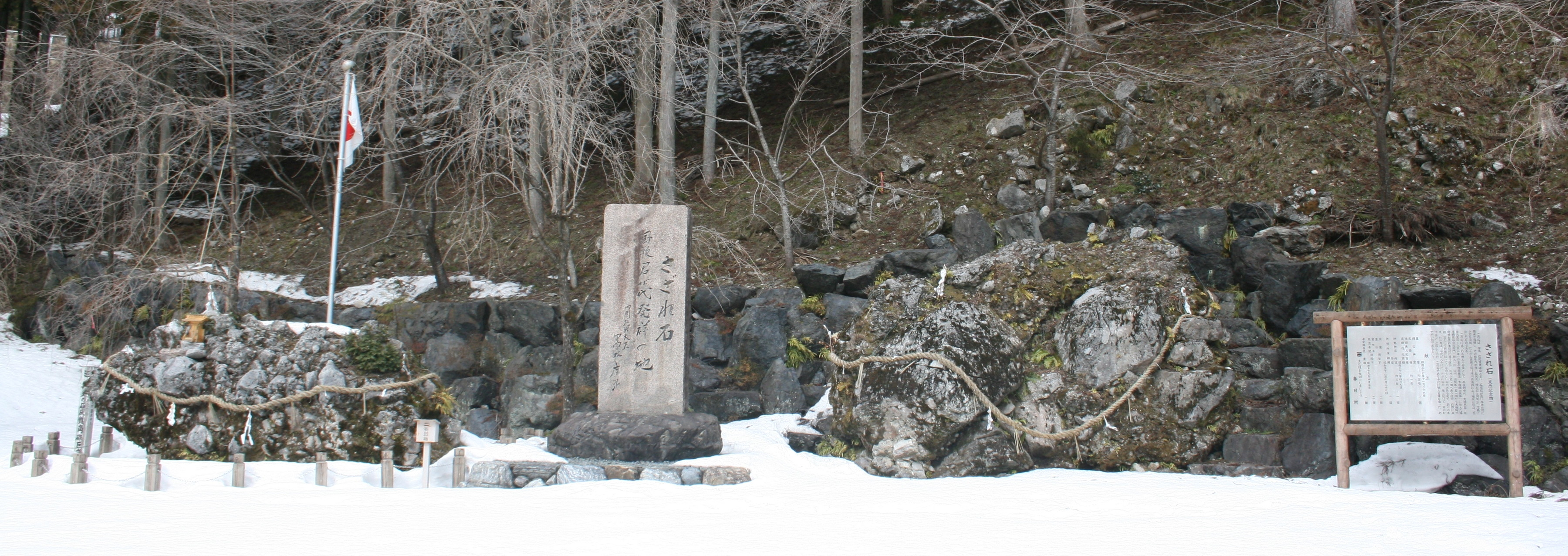
岐阜県揖斐川町のさざれ石公園にある岐阜県の天然記念物「笹又の石灰質角礫巨岩」

麓から山頂直下に至る伊吹山ドライブウェイが、ドライブの自家用車や観光バス、路線バスなどにより利用されている。終点の駐車場からは、山頂部の自然庭園のお花畑をめぐる遊歩道が整備され、山頂部には売店群がある。
伊吹山ドライブウェイ岐阜県関ケ原町から東尾根を登って9合目まで至る有料道路で、9合目には500台以上を収容できる駐車場のほか、展望設備や飲食店、売店を営業している。この道路を利用した自転車ヒルクライム競技も行われている。山上で猛禽類などの野鳥観察のために利用されることもある。2013年に終点駐車場の観光施設が建て替えられて、スカイテラス伊吹山の展望台が設置された。積雪期には営業を休止し閉鎖される。
山頂遊歩道山頂周辺には高山植物を含む野草群落が花畑として保護されており、夏季には色とりどりのお花畑となる。伊吹山ドライブウェイ終点の駐車場からは遊歩道が整備されている。遊歩道は3本が整備されていて、20分ないし40分程度で山頂に到達できる。年間約30万人の利用者がある。
伊吹山文化資料館南西山麓の滋賀県米原市春照77に、1998年（平成10年）3月に、伊吹山地とその山麓の自然と文化を主なテーマとした「伊吹山文化資料館」が開設された。
伊吹薬草の里文化センター南西山麓の滋賀県米原市春照37に「伊吹薬草の里文化センター」（ジョイ伊吹）の複合施設が開設されている。薬草の古い歴史をもつ旧伊吹町により、前庭に野草園が開設されている。生涯学習センター、図書室、ジョイホール、グロウブステージ、薬草湯などの施設がある。薬草湯の入浴施設には露天風呂があり、北東に伊吹山を望むことができる。
夢高原かっとび伊吹毎年8月下旬の日曜日に、山岳マラソン大会の「夢高原かっとび伊吹」が開催されている。滋賀県米原市にある伊吹薬草の里文化センターを起点として、伊吹山の頂上をゴールとする約10kmのコース。前半のスタート地点から一合目までは舗装路（約4.5 km）で、後半の一合目から山頂までは登山道（約5.5 km）、高低差（1,197 m）。約1,000人ほどが参加している。
伊吹山パラグライダースクール上野からの伊吹山登山道の1合目上部の旧伊吹山スキー場のゲレンデが、パラグライダー発着場として利用されている。1合目に事務所を構え、パラグライダーの講習や体験飛行を行っている。2009年10月4日には乱気流が原因と考えられる墜落事故が2件発生し1人が死亡した。
さざれ石公園東山麓の揖斐川町にあり、日本の国歌『君が代』にも詠まれるさざれ石が伊吹山で採掘されると説明している。1977年（昭和52年）11月18日に、西山腹の岐阜県揖斐郡揖斐川町の「笹又の石灰質角礫巨岩」（重さ約50 t）が、岐阜県の天然記念物の指定を受けた。伊吹北尾根の登山口となっている。
伊吹山スキー場伊吹山は関西地方でのスキー発祥の地として知られている。1916年（大正5年）春に中山再次郎が関西地方で初めてとなるスキー大会を伊吹山で開催し、3合目には関西地方のスキー普及尽力した中山再次郎の胸像が建てられている。古くから近江鉄道が南斜面で伊吹山スキー場を運営していた。年間約30,000人の利用者があった。2005年に撤退し譲渡され「ピステジャポン伊吹」として再開したものの、2008年から休業し、その後リフトは撤去されスキー場は閉鎖された。

## 地理

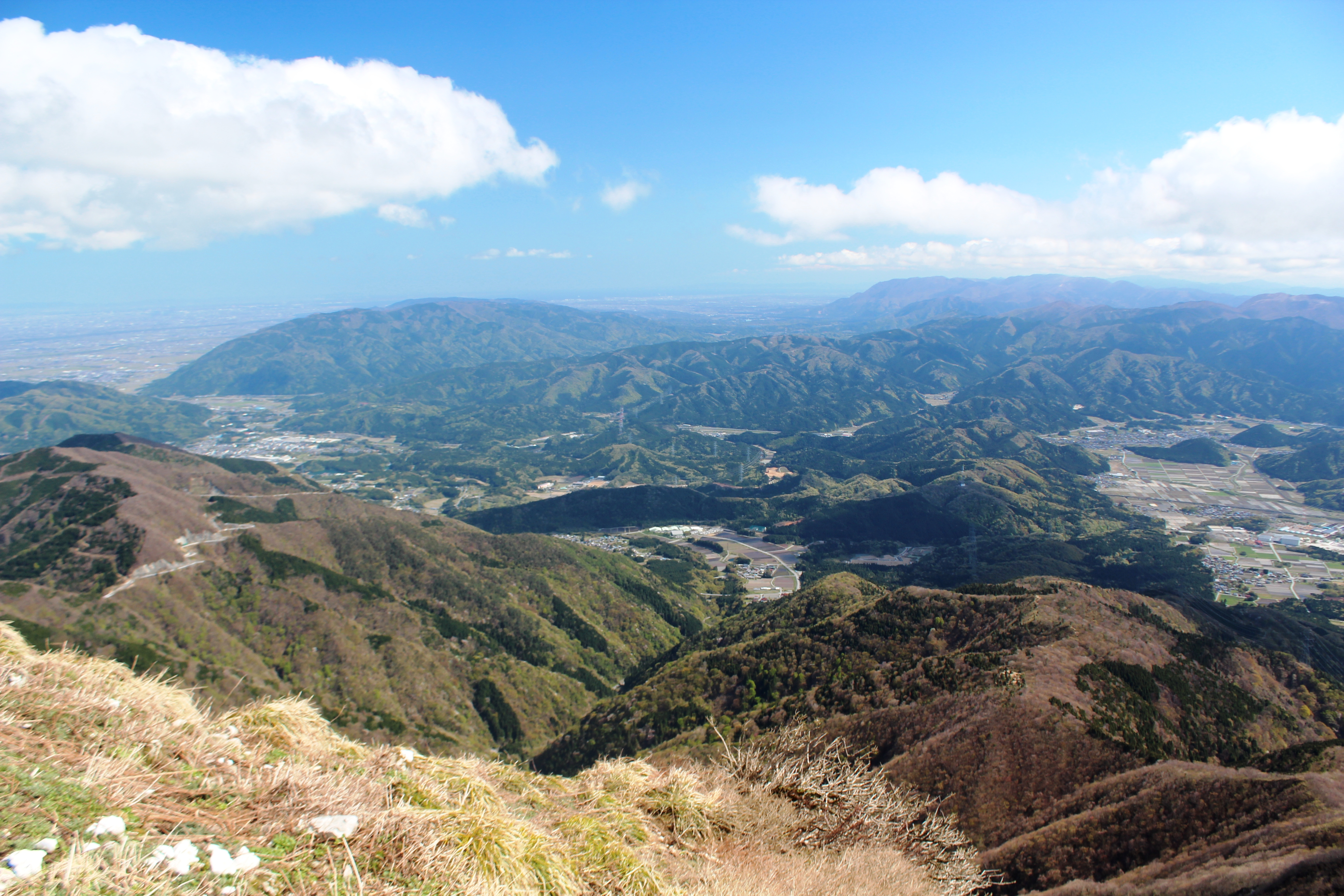
伊吹山から望む養老山地と鈴鹿山脈、これらに囲まれた関ケ原町中心部などは狭小地となり、歴史的にも交通の要衝となっている。

伊吹山は本州のほぼ中央にあり、若狭湾と伊勢湾に挟まれた、狭まった地理に位置する。伊吹山と南の養老山地と鈴鹿山脈に挟まれた南山麓の関ケ原は、歴史的にも東国と西国との関門として交通の要衝となっている。

### 伊吹山地
両白山地（越美山地）の南端の三国岳（福井県、岐阜県、滋賀県との県境）から伸びる尾根を中心とした伊吹山地の最高峰。半独立峰で、伊吹山地の最南端に位置する。山頂からは360度にわたって遠方を見渡すことができ、琵琶湖、白山、御嶽山、濃尾平野などが展望できる。南東の濃尾平野からは伊吹山を望むことができ、多くの学校の校歌で歌われている。

### 伊吹北尾根
北側の国見峠へ延びる稜線上の御座峰、大禿山、国見岳をつなぐ尾根は、「伊吹北尾根」と呼ばれている。

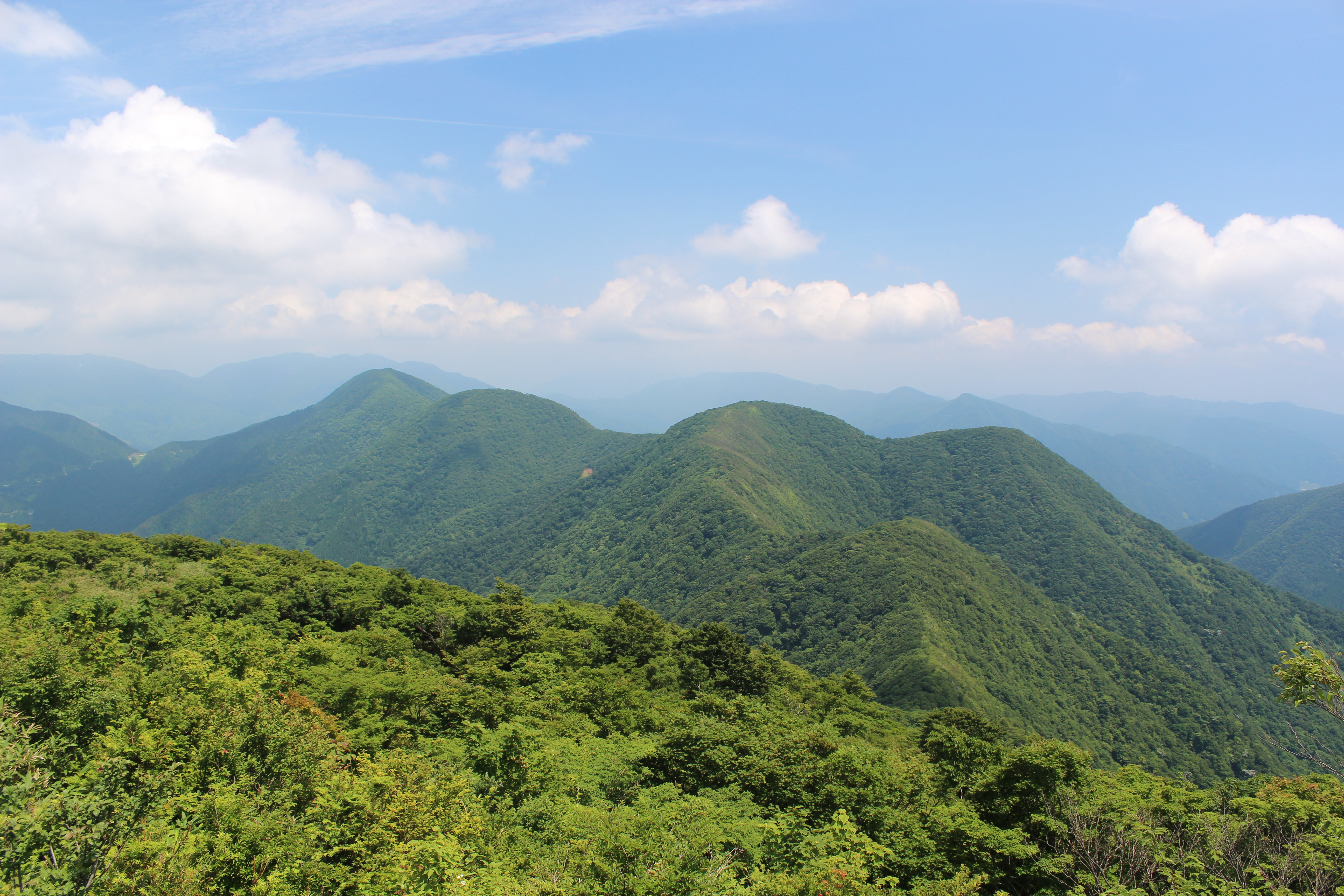
南側の静馬ヶ原方面から望む伊吹北尾根（左から国見峠、国見岳、大禿山、御座峰）

| 山容                                              | 名称   | 標高 (m) | 三角点等級 基準点名 | 伊吹山からの 方角と距離(km) | 備考               |
| ------------------------------------------------- | ------ | -------- | ------------------- | --------------------------- | ------------------ |
| 南側の大禿山から望む国見岳（2014年5月27日）       | 国見岳 | 1,126    |                     | 北北東 5.0                  | 国見岳（同名の山） |
| 南側の御座峰方面から望む大禿山（2014年5月27日）   | 大禿山 | 1,083    |                     | 北北東 4.3                  | （おおはげやま）   |
| 南側の静馬ヶ原方面から望む御座峰（2013年6月16日） | 御座峰 | 1,070.04 | 三等 「板波」       | 北北東 3.8                  | （ござみね）       |

### 周辺の主な山
南側の天野川と牧田川を挟んで、鈴鹿山脈と養老山地が対峙している。

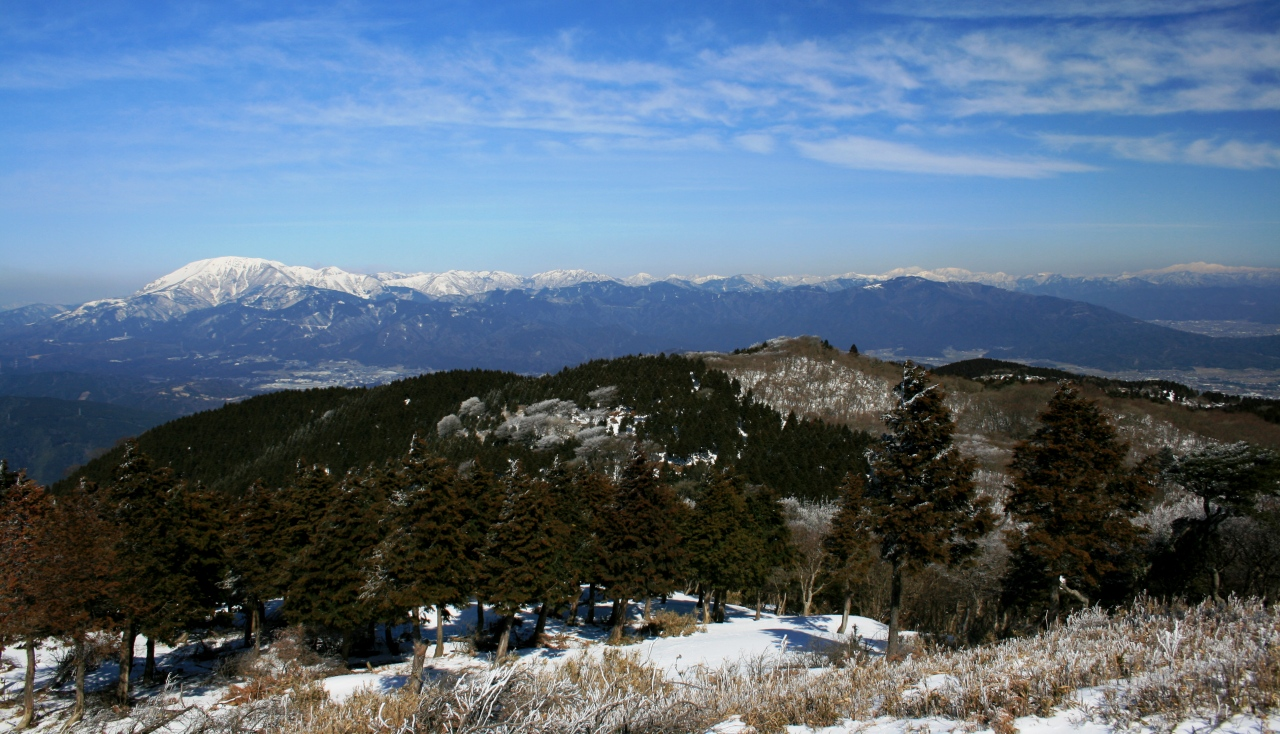
養老山地から望む伊吹山と池田山

| 山容                                                                  | 名称   | 標高 (m) | 三角点等級 基準点名          | 伊吹山からの 方角と距離(km) | 備考                                    |
| --------------------------------------------------------------------- | ------ | -------- | ---------------------------- | --------------------------- | --------------------------------------- |
| 小津権現山から望む金糞岳（2010年3月22日）                             | 金糞岳 | 1,317    |                              | 北北西 16.0                 | 滋賀県の第2高峰                         |
| 西方の麓から望む小谷山（2009年2月8日）                                | 小谷山 | 494.52   | 三等 「大岳」                | 西北西 13.2                 | 新・花の百名山                          |
| 伊吹山から望む池田山（2012年10月12日）                                | 池田山 | 923.85   | 二等 「池田山」              | 東北東 10.4                 | 池田の森                                |
| 登山道3合目（伊吹山ゴンドラ終点駅付近）から望む伊吹山（2008年1月6日） | 伊吹山 | 1,377.31 | 一等 「伊吹山」              | 0                           | 滋賀県最高峰 日本百名山、新・花の百名山 |
| 西南尾根上部から望む霊仙山（2008年12月8日）                           | 霊仙山 | 1,094    | （二等 1,083.45） 「霊仙山」 | 南 15.5                     | 花の百名山                              |
| 東方の麓の養老町から望む養老山（2008年4月20日）                       | 養老山 | 895.31   | 二等 「養老山」              | 南南東 20.2                 | 養老山地                                |
| 東方の頭蛇ヶ平から望む厳冬期の御池岳（2011年2月19日）                 | 御池岳 | 1,247    |                              | 南 26.6                     | 鈴鹿山脈最高峰 花の百名山               |
| 東方のいなべ市北勢町二之瀬から望む藤原岳（2010年5月15日）             | 藤原岳 | 1,144    | （標高未確定）               | 南 29.1                     | 日本三百名山、花の百名山 新・花の百名山 |

### 周辺の峠
- 静馬ヶ原：山頂の北東1.6 kmの伊吹山と御座峰との鞍部、標高約1,100 m、笹又からの登山道と伊吹北尾根との合流点。
- 国見峠：山頂の北5.5 kmの国見岳と虎子山との鞍部、標高約840 m、岐阜県道32号春日揖斐川線と滋賀県道・岐阜県道40号山東本巣線を結ぶ林道が通る。伊吹北尾根の登山道の登山口。

### 源流の河川

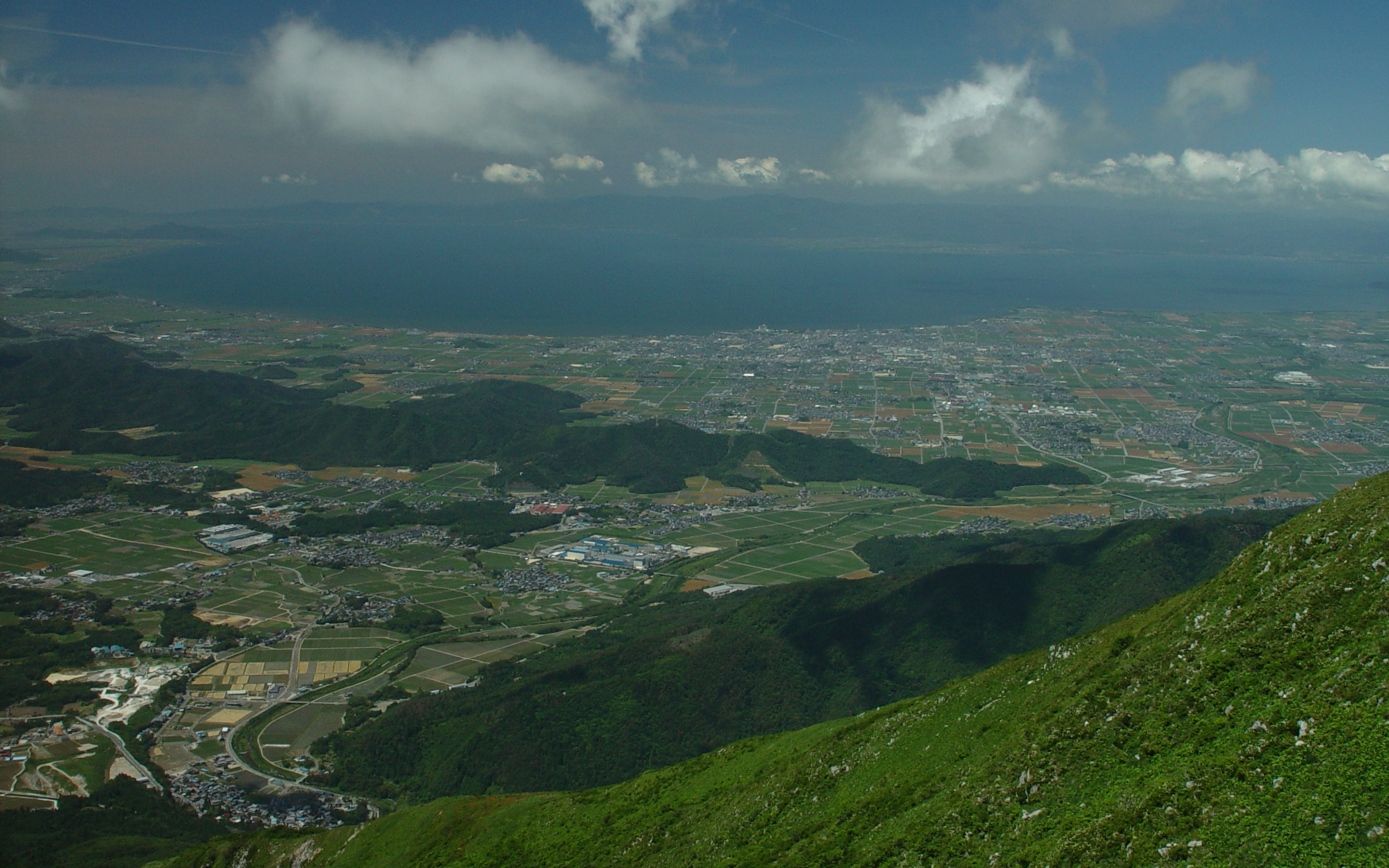
伊吹山の北西面を巻き琵琶湖へと注ぐ姉川

伊吹山を源とする河川には、琵琶湖へ流れる淀川水系と、濃尾平野の河川へ流れる木曽川水系がある。伊吹山と伊吹北尾根はその西側の淀川水系と東側の木曽川水系との分水界となっている。
- 姉川（淀川水系）
- 長谷川（木曽川水系、粕川の支流）
- 藤古川（木曽川水系、牧田川の支流）
- 相川（木曽川水系、牧田川の支流）

### 交通・アクセス

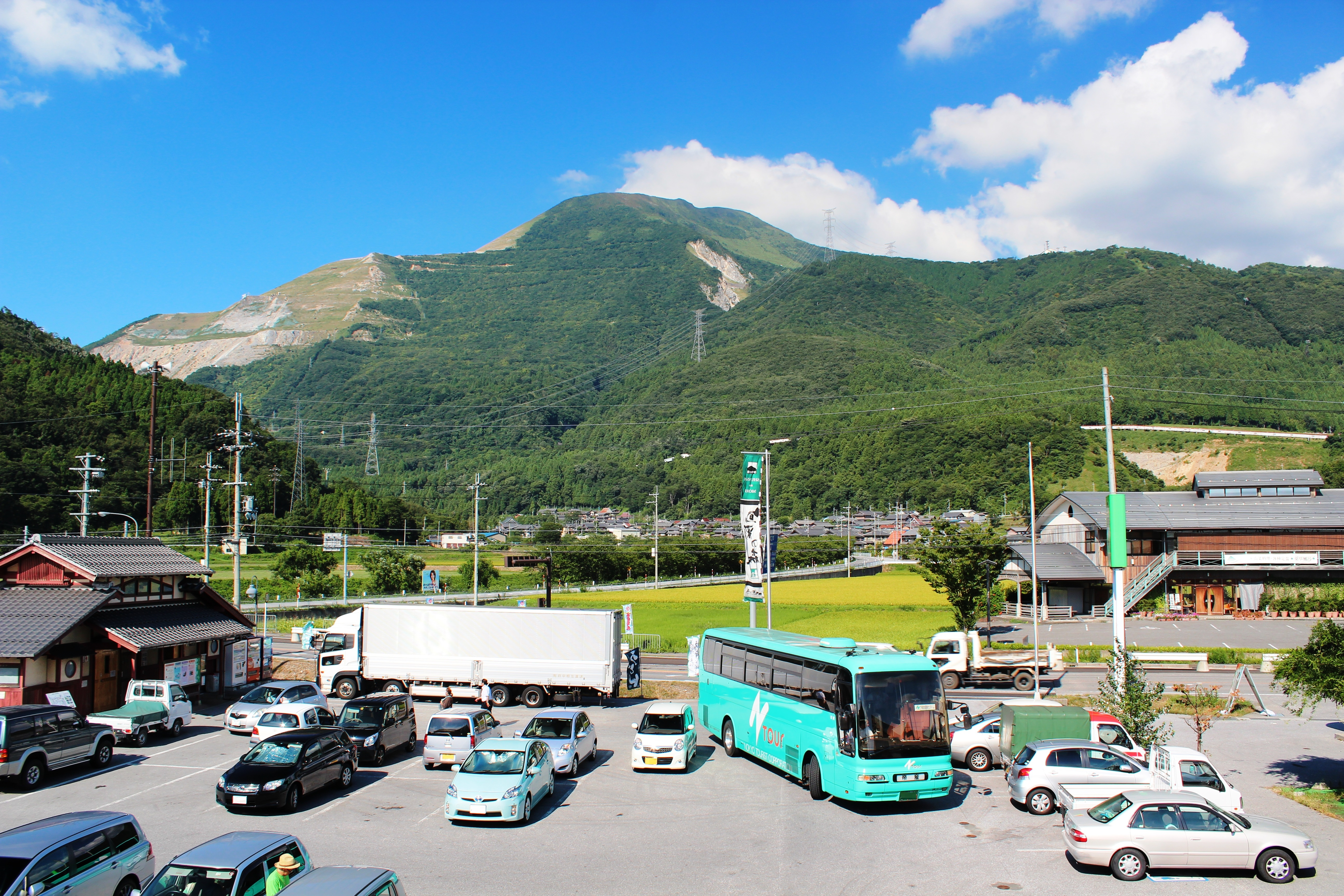
道の駅伊吹の里の2階展望デッキから望む伊吹山

公共交通機関
上野登山口へは、JR東海の東海道本線近江長岡駅が最寄りの鉄道駅で、5km弱の道のりである。登山口近くには「伊吹登山口」バス停があり、近江長岡駅またはJR西日本の北陸本線長浜駅から湖国バスが路線バスを運行している。登山口の3合目までタクシーを利用することもできる。
伊吹山ドライブウェイの9合目駐車場へは、期間（夏季）限定でJR西日本の東海道本線大阪駅桜橋口またはJR東海の東海道本線名古屋駅から名神ハイウェイバスを運行しているほか、JR東海の東海道本線大垣駅と関ケ原駅から名阪近鉄バスが路線バスを運行している。また、期間（夏季）限定で米原駅から9合目駐車場まで路線バス（湖国バス）が運行している場合がある。
自動車
上野登山口へは、北陸自動車道の長浜インターチェンジまたは名神高速道路の関ヶ原インターチェンジから国道365号や滋賀県道551号山東伊吹線を経由して10km程度の道のりで、登山口近くでは民家や民間の有料駐車場がある。
伊吹山ドライブウェイ入口へは、関ヶ原インターチェンジから国道365号を経由して3km程度の道のりである。
南西山麓を通る坂浅東部広域農道沿いの滋賀県道40号山東本巣線との交差点南西部に道の駅伊吹の里があり、2階には伊吹山展望デッキがある。

## 伊吹山の風景

### 各方面からの山容
麓の近江盆地、濃尾平野、東海道本線や東海道新幹線の車窓などからもそのどっしりとした山容を望むことができる。西斜面では石灰岩採掘のために削り取られた山肌が目立ち、景観を害している。西山麓の米原市の三島池からもその山容を望むことができ、名景とされている。南側にある清滝山（標高439 m）の山頂は、伊吹山を間近に望むことができる展望台となっている。東の池田山からは山容を望むことができるが、南東にある南宮山の登山道からは、ほとんど山容を望むことができない。南南東の養老山地の笙ヶ岳からは山容を望むことができるが、養老山からは望むことができない。南の鈴鹿山脈の霊仙山からは、どっしりとした山容を望むことができる。

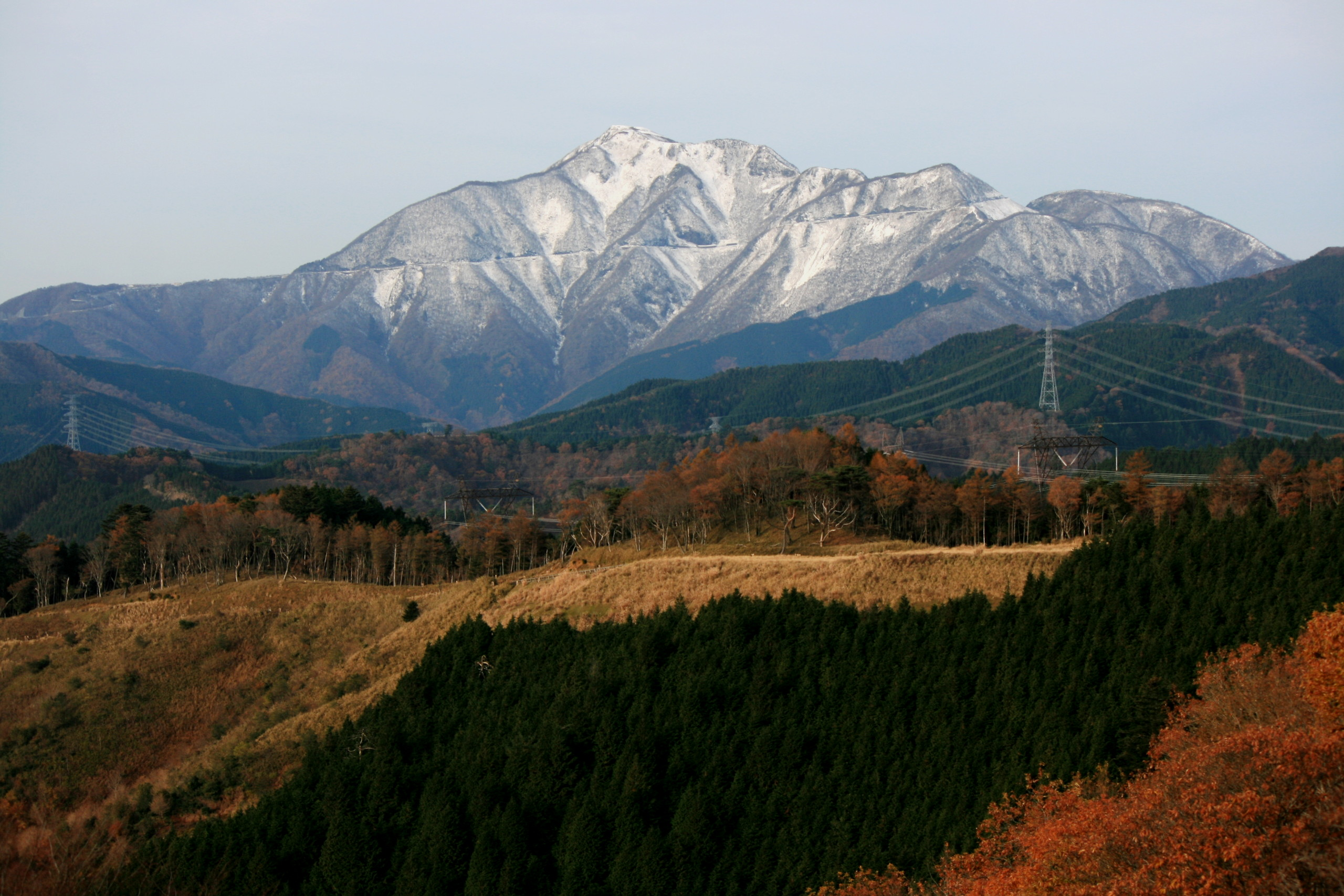
東の池田山より、山腹に伊吹山ドライブウェイが通る （2011年11月27日）
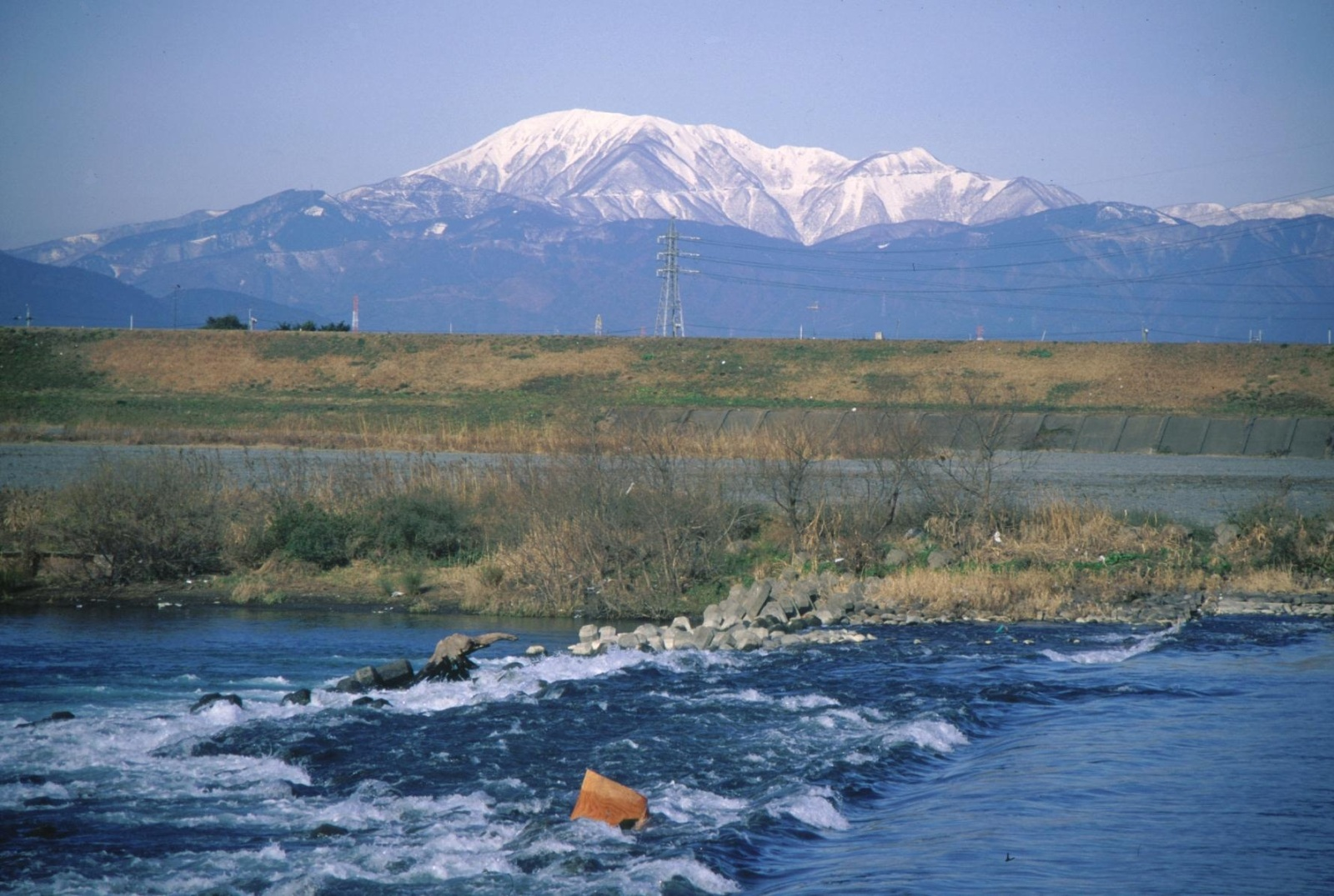
南東の濃尾平野揖斐川左岸より （1998年2月16日）
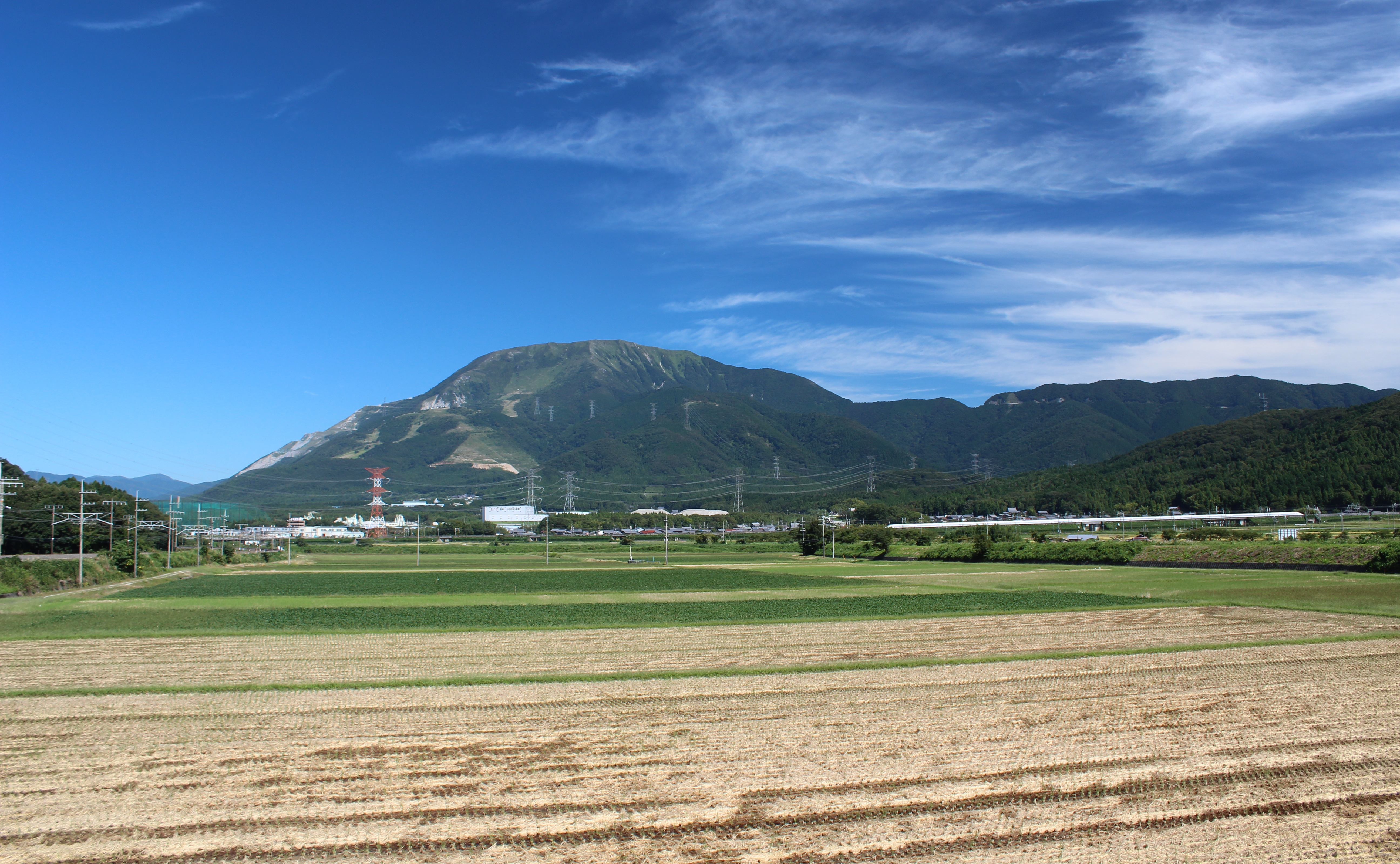
南山麓の米原市柏原より （2012年9月25日）
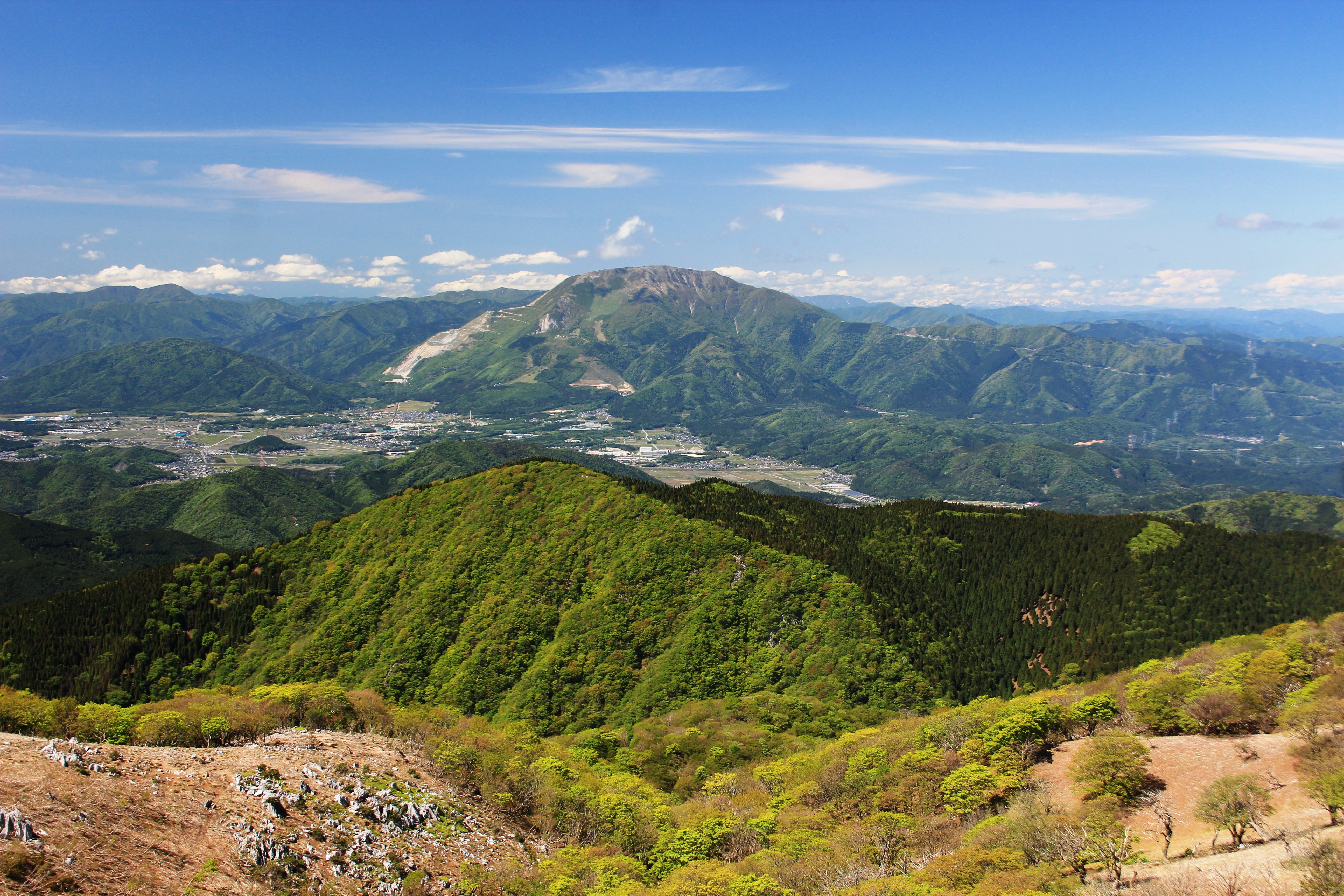
南の鈴鹿山脈霊仙山より （2013年5月27日）
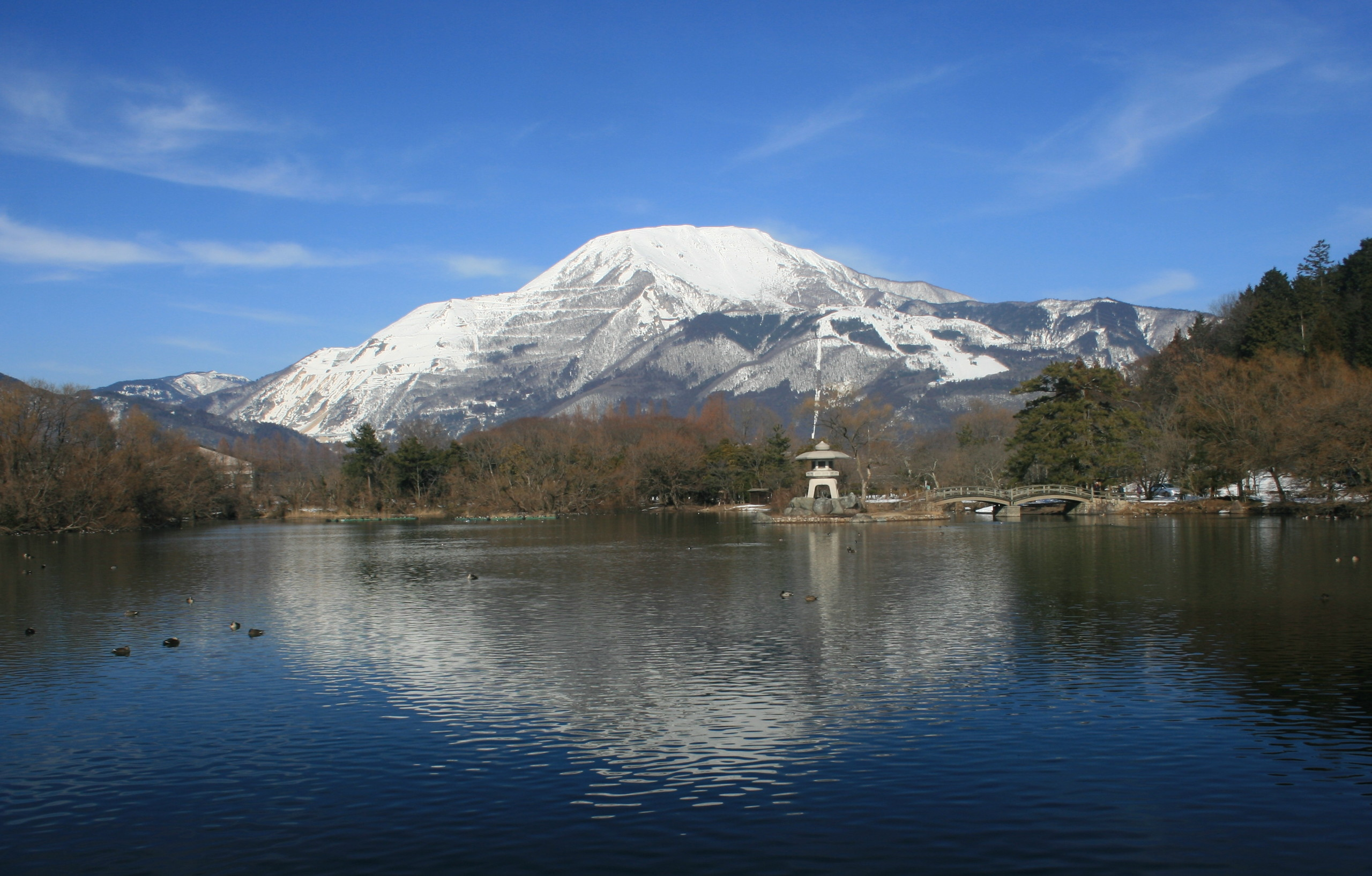
南西山麓の三島池より （2011年2月16日）
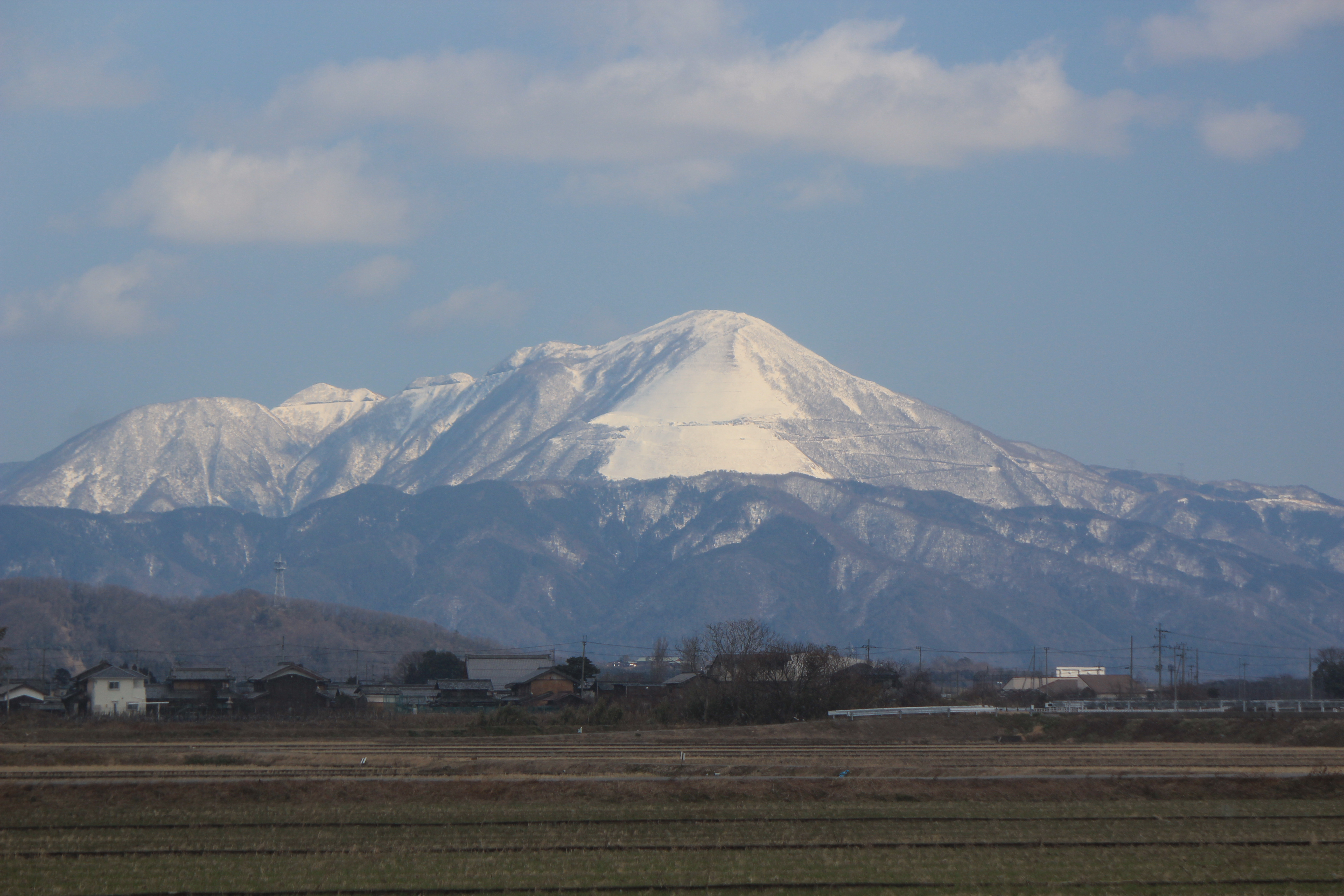
西の道の駅湖北みずどりステーションより （2014年2月18日）
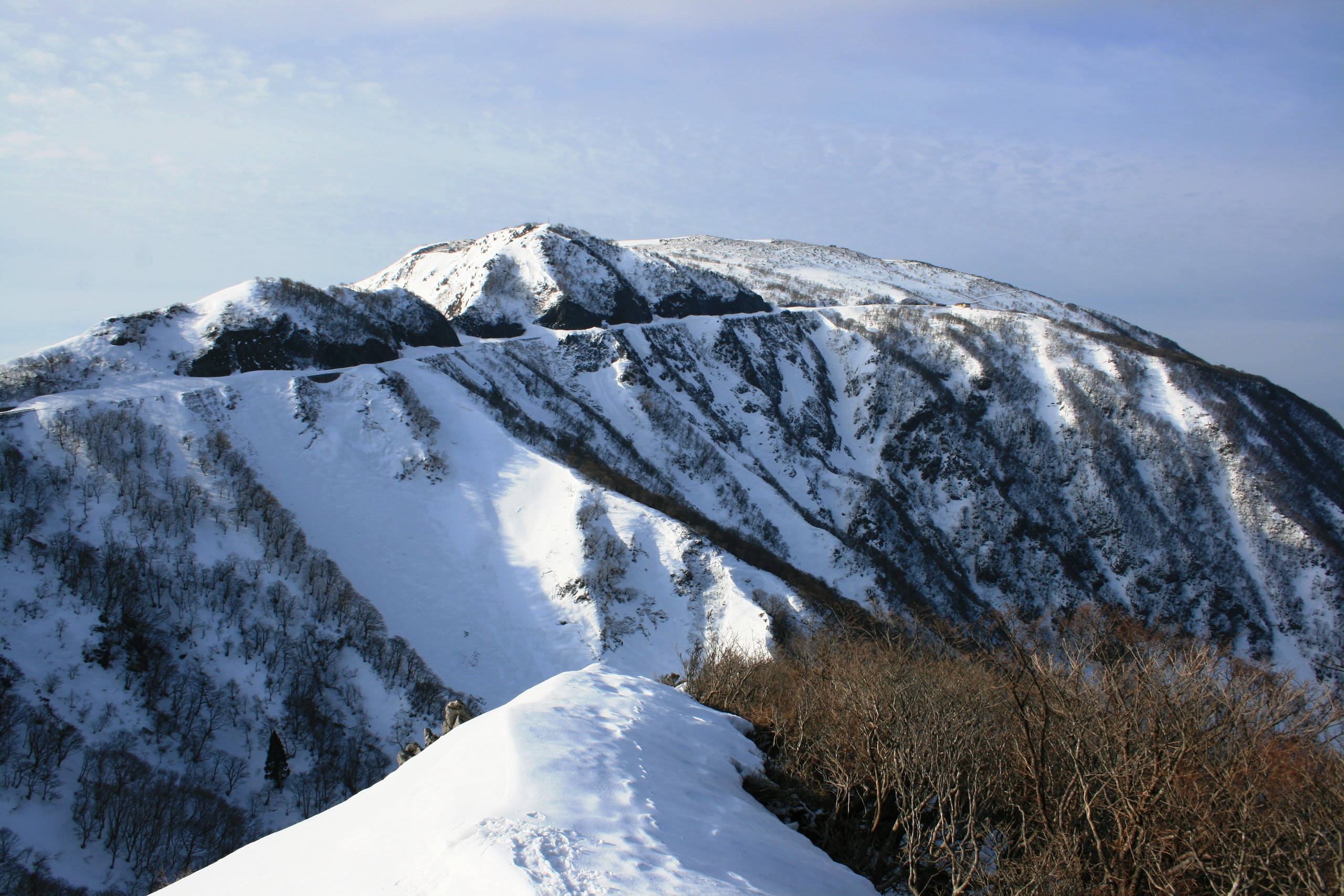
北の伊吹北尾根より （2011年3月6日）
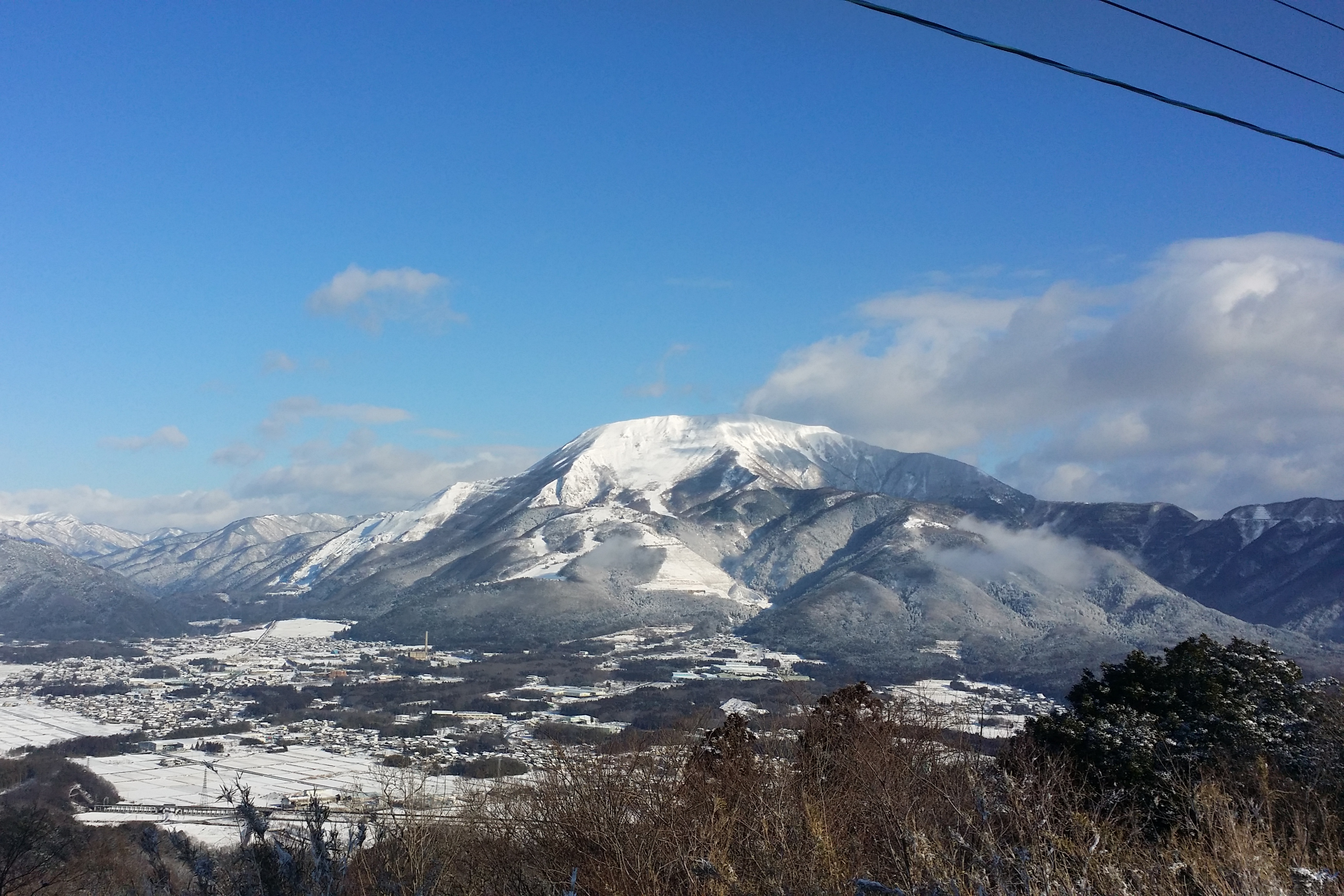
南の清滝山より （2015年1月18日）

### 伊吹山からの展望
山上部からは伊勢湾、南宮山、養老山地、霊仙山から南に連なる鈴鹿山脈、近江盆地、琵琶湖と対岸の比良山地などの山並み、金糞岳などの奥美濃の山々、能郷白山、白山などの両白山地、乗鞍岳などの北アルプス、御嶽山、中央アルプスとその稜線越しに南アルプスの山並みなどを望むことができる。

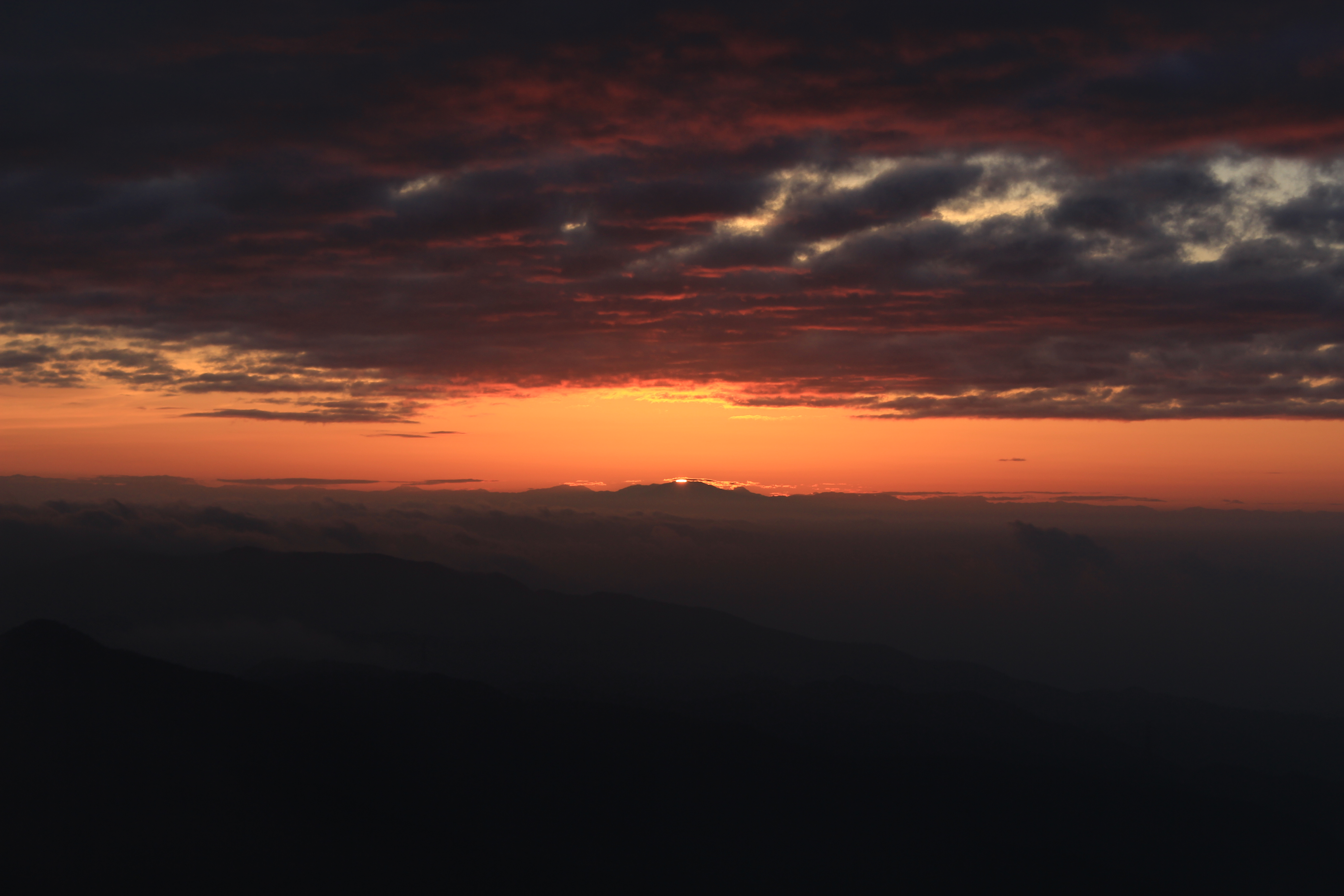
東側の展望、中央アルプス恵那山からのご来光
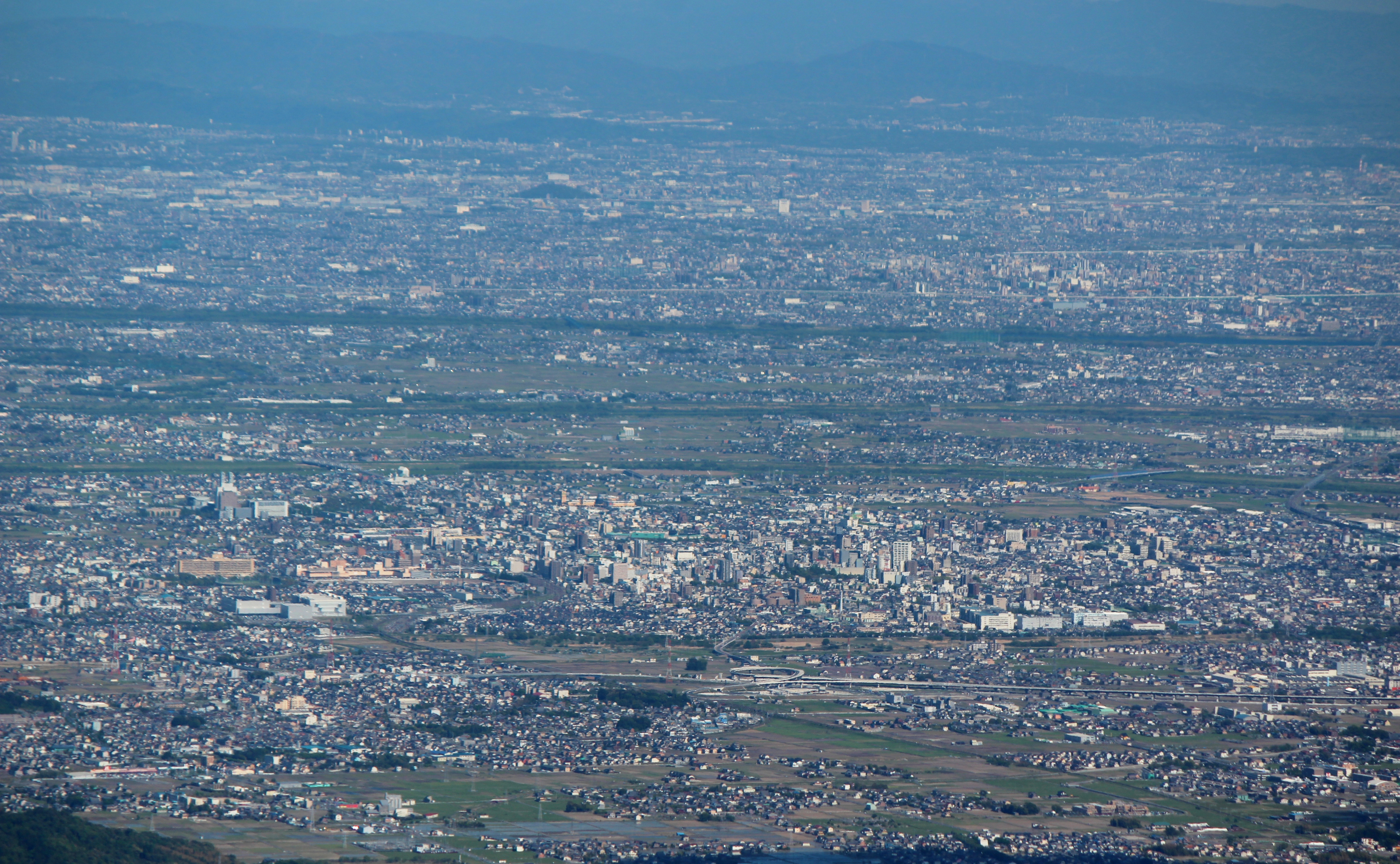
南東の展望、濃尾平野（中央は大垣市）
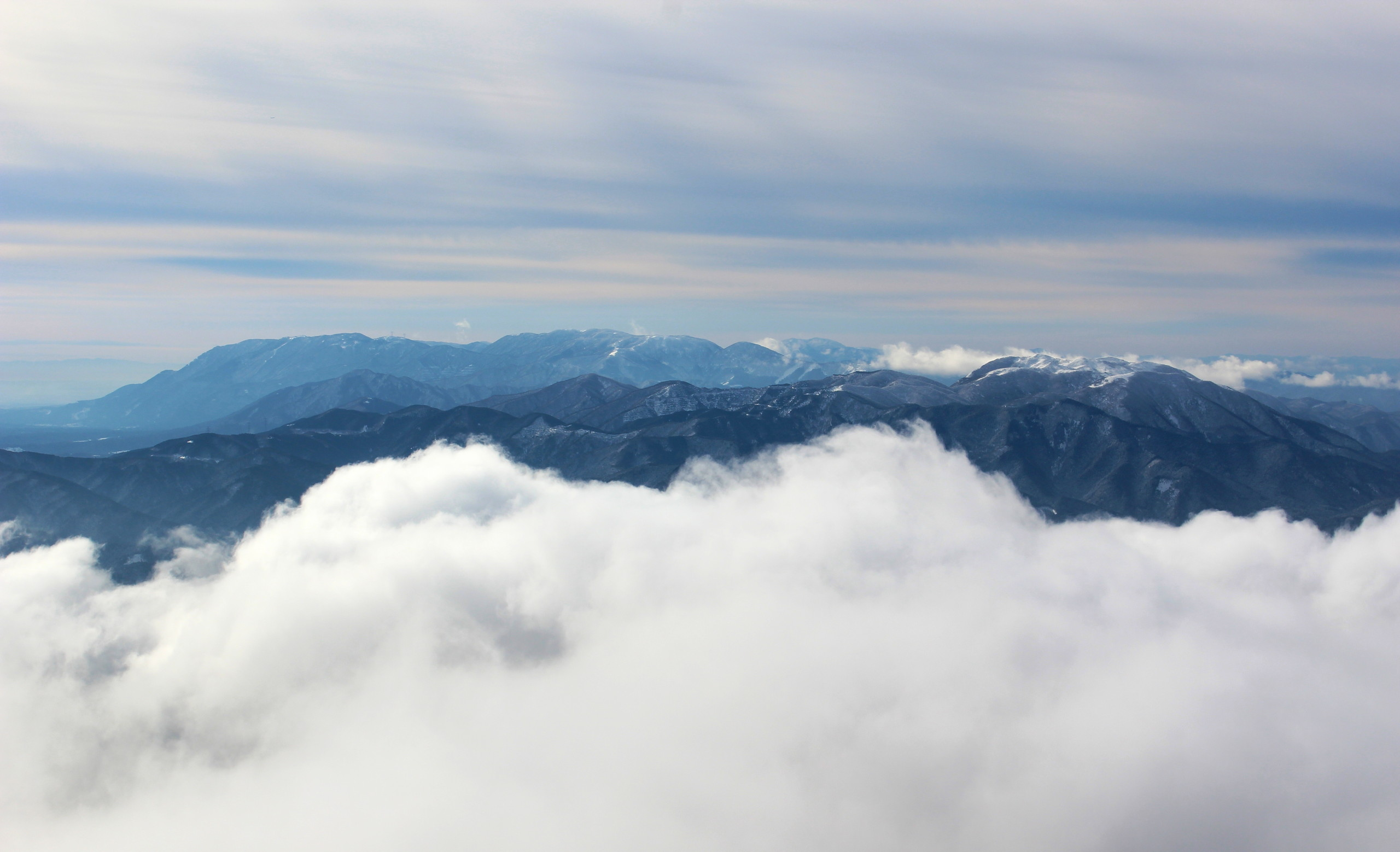
南側の展望、鈴鹿山脈
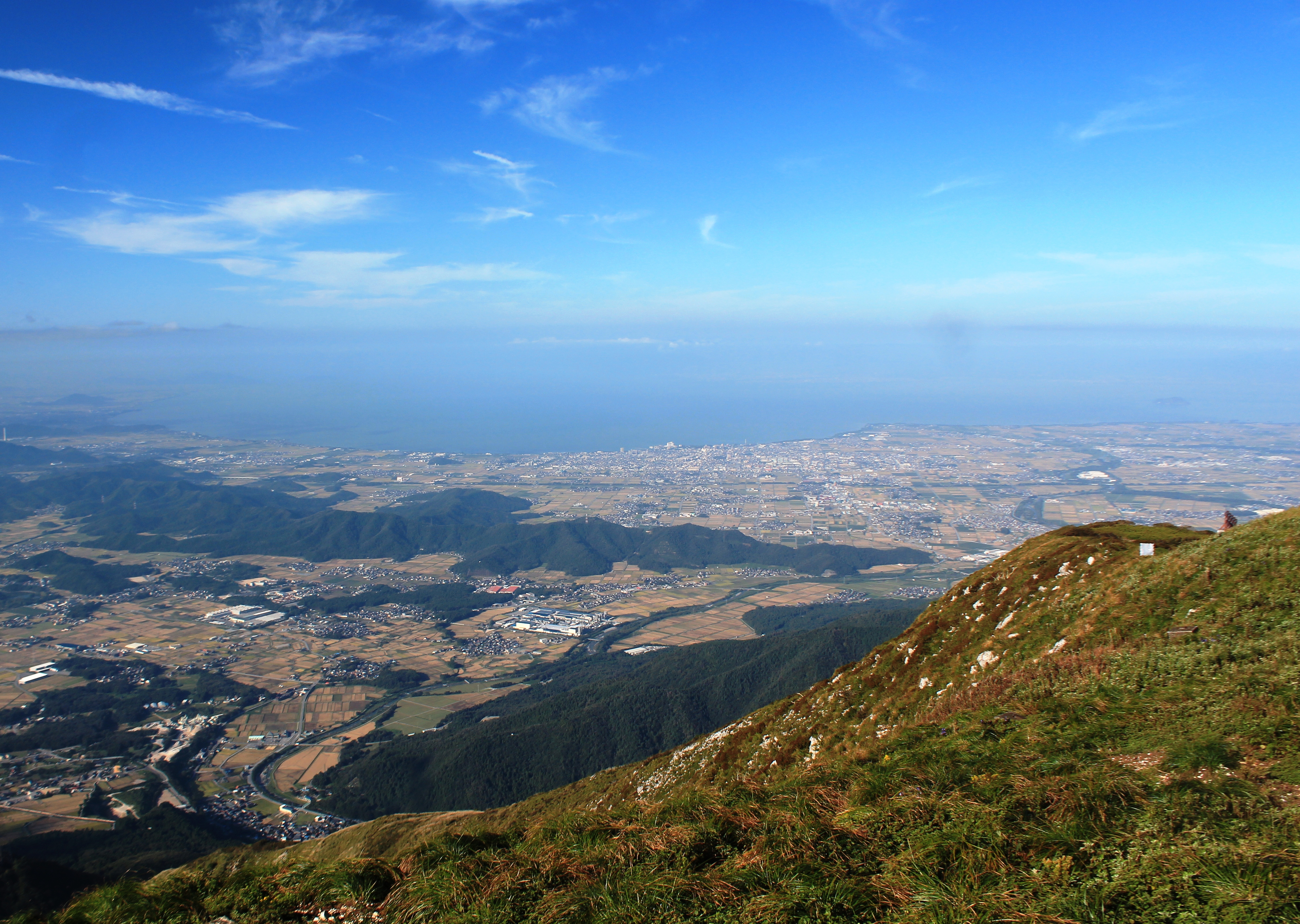
西の展望、近江盆地と琵琶湖
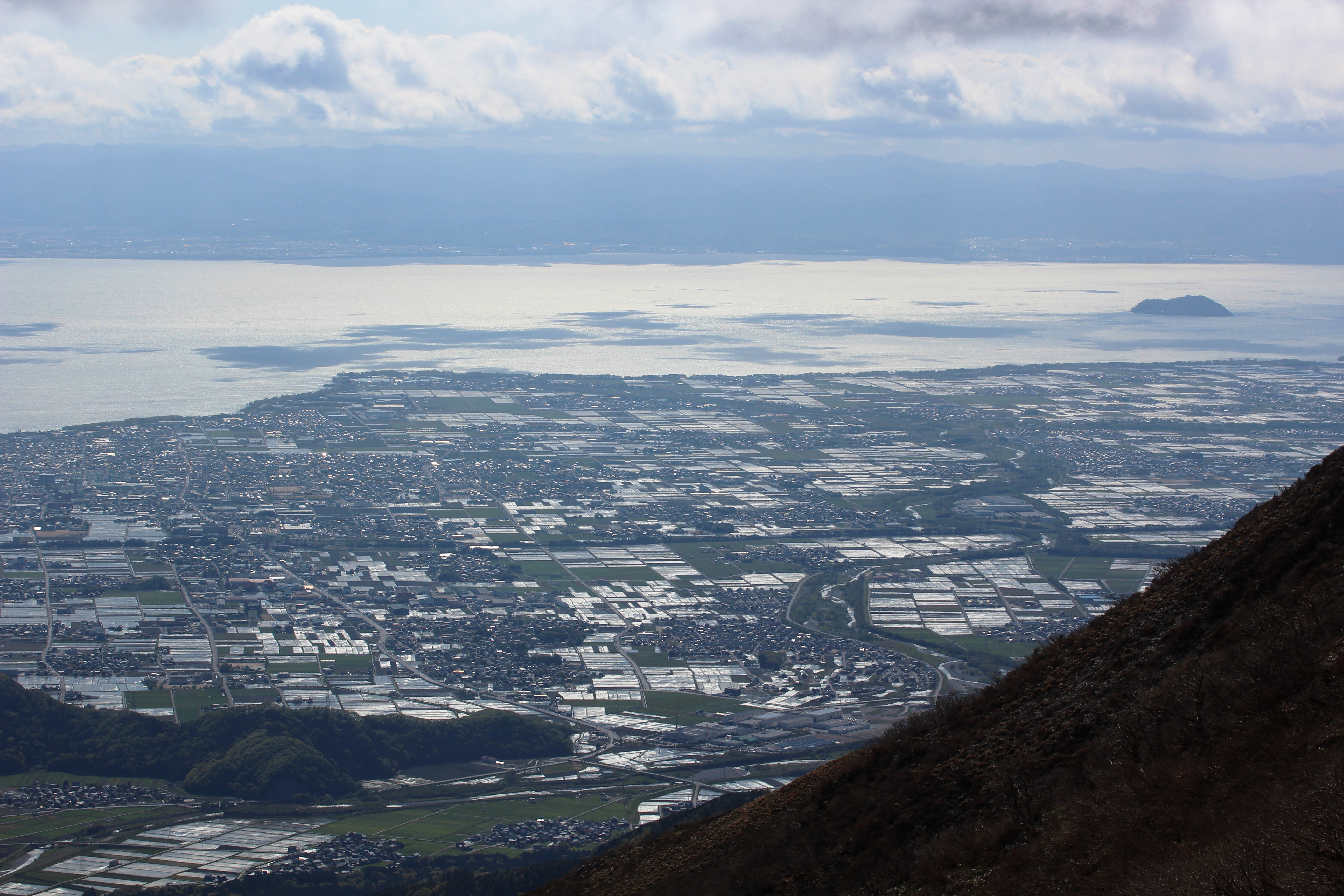
北西の展望、近江盆地の長浜市と琵琶湖に浮かぶ竹生島
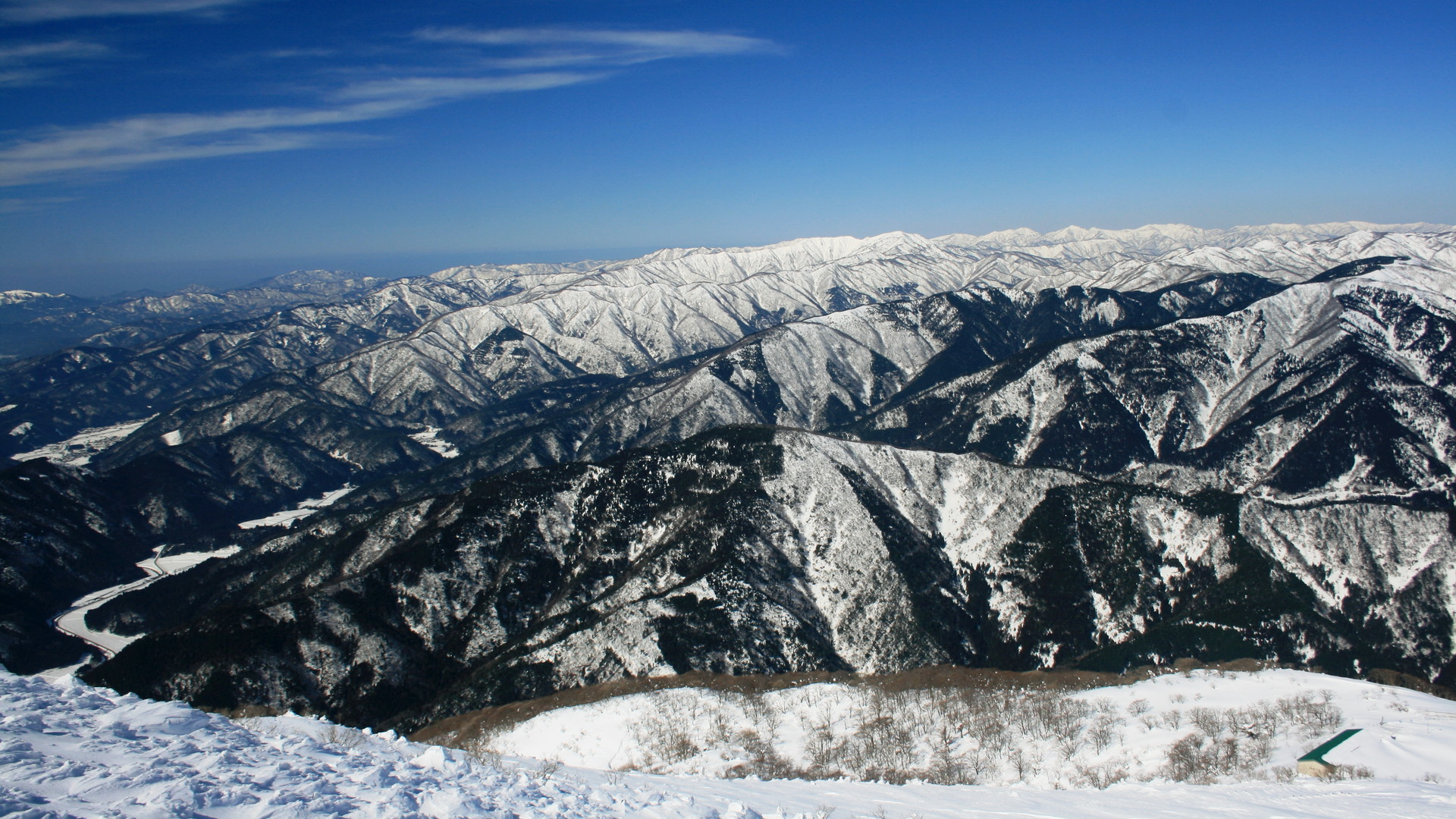
北側の展望、金糞岳など
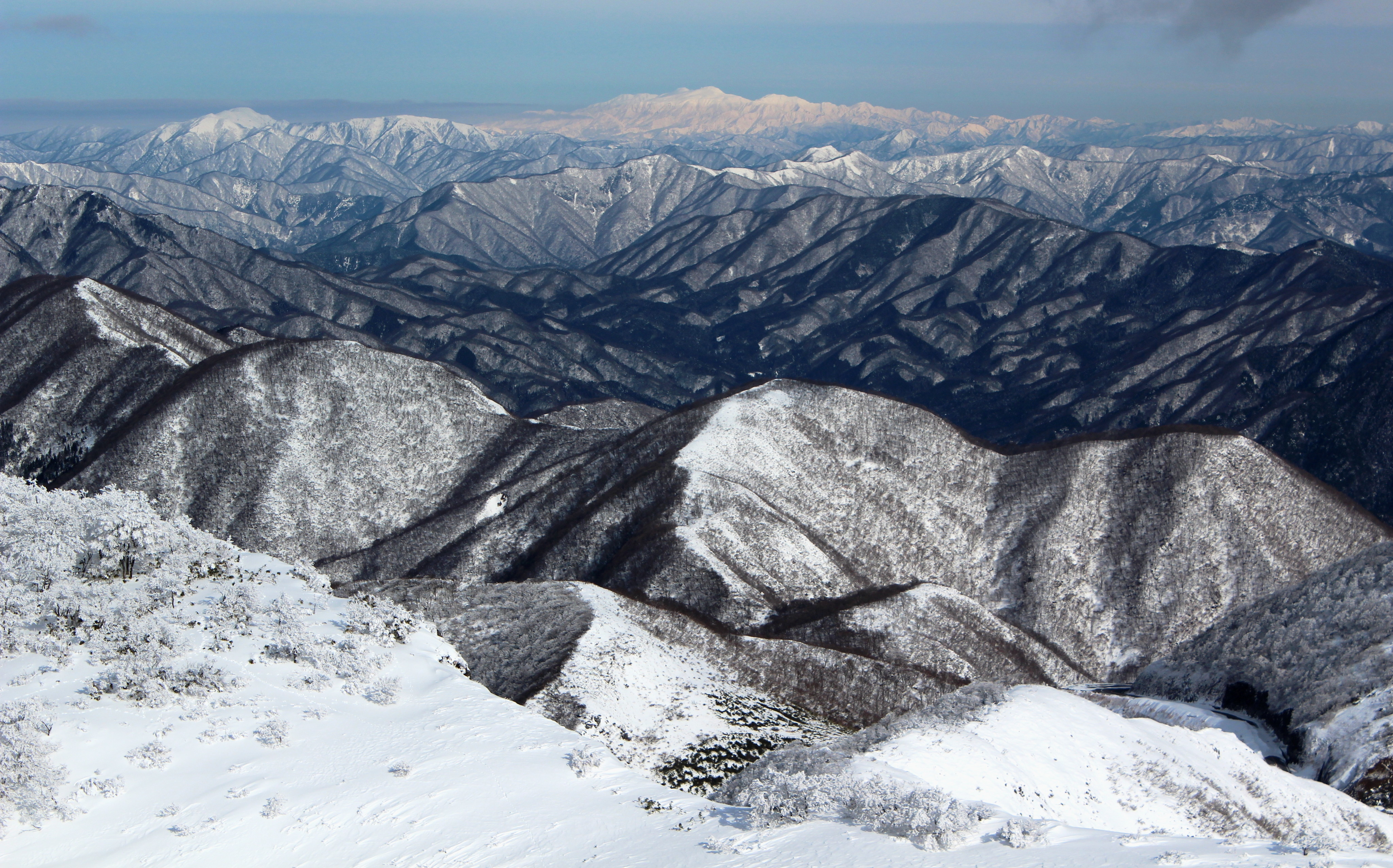
北北東側の展望、能郷白山や白山

## メディア

### 文学
- 藤原実方が小倉百人一首で「かくとだに えやは伊吹の さしも草　さしも知らじな 燃ゆる思ひを」の短歌を詠んでいる[6]。
- 1689年（元禄2年）秋に松尾芭蕉により「そのままよ　月もたのまし　伊吹山」の俳句が詠まれている。
- 伊吹弥三郎の民話：伊吹山に住む力持ちの男の弥三郎の「琵琶湖の土を運んで伊吹山と霊仙山をつくった。」などの多数の怪力話が伝えられている[137]。伊吹山中では「弥三郎岩屋」などの弥三郎伝説に因んだ地名が残されている[138]。

### 関連書籍
- 「伊吹山薬用植物目録」、滋賀県経済部林務課、1937年。
- 大川勝德『伊吹山の花図鑑―350種』岐阜新聞社、2012年6月1日。ISBN 978-4877971793。
- 福永円澄『伊吹百草』サンライズ出版、2005年6月25日。ISBN 4883251489。
- 村瀬忠義、草川啓三、須藤一成『伊吹山自然観察ガイド』山と溪谷社、2007年5月。ISBN 9784635420372。
- 監修 阿部勇治 (2015年3月1日). “伊吹山を知る“やさしい”地学の本”.  伊吹山ネイチャーネットワーク. 2019年1月16日閲覧。

### テレビ番組
伊吹山を主題とするテレビ番組が多数放送されている。
- 『日本百名山 伊吹山』NHK衛星第2テレビジョン、1994年4月8日放送[139]
- 『花の百名山 伊吹山 イブキジャコウソウ』NHK衛星第2テレビジョン、1995年12月18日放送[140]
- 『さわやか自然百景 滋賀・伊吹山』NHK総合テレビジョン（2003年8月31日放送）[52]
- 『萌ゆるッ 山ガール!!』関西テレビ（2010年8月5日放送、谷澤恵里香出演）[141]
- 『さわやか自然百景 伊吹山 春』NHK総合テレビジョン（2014年6月8日放送）[80]